# 二村山
二村山（ふたむらやま）は、愛知県豊明市にある標高71.8メートルの山である。
豊明市の最高地点であり、眼下に広がる濃尾平野や岡崎平野のかなたに猿投山や伊吹山地、御嶽山までを一望にしうる景観は名勝として古くから知られる。歌枕ともなり、平安時代の頃から数多くの歌や紀行文の題材にされてきた。現在でも山頂から山麓にかけて、その長く風趣な歴史を物語る歌碑・石碑がいくつか残されている。

## 概要

### 自然

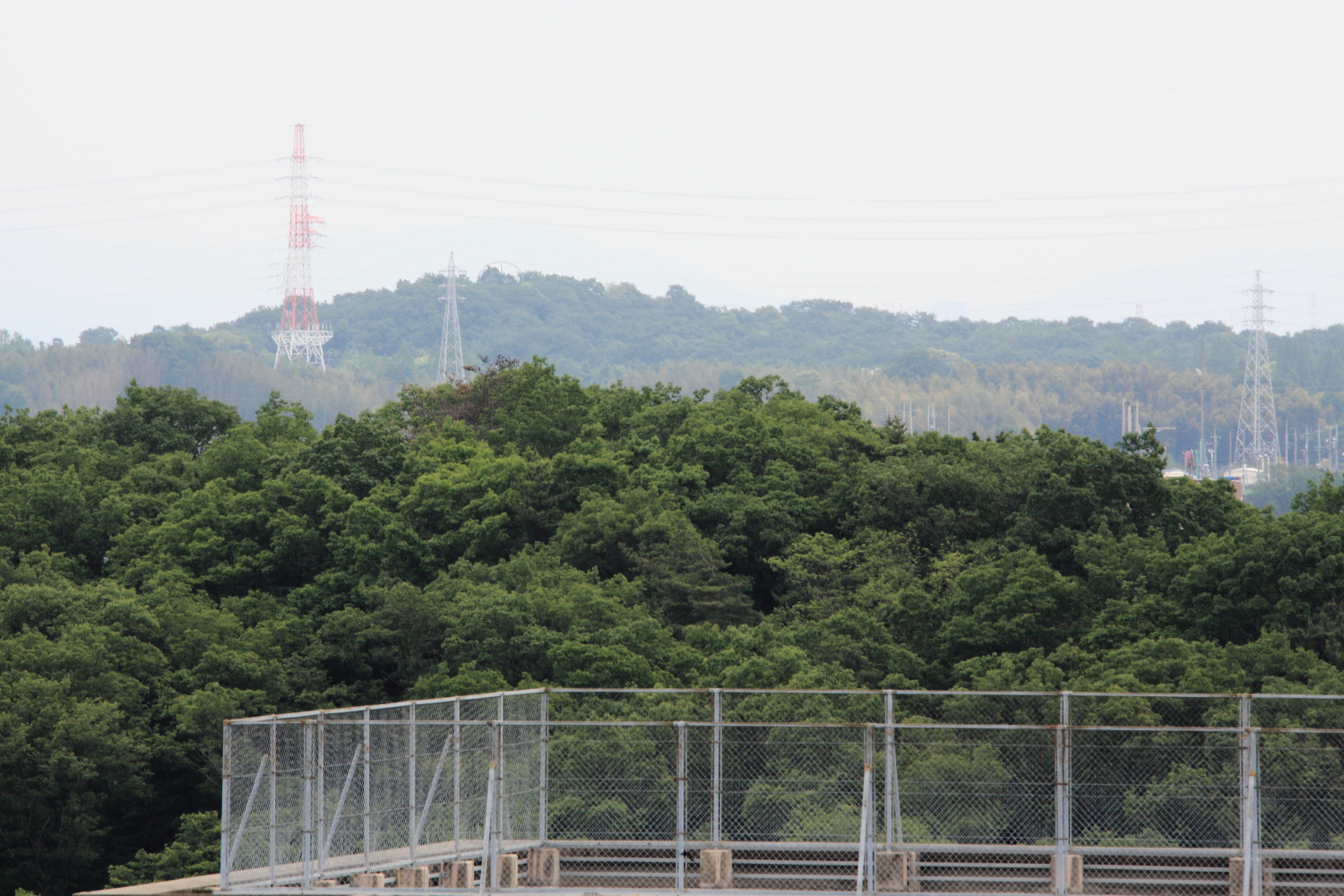
滝の水公園（名古屋市緑区）から望む二村山（奥手中央やや左よりの丘陵） （2012年（平成24年）5月）
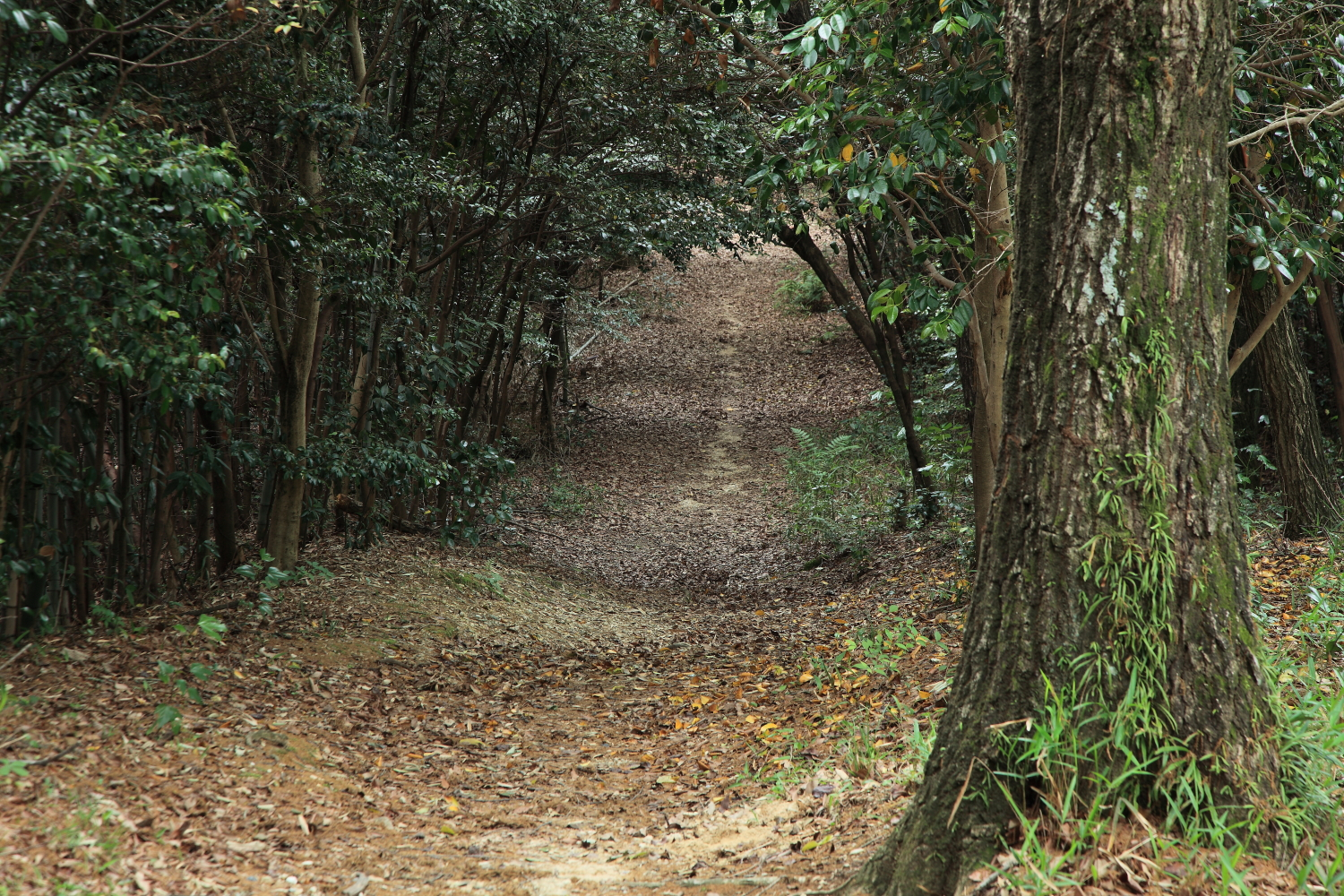
峠から西方に下る山道が、かつての街道の雰囲気を最も良く伝える。 （2012年（平成24年）5月）

豊明市の北東から南西にかけて続く緩やかな丘陵群は、豊田市藤岡地区付近から南知多町付近まで北東-南西方向に伸びる「猿投-知多上昇帯」と呼ばれる隆起帯の一部とされる。「猿投-知多上昇帯」は大府市付近を境に南北に分けられ、豊明市が立地する北部の猿投上昇帯は、この上昇帯の隆起軸と併走する活断層「猿投-境川断層」の影響を受けながら、北西側の地塊が南東側の地塊を覆い被すように隆起を続けているという。丘陵地一面の地層をみると、下部では、東海層群に属しおよそ400-250万年前に堆積したとみられる「矢田川累層」のシルト層や砂層などが複数の層にわたって重なり合い、その上部は砂礫層が覆い、頂上近くで更新世の「八事層」と呼ばれる赤褐色の砂礫層が散在する。
これらの丘陵地において、山麓の多くは宅地造成などのために開発され、現在残された緑地をかろうじて保持している数少ない丘陵の頂上部分のひとつが二村山である。植物・野鳥の生育地として認識されており、都市計画上では12.2ヘクタールが「二村山緑地」に指定されているほか、豊明市による用地買収も進んでいる。土壌はおおむね乾燥しているものの一部に湿地があり、崖地や急傾斜地のような変形地も見られる。全般的な植生では、高木層で落葉広葉樹や針葉樹が広がり、低木層は常緑広葉樹が優勢である。ササ・セイタカアワダチソウによる草地、一部シュロの混在した竹林なども随所に見られる。
近世以降、人家が近い里山では一般的に、燃料や暖房、緑肥などに用いるためる枝葉・下草といった有用資源が採集され尽くしたことで荒廃した箇所が多く、二村山もまた同様の理由から、むき出しの地肌にところどころ背の低いコナラやアカマツが点在するようなはげ山であったといわれる。しかし1960年代頃より、エネルギー革命を経て燃料媒体が石油などにとって替わられ、また化学肥料が普及してきたことで、山野でのむやみな伐採や採集が収束、二村山の姿は徐々に成長した高木で覆われた緑豊かな姿に変貌している。景観保全の面では、江戸時代の頃からソメイヨシノの植樹が行われるなどされ、後年にはツツジの植栽・展望台や散策路整備、近年でも北東側山麓に自然散策路が整備されるなどしている。春にはヤマザクラやコバノミツバツツジなどの花が咲き誇り、初夏になると新緑が映え、秋にはコナラ・ハゼノキ・タカノツメ・アオハダが色とりどりに紅葉するなど四季の魅力に富んでいるが、他方で柴刈りや落葉かきなどの人の手による維持が加えられなくなった雑木林では遷移が進み、低木層の常緑広葉樹や竹林の繁栄によって他の生物相の存続が危ぶまれる箇所も多くなり、計画的な伐採・間引き・植林などによって、行政と二村山環境保全推進協議会といった民間の団体が共同で自然の形態を保持しようとしている。
植生を詳しく見ていくと、西側山麓では、5メートル以上の高木層は大部分のコナラの中にサクラ・カキノキなどが混じり、おおむね落葉広葉樹が広がっている。低木層では常緑広葉樹のカクレミノ、落葉広葉樹のヤマウルシ・ムラサキシキブの姿が見られ、林床にはネザサが一面に生え広がっている。北側山麓では、5メートル以上の高木層ではクリ・アオハダ・サクラなどの落葉広葉樹とクロマツ・オキアガリネズなどの針葉樹が混在する中で、竹林の進出も見られる。低木層では常緑広葉樹であるヒサカキの分布がいちじるしく、地上への光を遮っているためか林床に自生する植物は少なく、マンリョウ・ヤブニッケイが多少見られる程度である。ごくわずかながら湿地帯があり、モウセンゴケ・ギボウシといった希少な湿性植物が自生している。北東側山麓では、近年竹林の進出がすさまじく、他の植生への悪影響が危惧されたことを受けて2003年（平成15年）頃に大量伐採されている。高木層でハゼノキ、ヒサカキなどが少量見られるほかは、竹林伐採後に成長した低木の割合が非常に多く、イソノキ・カクレミノ・コナラの稚樹などが主である。一部では、スギやヒノキなどの植林も行われている。

二村山で見られる自然の姿
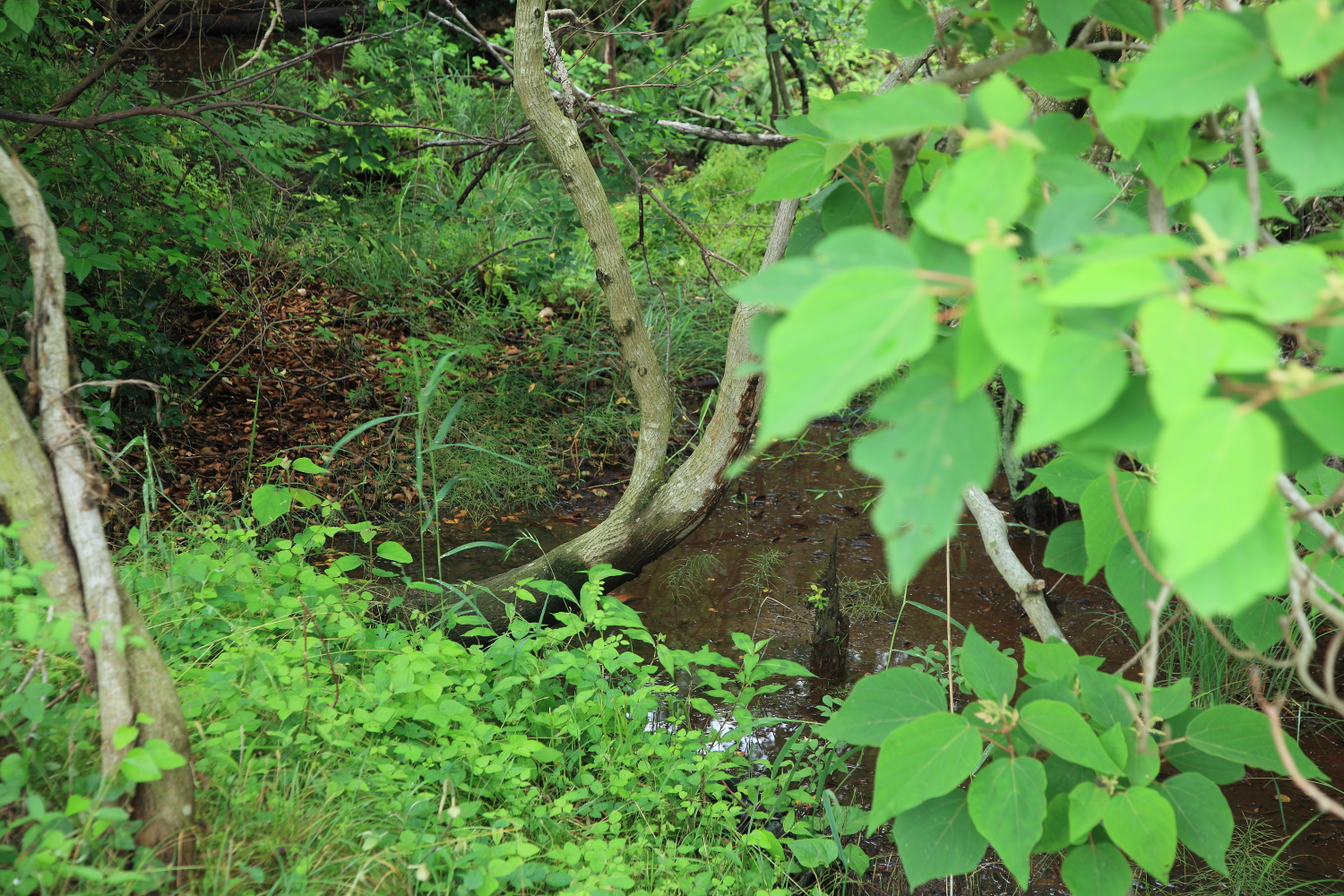
自然湿地 （2012年（平成24年）6月）
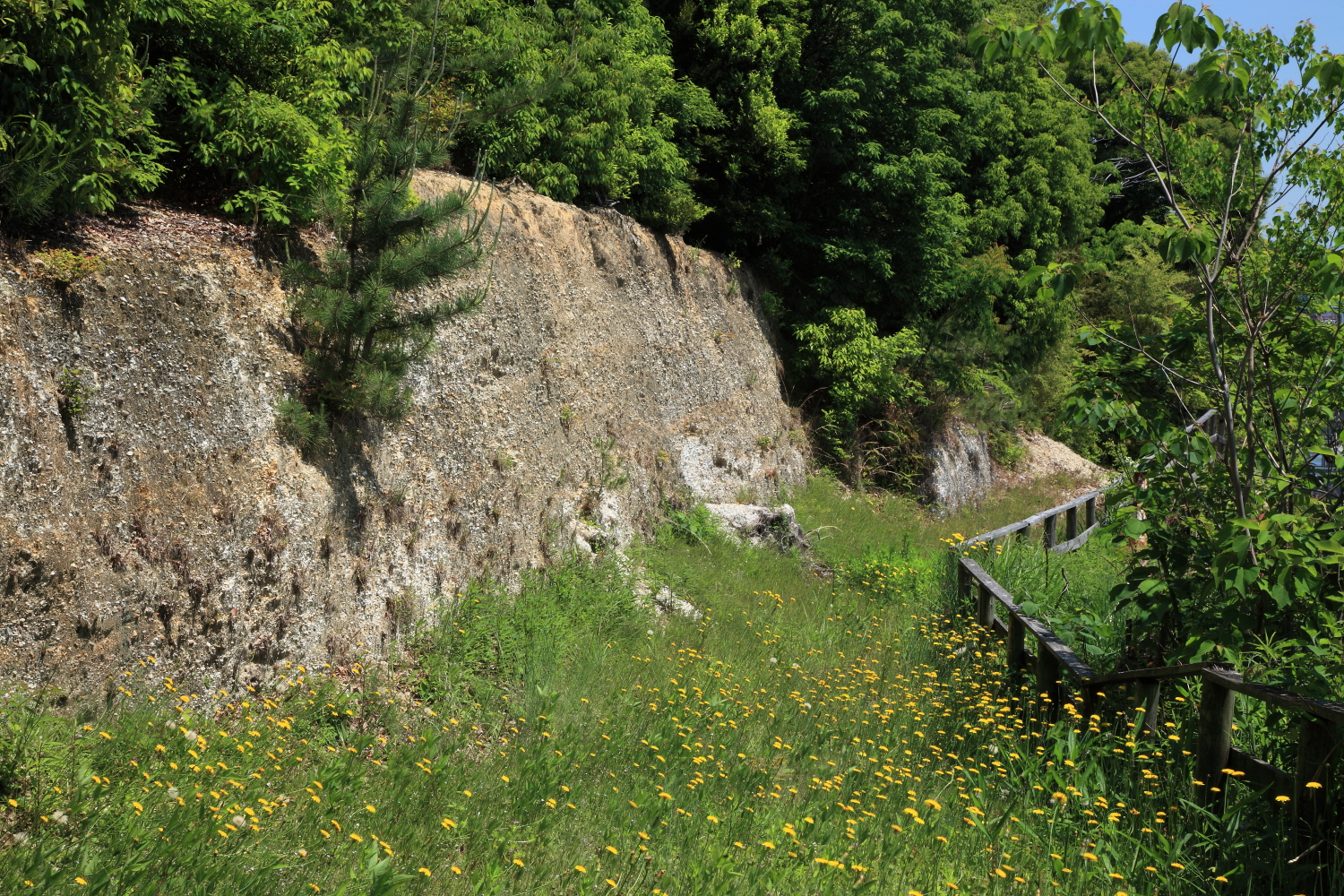
小峠と呼ばれる南東麓に見られる崖地の露頭
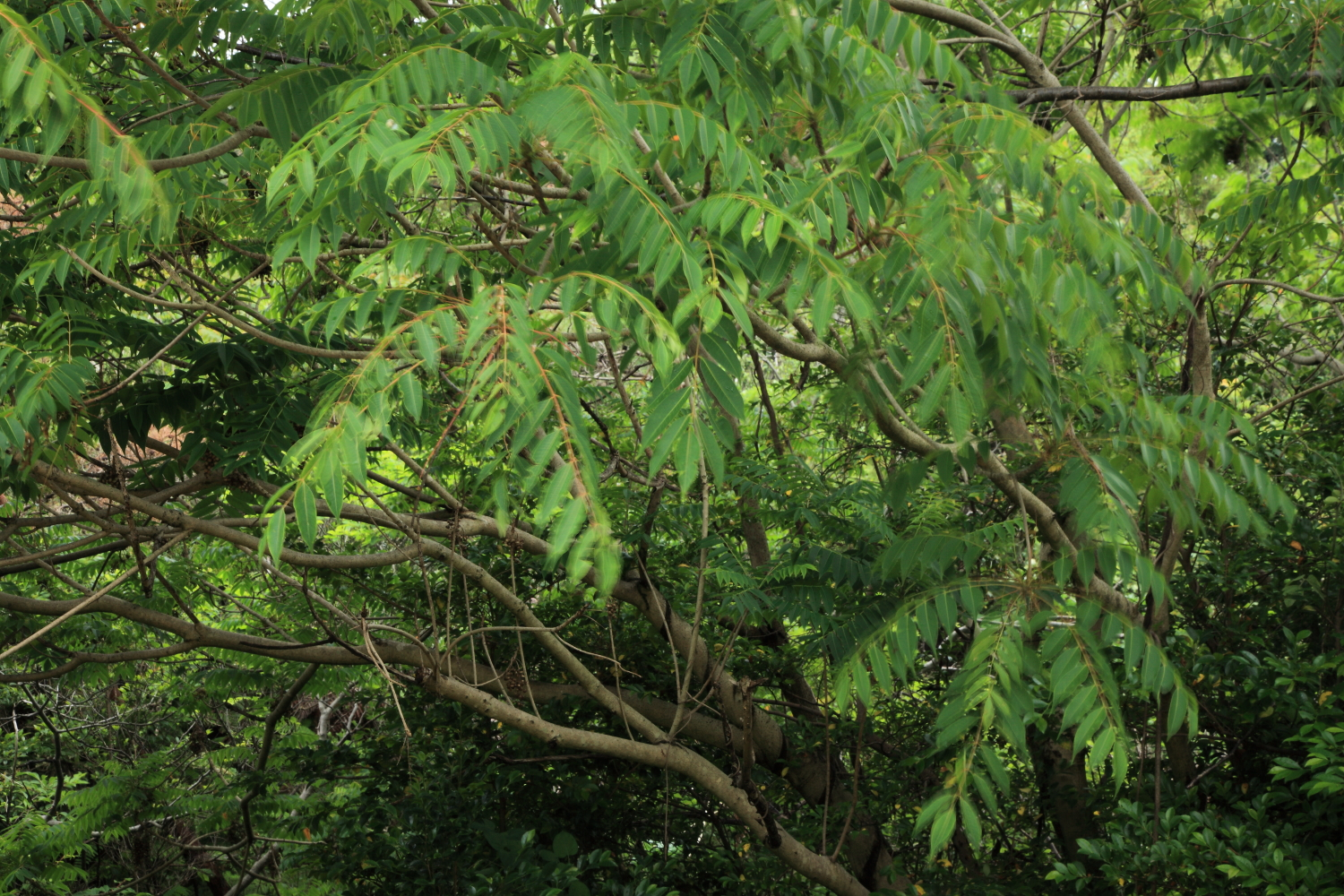
二村山駐車場付近にあるハゼノキ（6月）
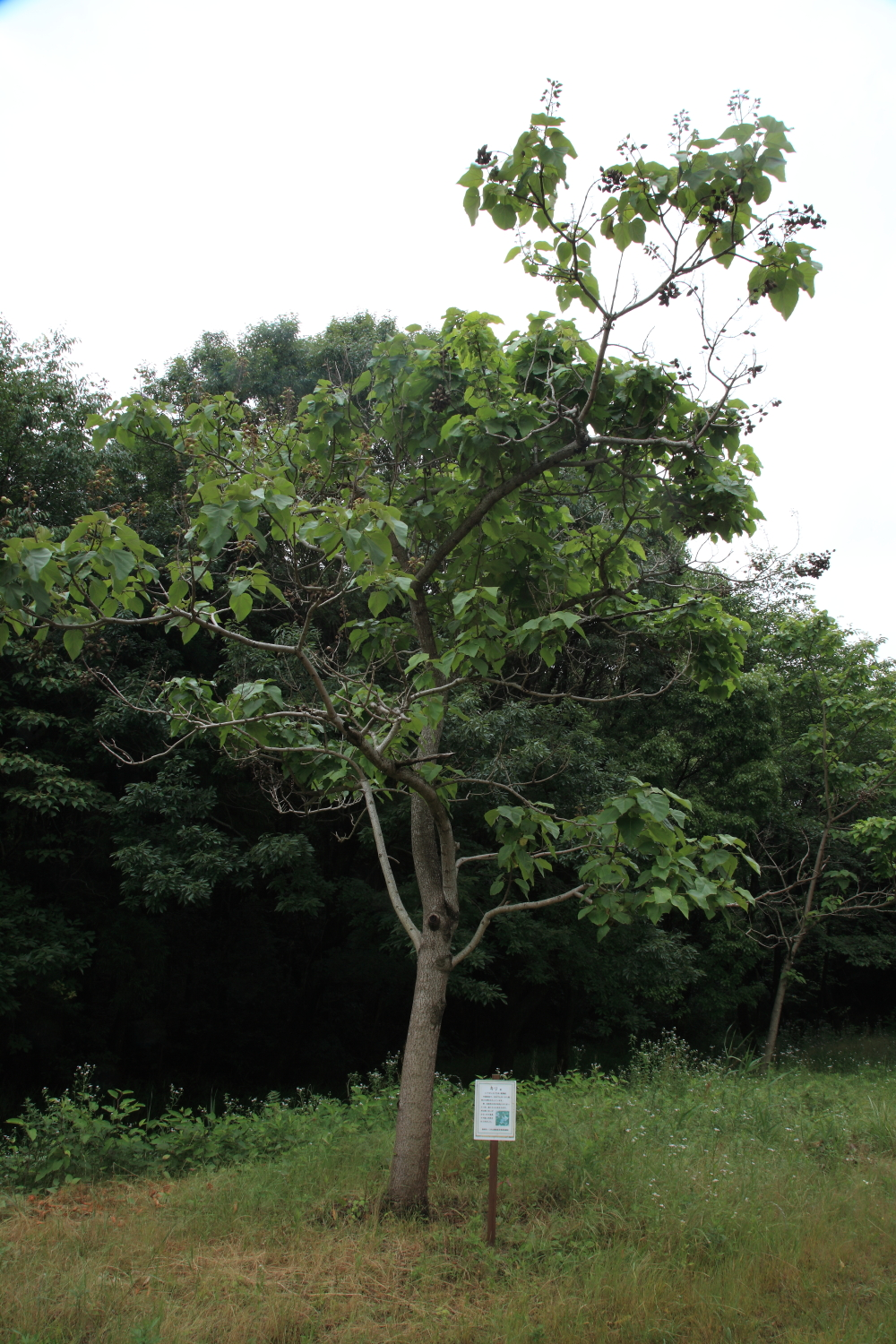
二村山駐車場付近にあるキリ（6月）
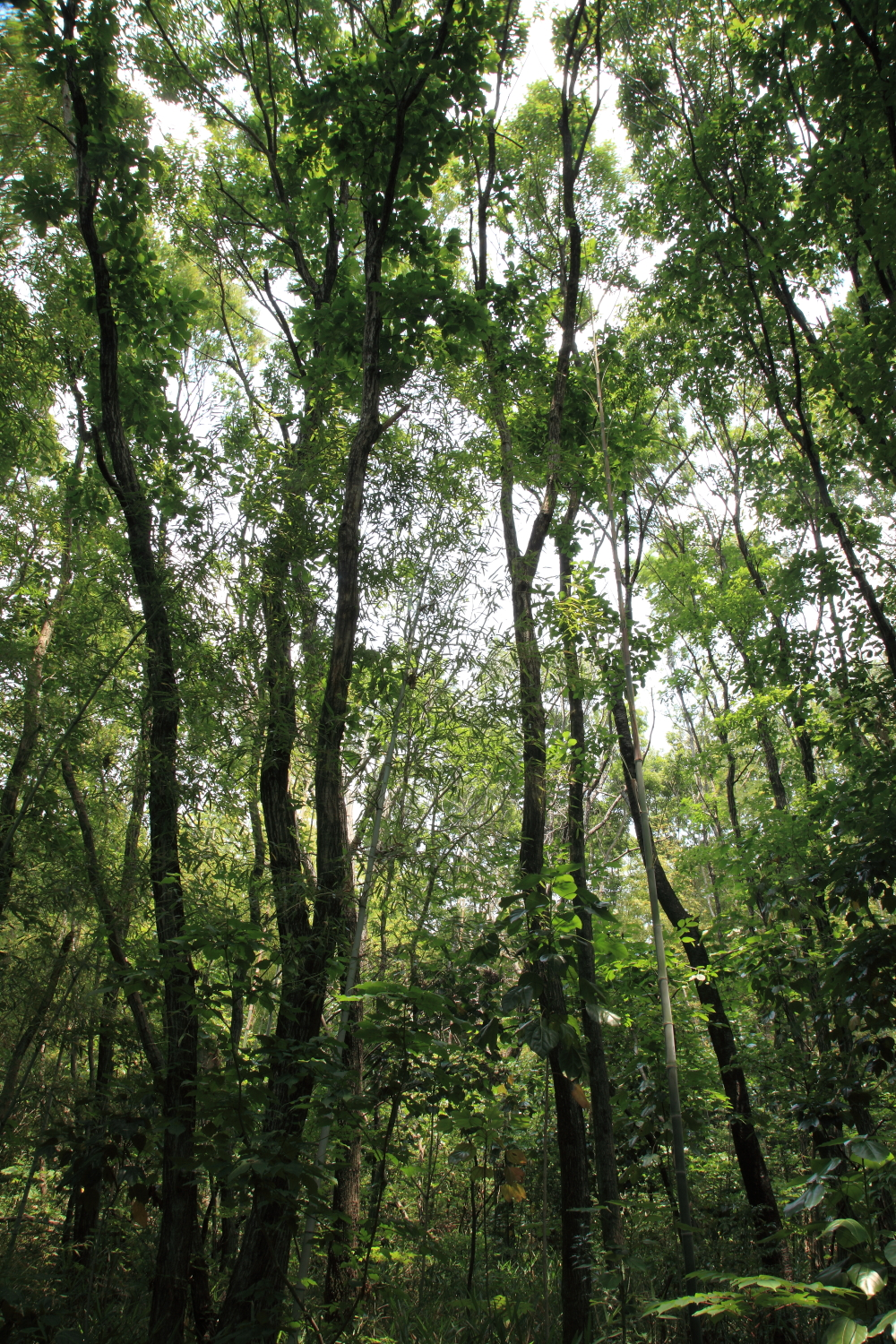
西麓の鎌倉街道沿いにあるコナラの群落（6月）
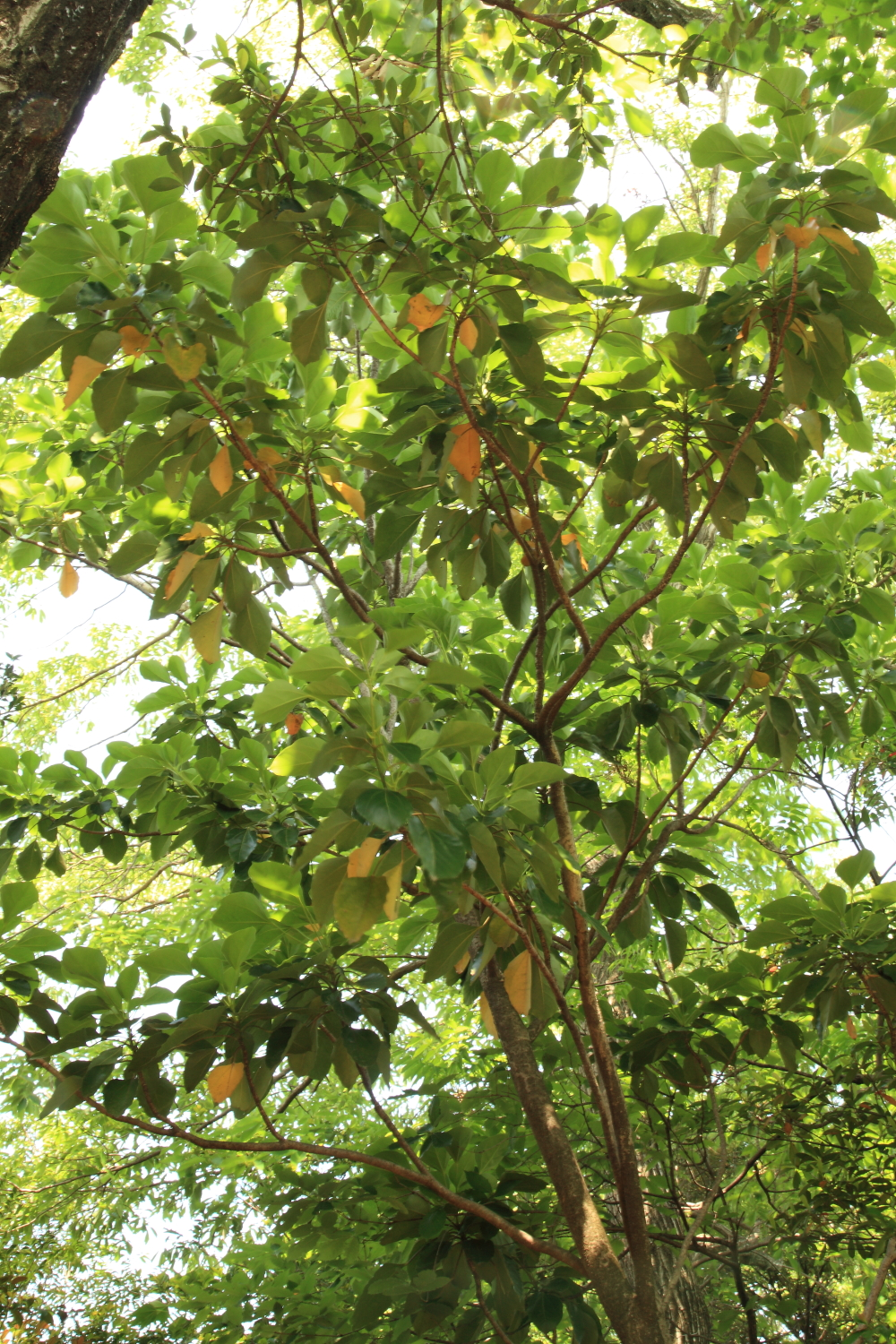
散策路で見られるカクレミノ（5月）
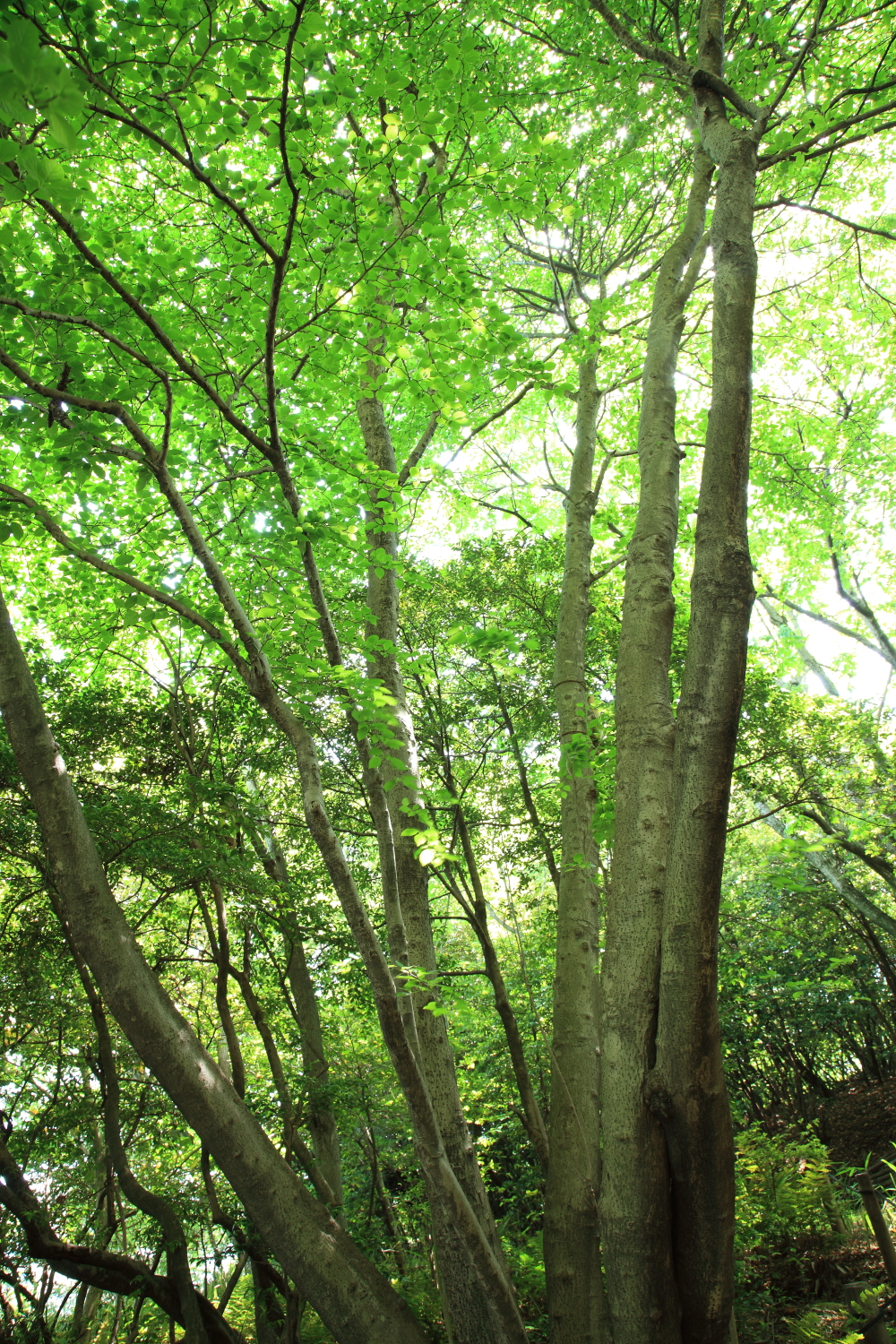
散策路で見られるアオハダ（5月）
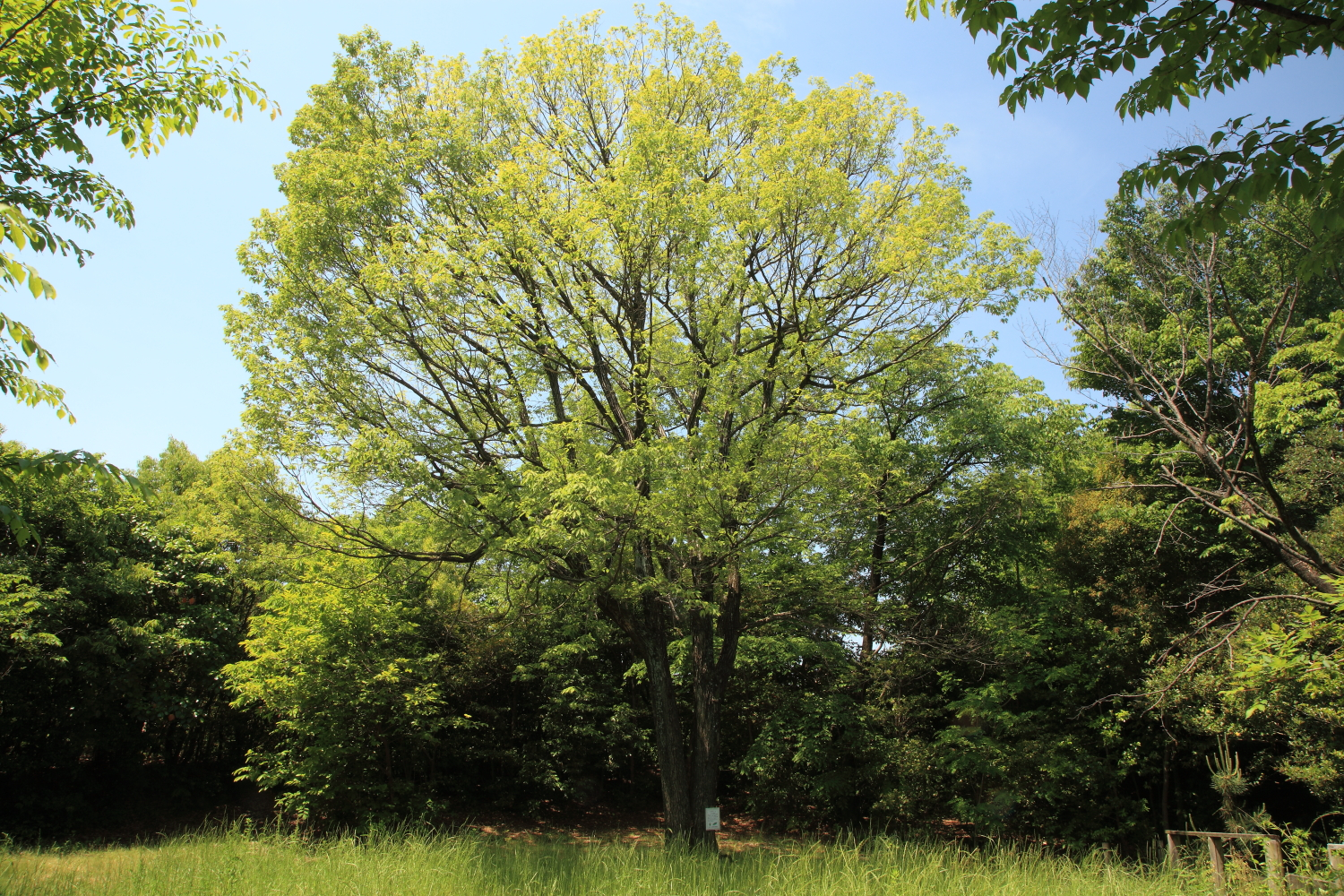
散策路途中にある広場に茂るコナラ（5月）
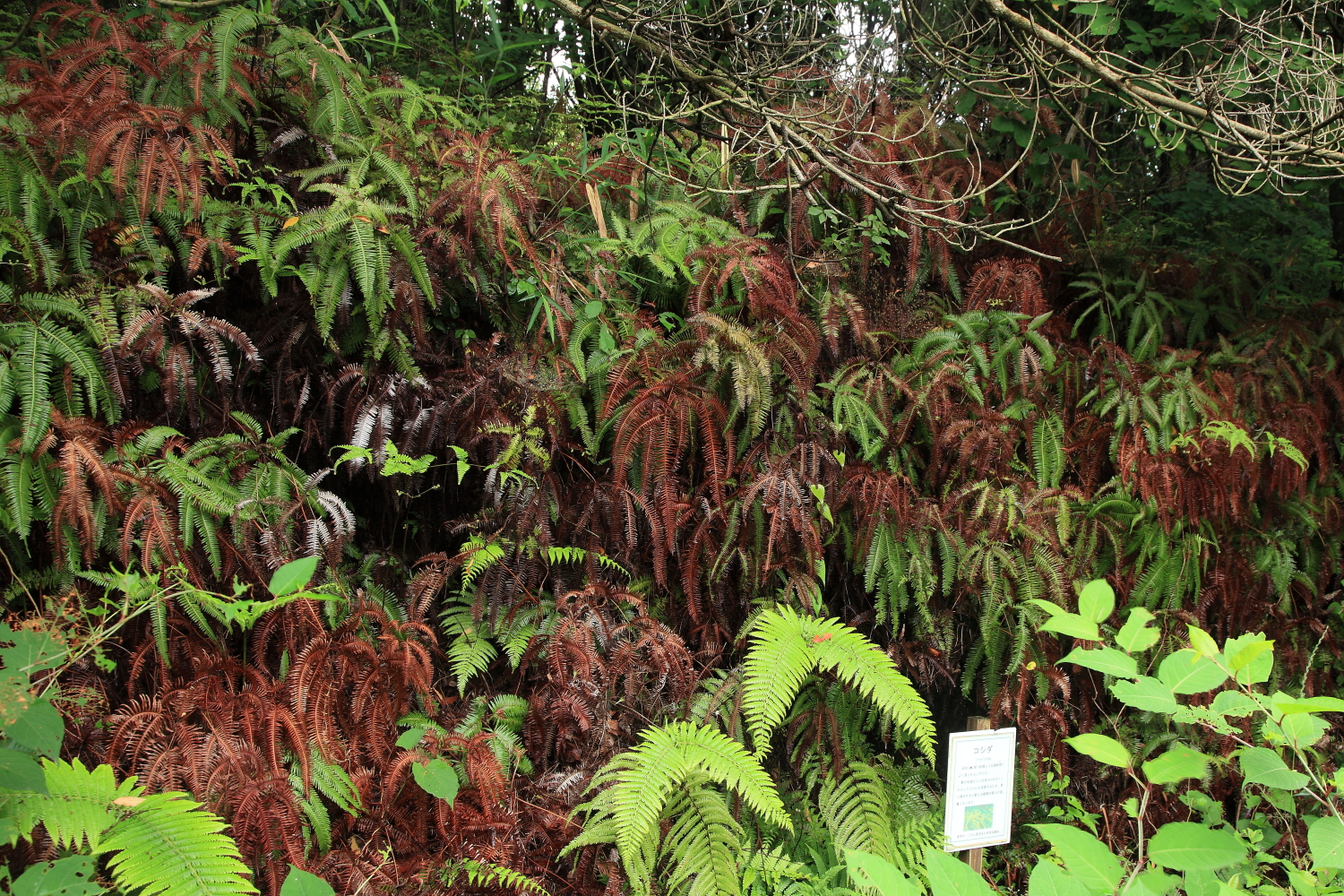
散策路で見られるコシダ（6月）
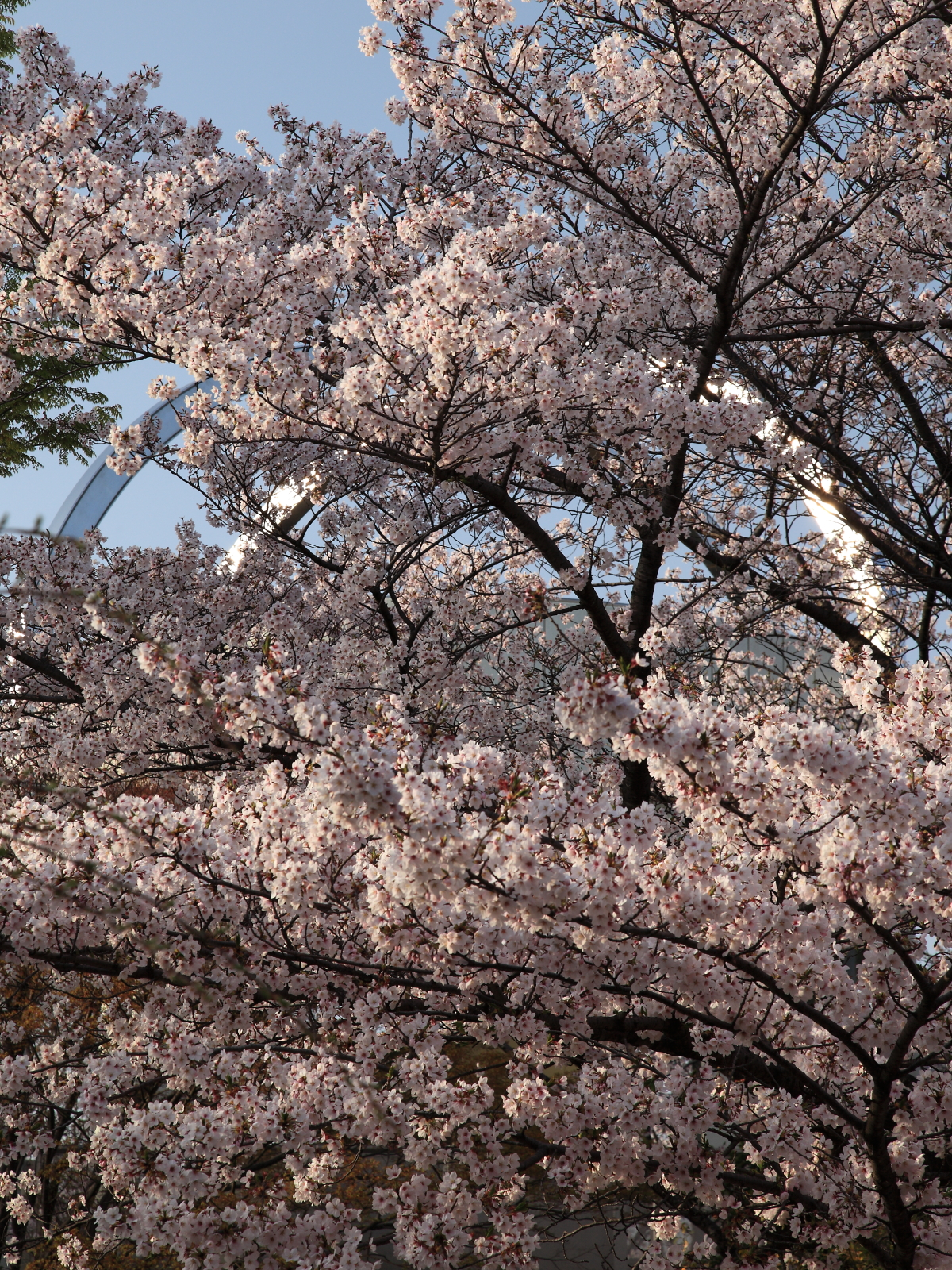
ソメイヨシノで覆われた二村山展望台（4月）

### 山の様子
アクセスと登山口

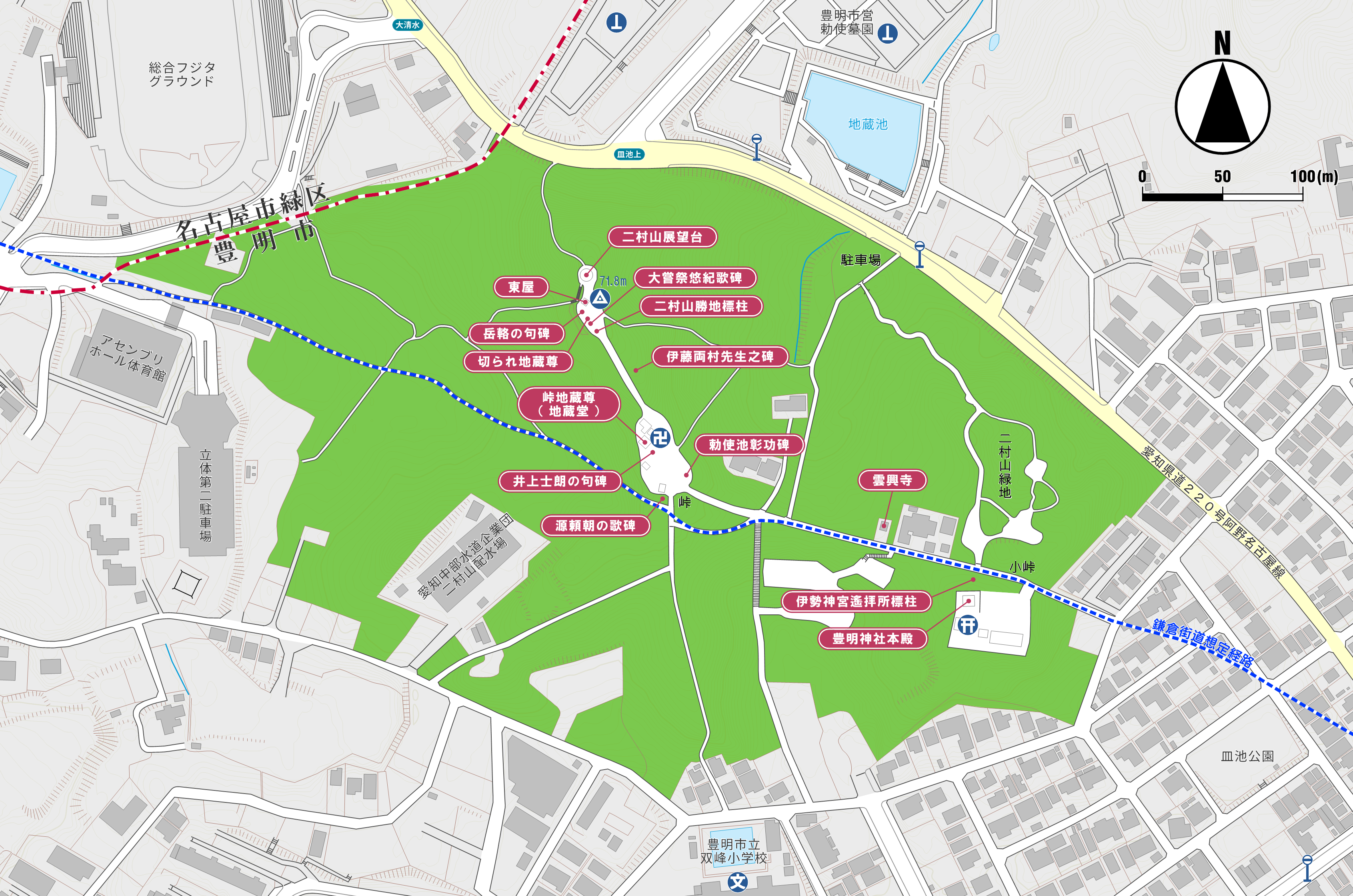
二村山概略図（2017年（平成29年）7月現在）

外縁部は、南・南東側に二村台の住宅地、西側及び北側に藤田医科大学・付属病院の関連施設、北東側に愛知県道220号阿野名古屋線を挟んで豊明市営の勅使墓園などがそれぞれ立地し、北辺は名古屋市緑区に接している。

二村山へのアクセスは、2013年（平成25年）1月現在、公共交通機関では名鉄バスか豊明市運営のひまわりバスを利用する。名鉄バスでは、名古屋鉄道名古屋本線前後駅からは「藤田医科大学病院行き」あるいは「地下鉄徳重行き」あるいは「赤池駅行き（藤田医科大学病院・地下鉄徳重経由）」に乗車した場合、名古屋市営地下鉄桜通線徳重駅からは「前後駅行き」に乗車した場合、それぞれ「勅使台口」で下車すると二村山の東側登山口が間近にある。ひまわりバスでも、前後駅からひまわりバス中央巡回コース赤ルートまたは青ルートの「藤田医科大学病院行き」に乗車し、「勅使台口」で下車する。自家用車等で訪問する場合、愛知県道220号沿いにある「勅使台口」のバス停留所からほど近くに二村山駐車場があり、ここに駐車して脇の東側登山口から徒歩で進入するのが一般的である。ただし、二村山には登山道が複数あり、自動車では二村台7丁目住宅地内にある南東側の二村山入口から進入して峠まで行くことが可能であり、また徒歩においては東西南北いずれの方面にも狭い登山口が随所に存在することからさまざまな方面からのアクセスが可能である。

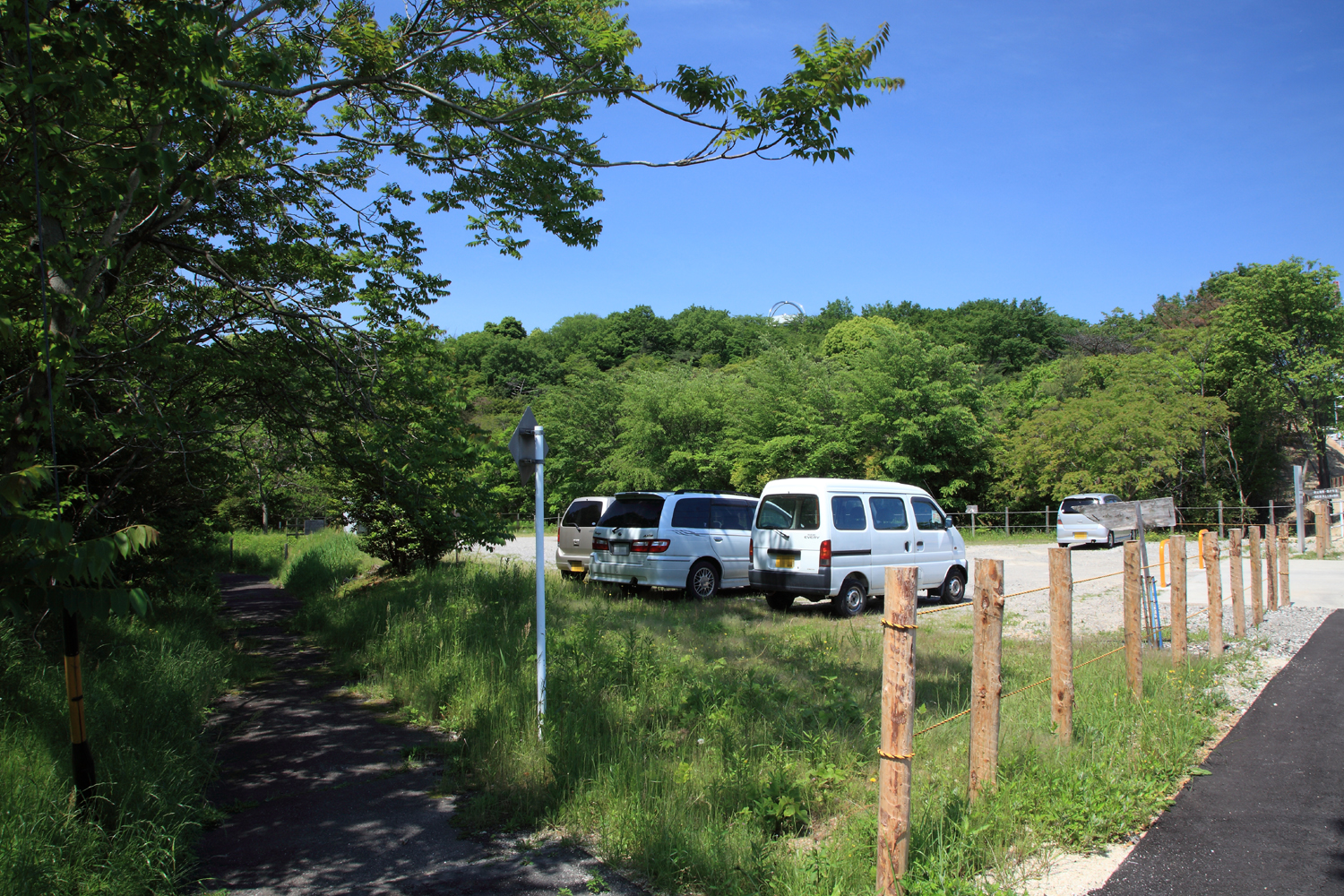
県道220号沿いにある駐車場と東側からの登山道。近くにはバス停留所がある。 （2012年（平成24年）5月）
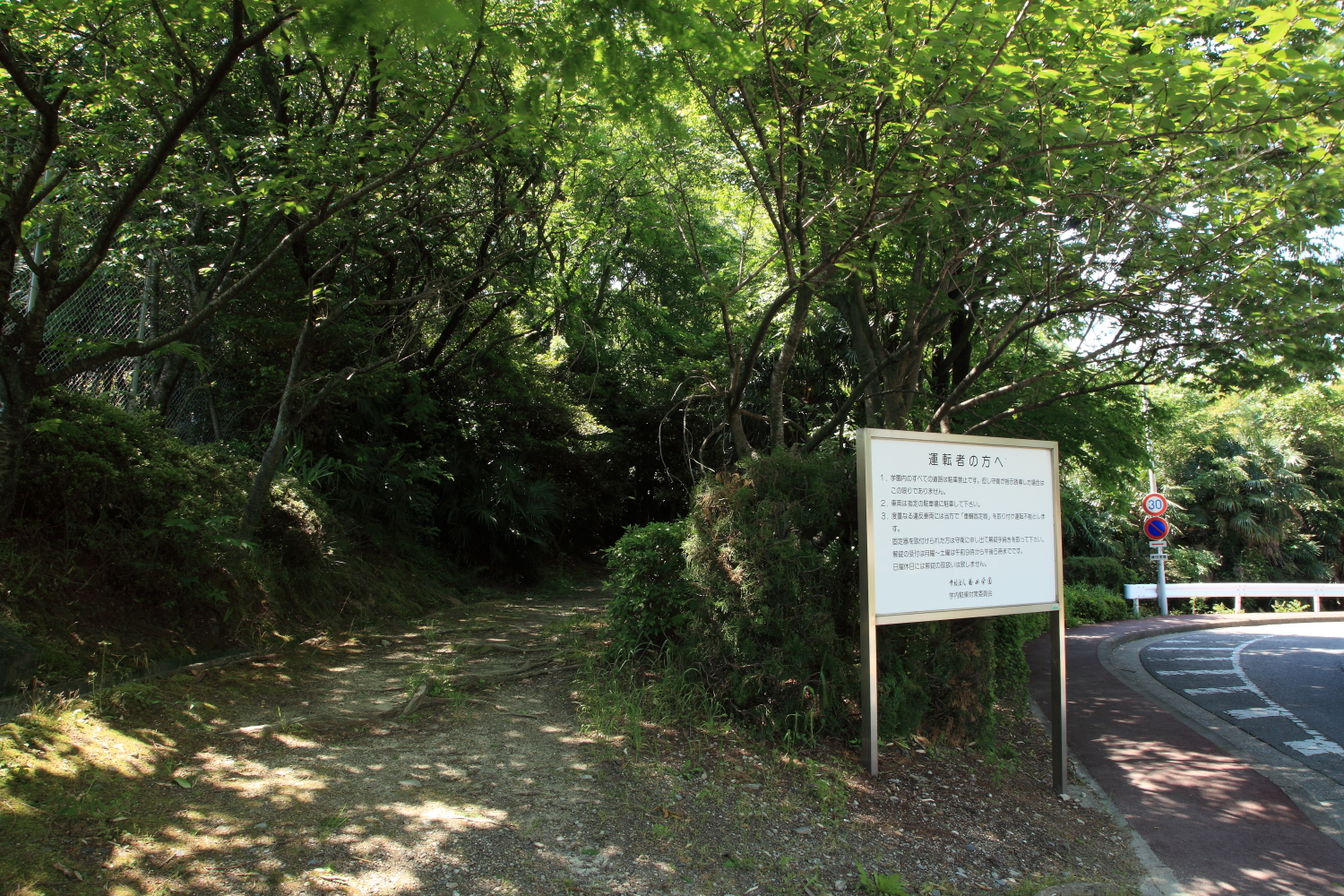
北側からの登山道。藤田医科大学正門から入ってすぐのところにある。唯一名古屋市からの登山道と考えられる。 （2012年（平成24年）5月）
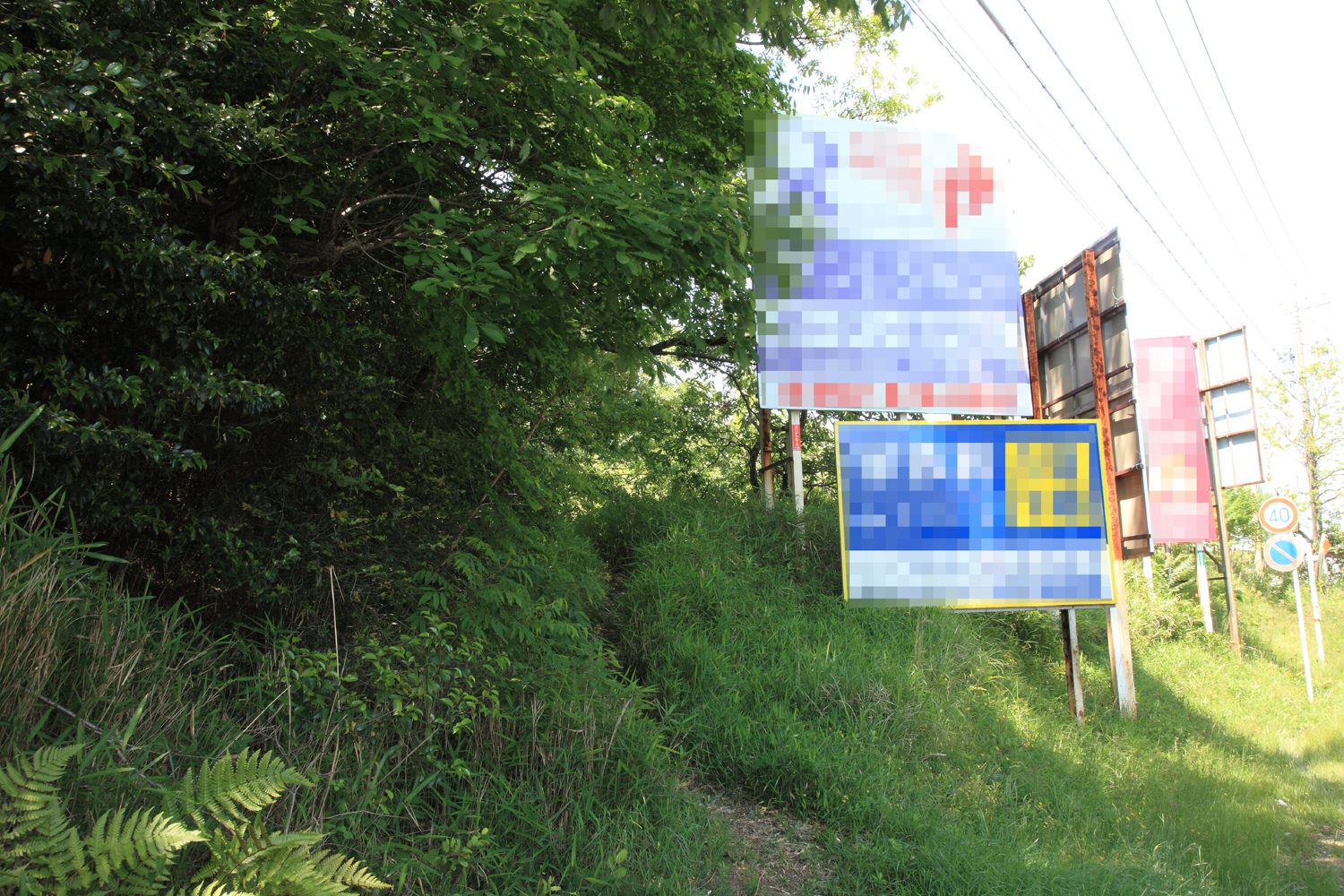
県道220号沿いにある北東側からの登山道。名古屋市と豊明市の境界直下にある。 （2012年（平成24年）5月）
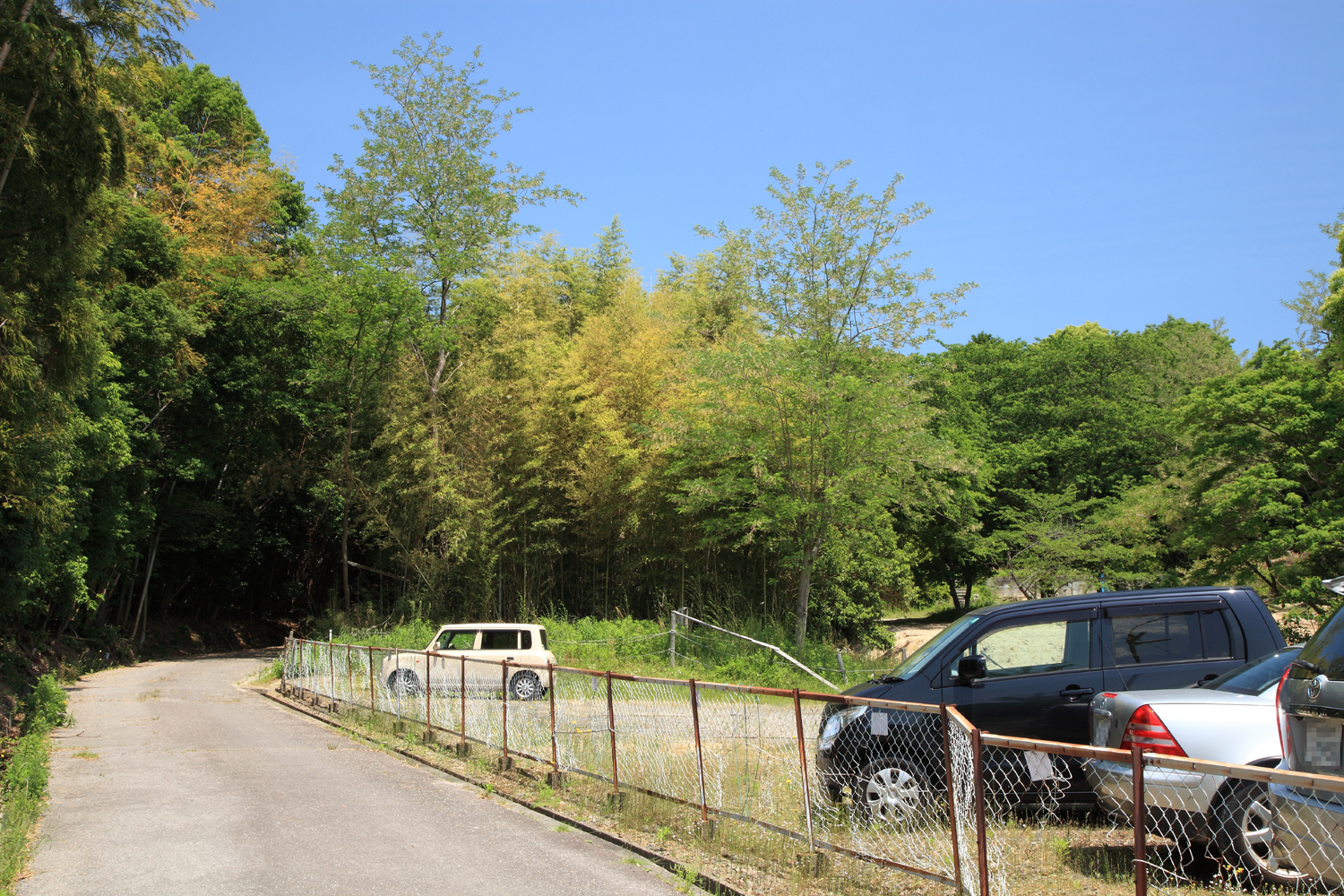
南側からの登山道。豊明市立二村台小学校敷地の北側にある。 （2012年（平成24年）5月）
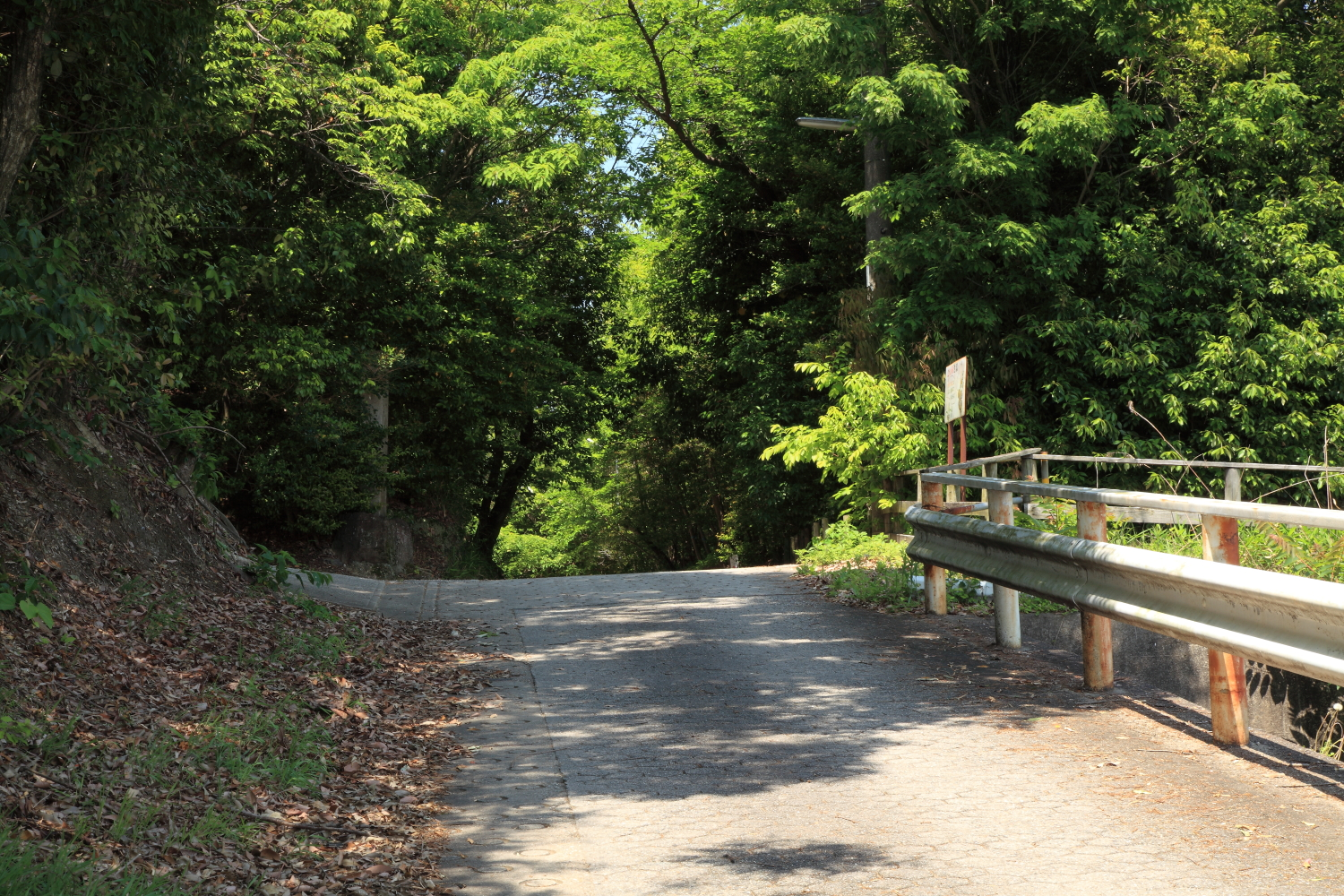
南東側からの登山道。二村台7丁目の住宅地内にあり、唯一自動車の乗り入れができる山道である。鎌倉街道の東側からの登山道であり、登り切った付近が小峠と呼ばれる。 （2012年（平成24年）5月）
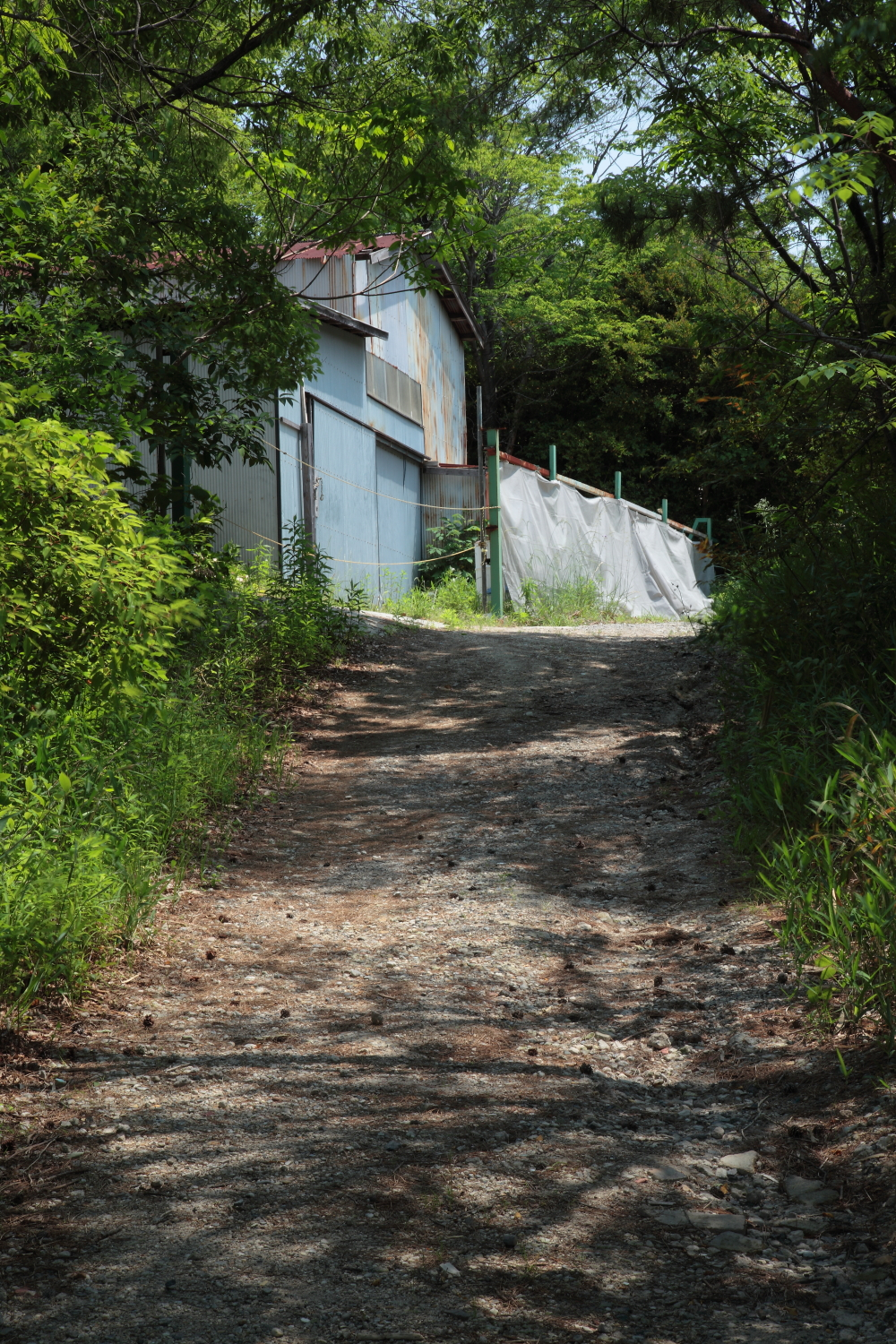
南西側からの登山道。 （2012年（平成24年）5月）

登山道
かつての鎌倉街道の道筋を踏襲するとされる南東部の二村山入口からの登山道は、コンクリート舗装の急坂を登ると小峠と呼ばれる高みにまずは落ち着く。左手に豊明神社の境内があり、右手に自然広場・二村山緑地散策路へと続くこの地点からうっそうとした山林に囲まれた尾根道が続く。まもなく舗装が途切れて砂利道となるが、それでも自動車1台が通うだけの道幅はあり、沿道右手には2件ほどの一般住宅と「雲興寺」と呼ばれる小堂が立地している。なお沿道左手にはかつて老人憩いの家が存在したが、2002年（平成14年）末に発生した不審火による火災で焼失し、現在は敷地が残るのみである。山道ではまもなく左側と右側にそれぞれ2本ずつ分岐が生じており、左側向かって手前の分岐は豊明市立二村台小学校北側裏手からの二村山登山道、奥手の分岐は鎌倉街道本道と見なしうるような小道である。右側分岐のうち手前の分岐は二村山駐車場へと下る遊歩道、奥手の分岐は「鳳山堂」と呼ばれた廃屋へと続く廃道のような状態となっている。

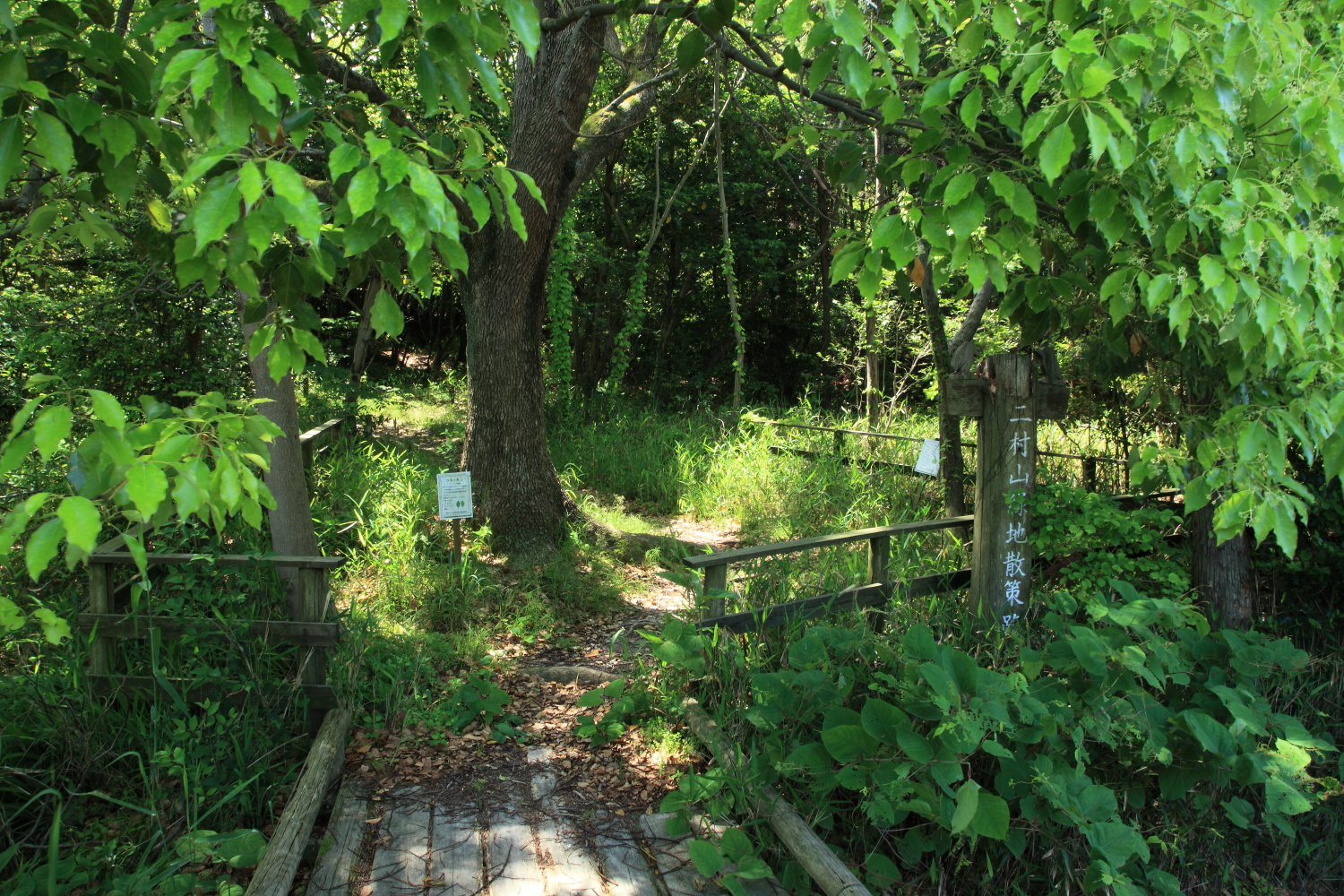
東側からの登山口から進むと、左手に二村山緑地散策路が分岐する。 （2012年（平成24年）5月）
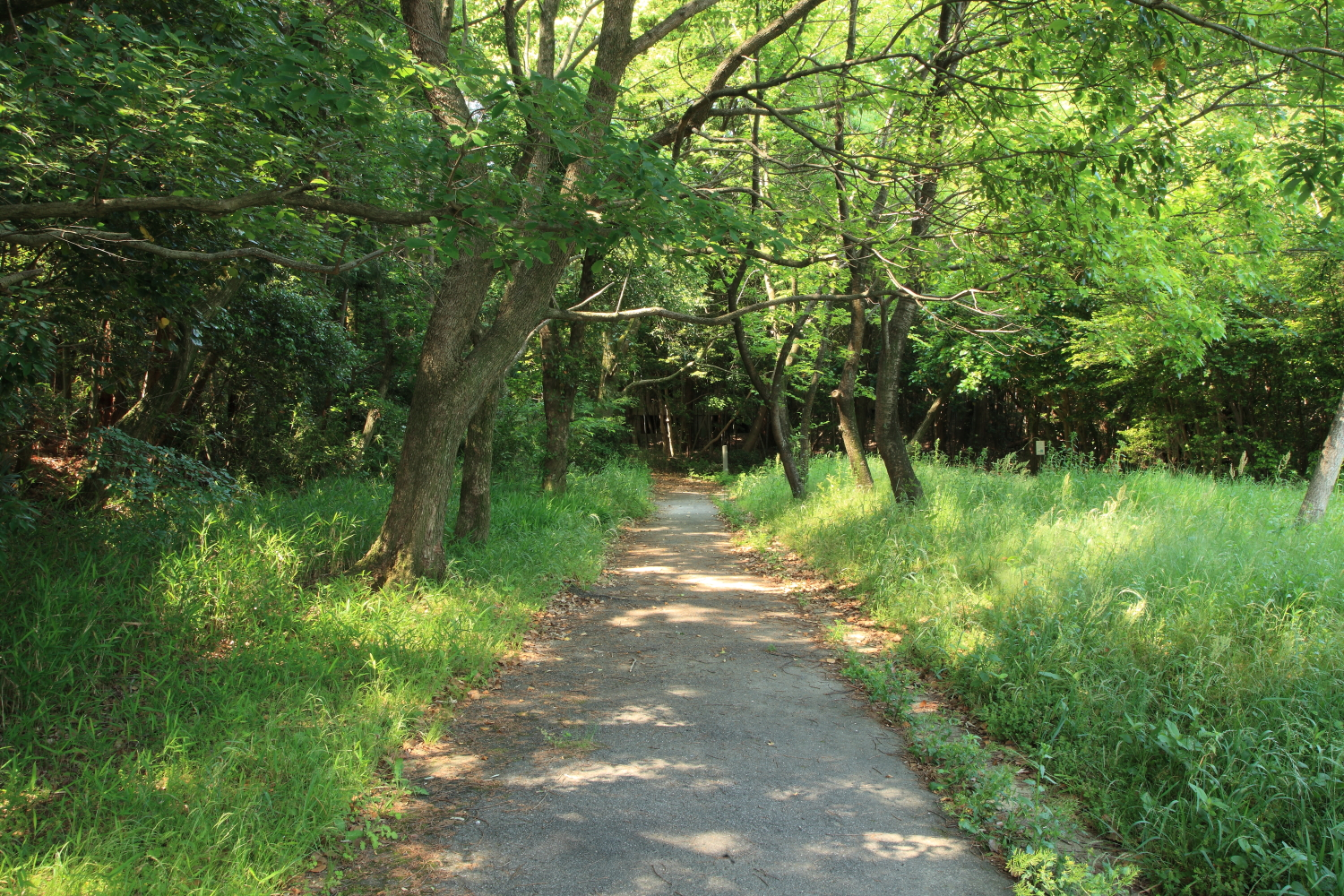
東側からの登山道の様子。 （2012年（平成24年）5月）
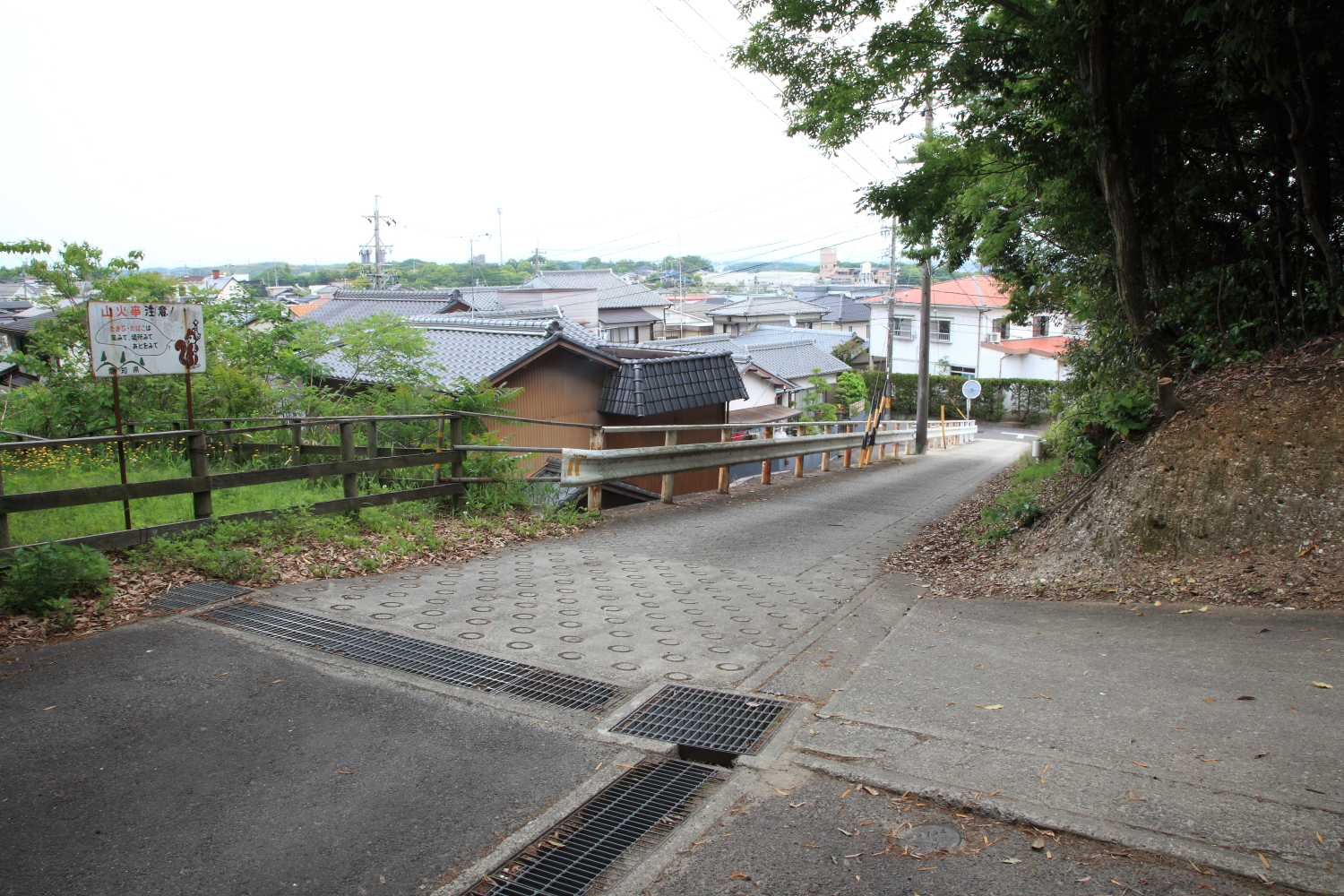
南東側からの登山道に入り、コンクリート舗装の坂を登り切ったところが小峠である。 （2012年（平成24年）5月）
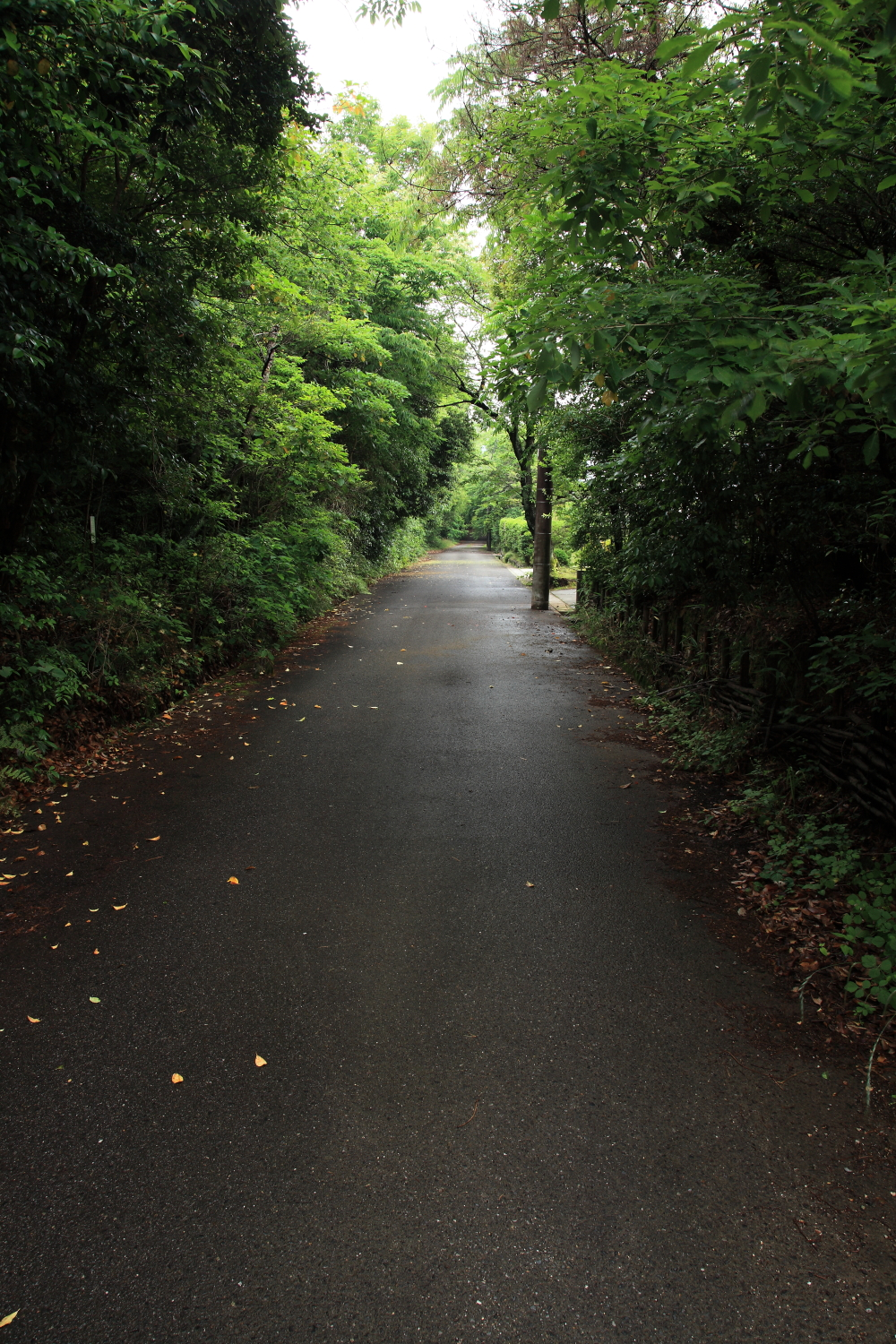
南東側からの登山道の様子。アスファルト舗装が続く。 （2012年（平成24年）6月）
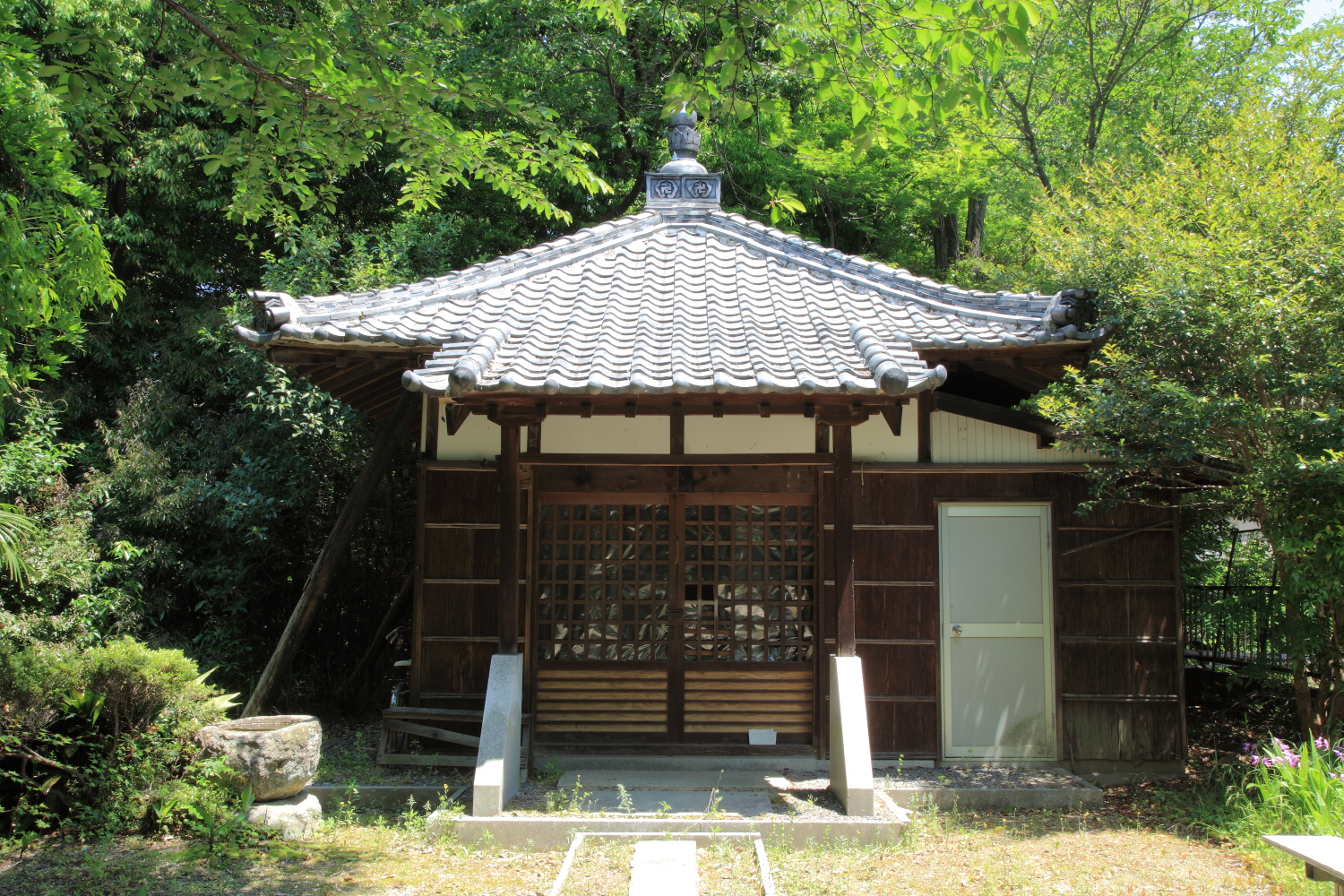
南東側からの登山道脇にある小堂雲興寺。 （2012年（平成24年）5月）
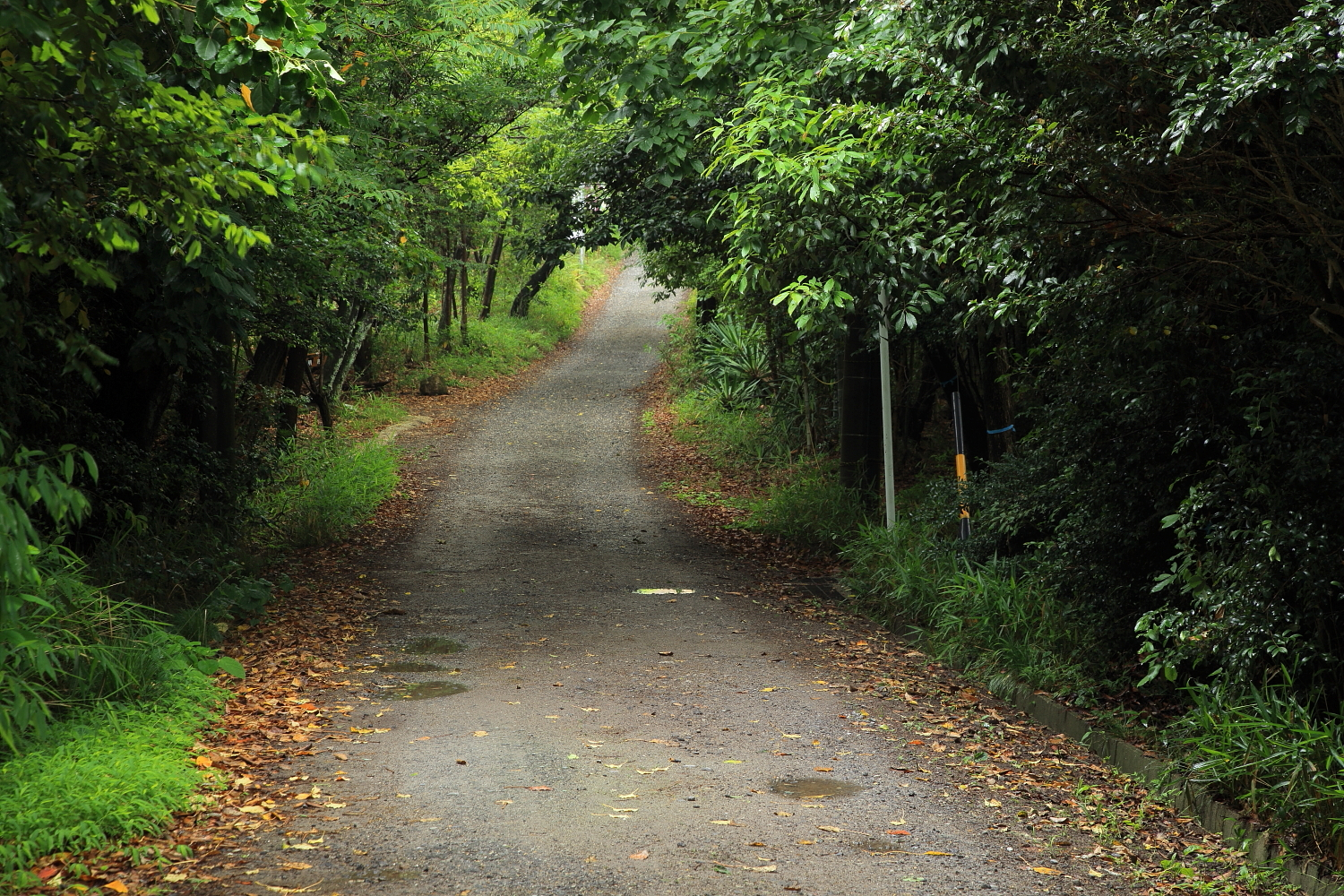
南東側からの登山道の様子。やがて砂利道となる。 （2012年（平成24年）6月）
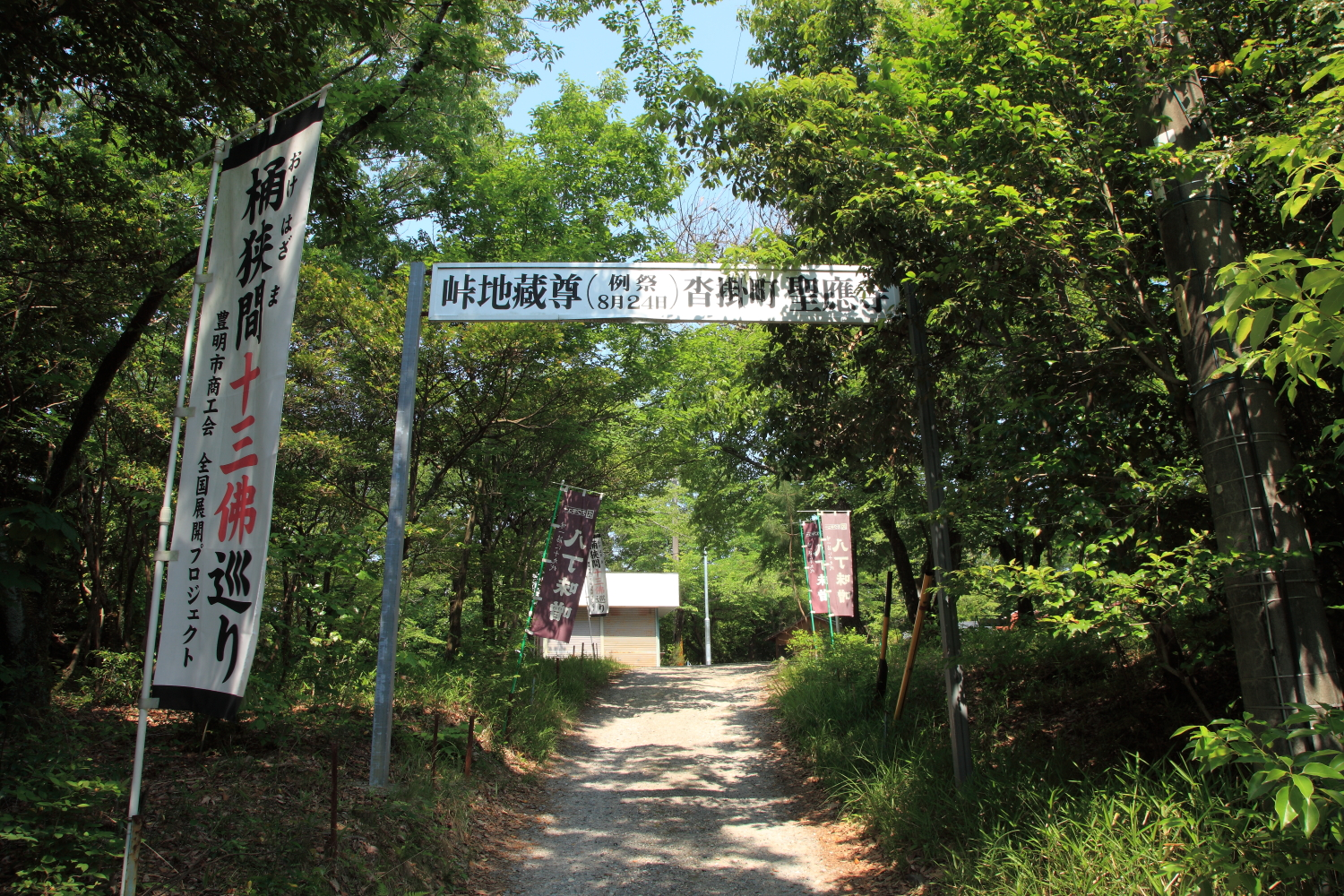
南東側からの登山道を進むと、やがて峠の平地にたどり着く。現在ではこのような山門が構えている。 （2012年（平成24年）5月）
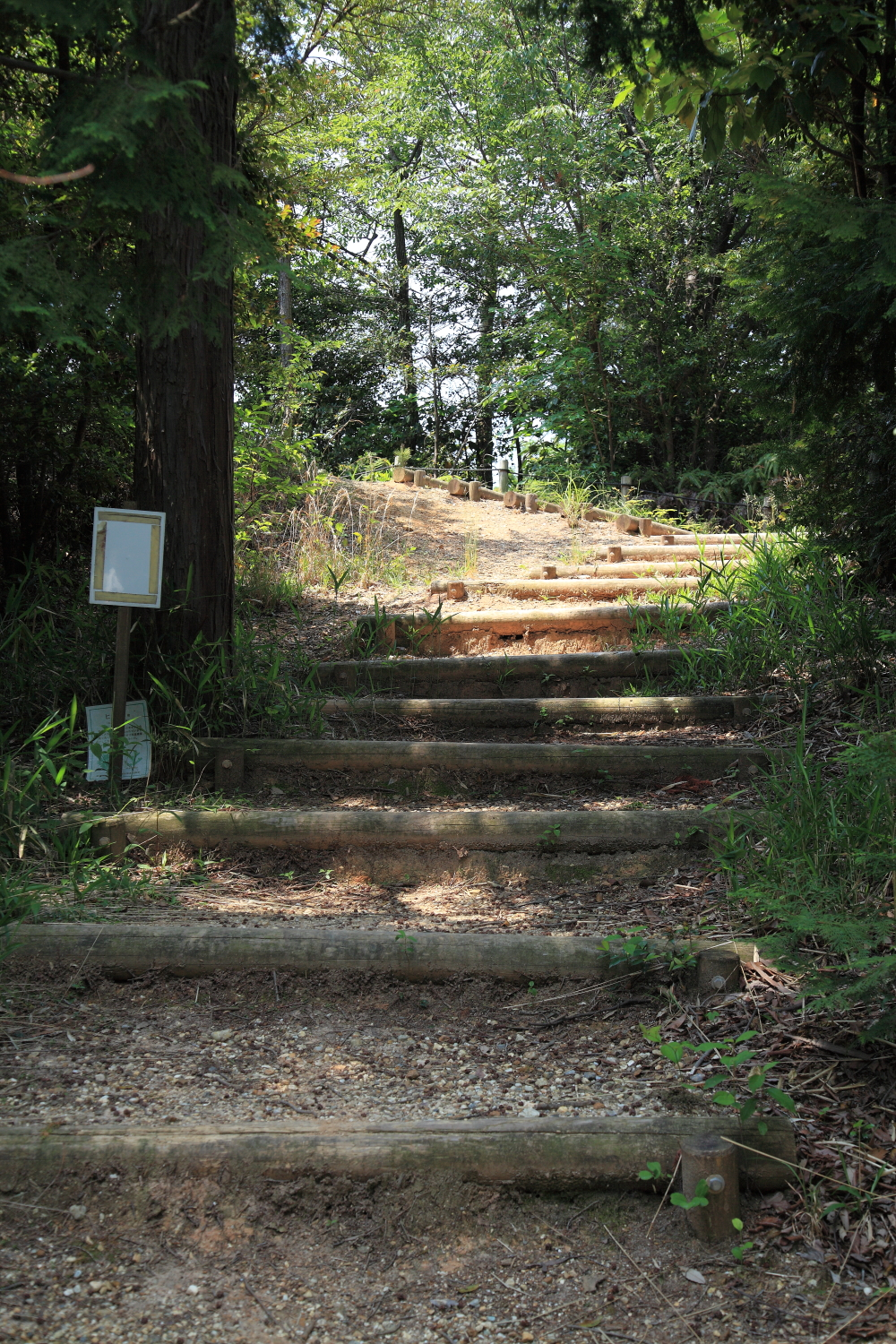
二村山緑地散策路の様子。 （2012年（平成24年）5月）

峠
尾根道も左側奥手の小道も、残り50メートルほど進んでたどり着くのが峠と呼ばれる南北60メートル、東西25メートルほど、標高62.6メートルの広々とした平坦地であり、曹洞宗久護峯平野山聖應禅寺の飛地境内でもあって、参拝者の自動車はここまで進入することが可能である。峠地蔵尊など3体の地蔵菩薩像を安置した地蔵堂、その左隣にも1体の地蔵菩薩像を安置した小堂があり、小休憩所やトイレなどもある。毎年4月8日には、この地蔵堂前で釈迦の生誕を祝す「花まつり」が催され、甘酒などが振る舞われる。また、1972年（昭和47年）に豊明市制施行記念として催され、現在では毎月第1日曜日の午前に開催されている「市民歩け歩け運動」は、市民が各自の自宅からこの二村山峠を目指して歩く運動である。
平坦地の南端部分で上記の小道がさしかかるのが二村山峠であり、源頼朝の歌碑、「みかわ-鎌倉街道-なるみ」と刻まれた石柱、そしてここがいにしえの鎌倉街道であったことを示す石碑が立っている。なお、この峠へは二村山南西麓からの登山道も延びており、麓側は愛知中部水道企業団二村山配水場脇の入口となる。

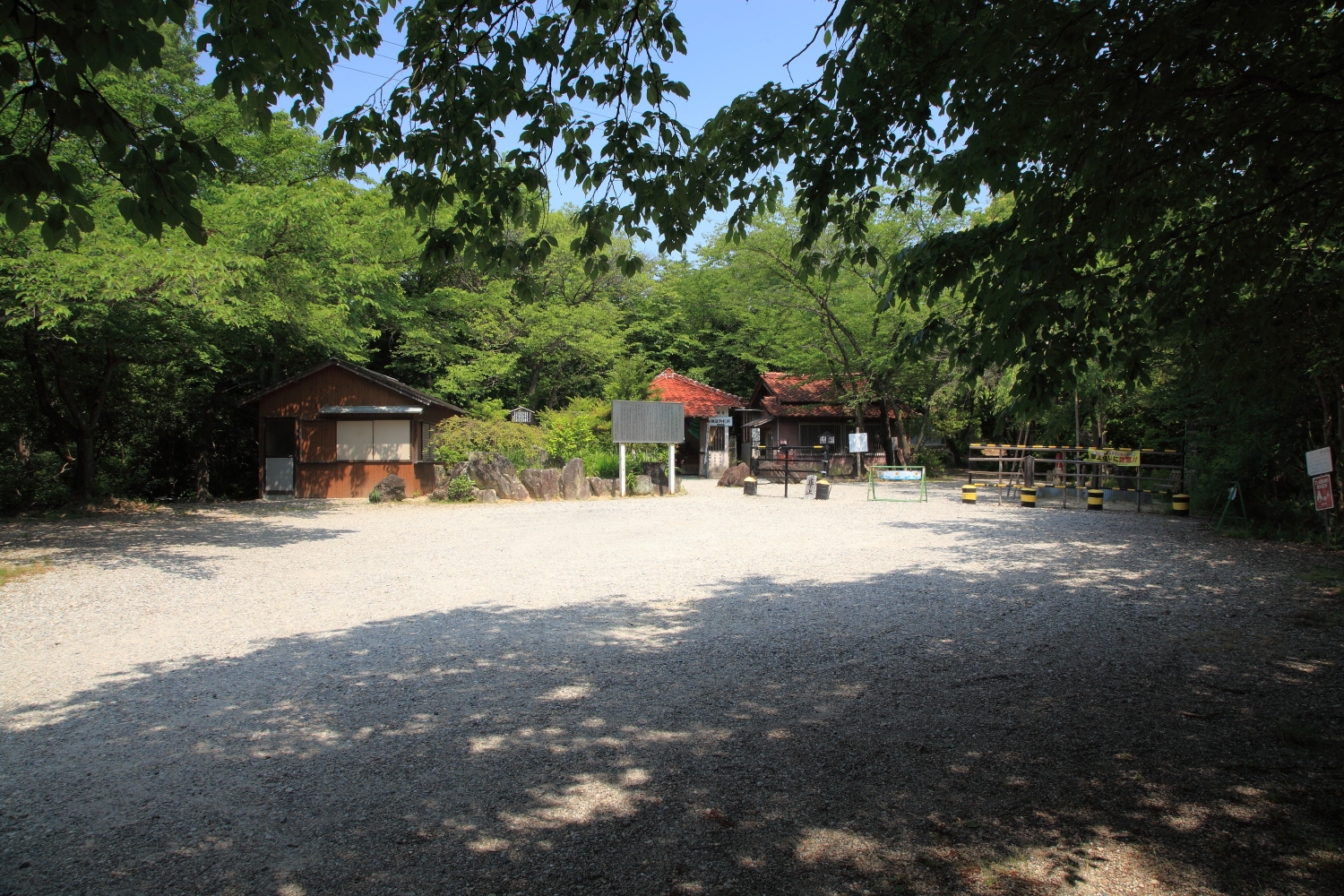
二村山峠の平地を南東から北西向きに見たところ。敷地全体が聖應寺の飛地境内でもある。 （2012年（平成24年）5月）
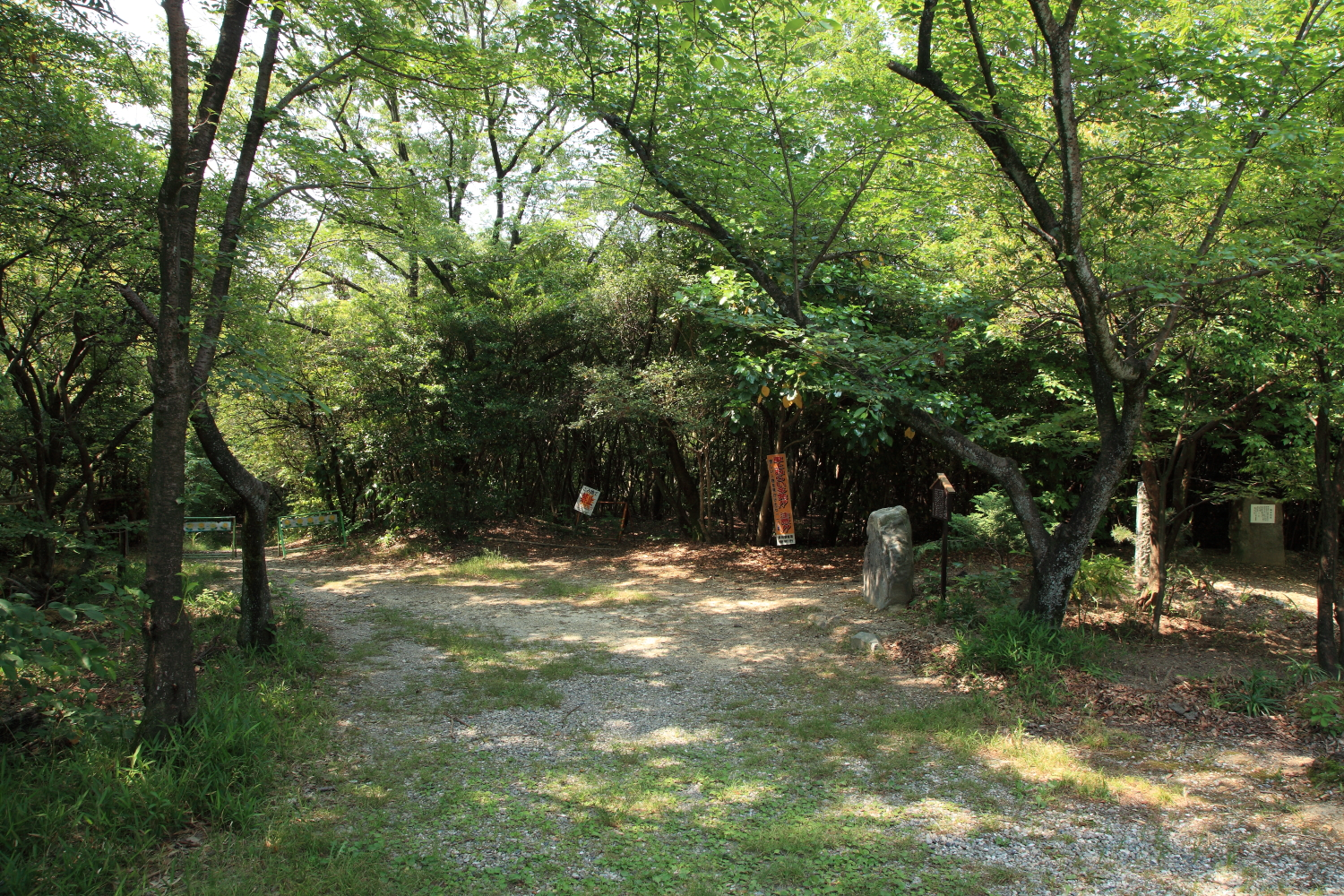
二村山峠の平地を北西から南東向きに見たところ。 （2012年（平成24年）5月）

鎌倉街道とその周辺
他方、峠から北西に向かい下ってゆく山道が、石柱の示すところの「なるみ」方面に向かう街道の道筋であったとされ、西麓に至る300メートルほどの区間が現在では昔日の詩風を最も深く感じさせる林道となっているが、藤田医科大学の立体駐車場ゲート脇に至ったところで途切れてしまう。なお、道が途切れてしまう手前付近に北側へと抜ける細い山道が分岐しており、山道を進むと藤田医科大学溝内の車道の脇に行き着く。名古屋市緑区域内の二村山への登山口は、ここが唯一であると思われる。
本来の鎌倉街道は現在の藤田医科大学病院の敷地内をそのまま西走していたと考えられ、やがて「濁池（にごりいけ）」と呼ばれる池に達する。江戸時代に造成されたため池が多い豊明市にあって濁池は中世以前から存在する古い池だと考えられるが、平安・鎌倉時代から存在していたかどうかは定かではない。街道はこのまま池の北側を回ったといわれる一方、文政年間（1818年-1830年）の孫目村古地図では濁池南側の堤防道を「鎌倉」と記しており、堤防の補強後に南回りのコースが整備されたと考えられる。そして堤防道をそのまま進むとやがて愛知用水に達し、まもなく名古屋市緑区内に入ってゆく。

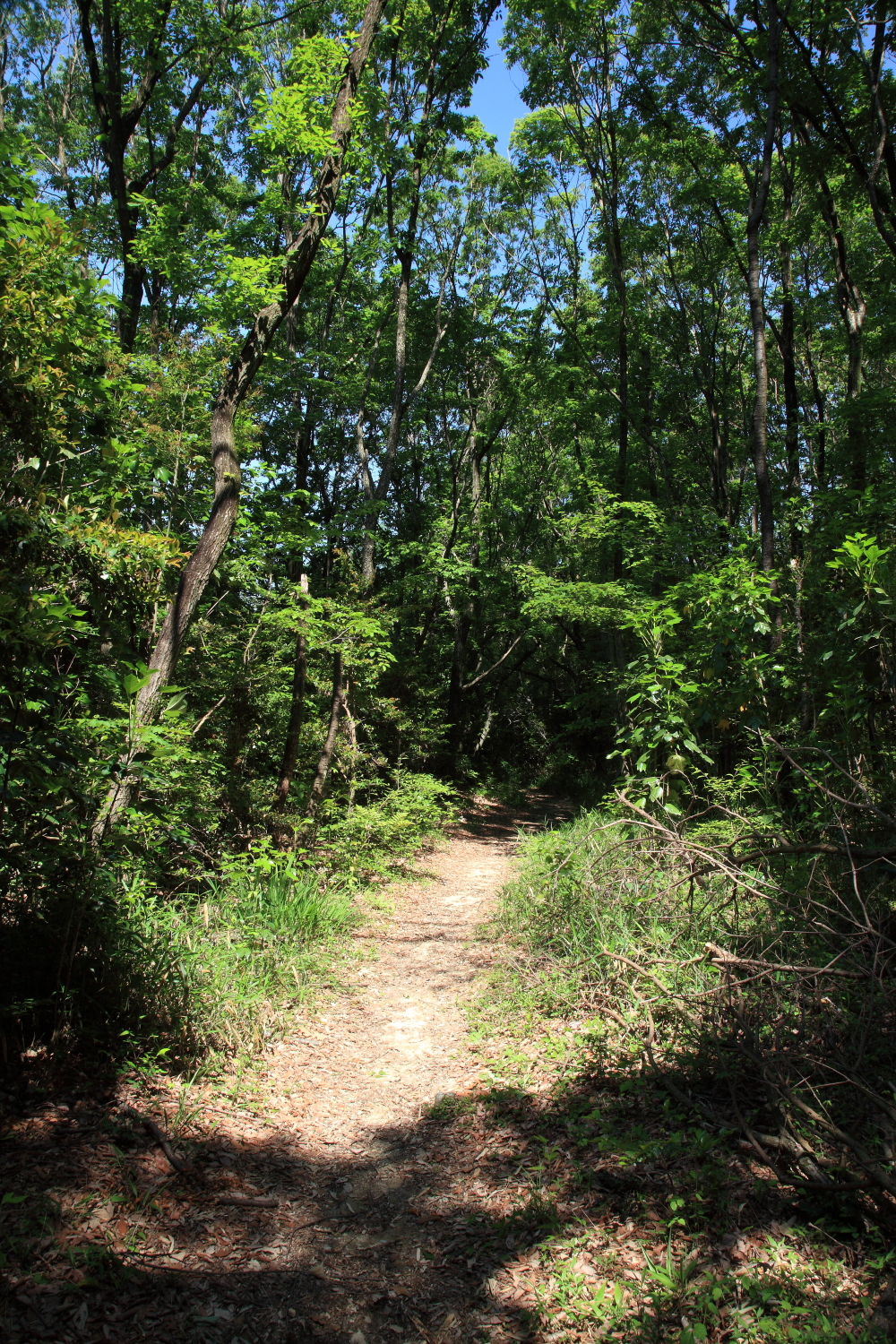
鎌倉街道道中。 （2012年（平成24年）5月）
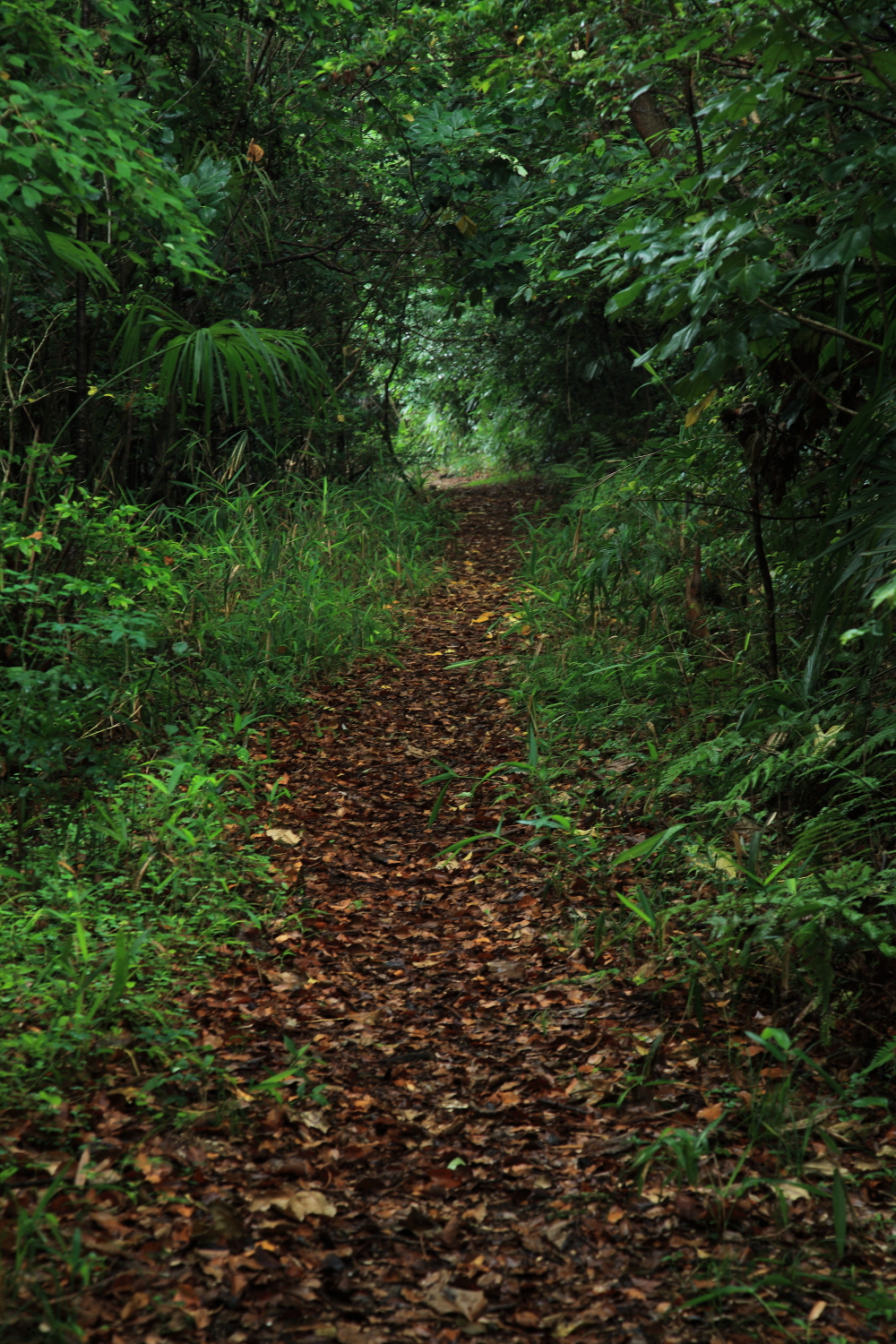
鎌倉街道道中。 （2012年（平成24年）6月）
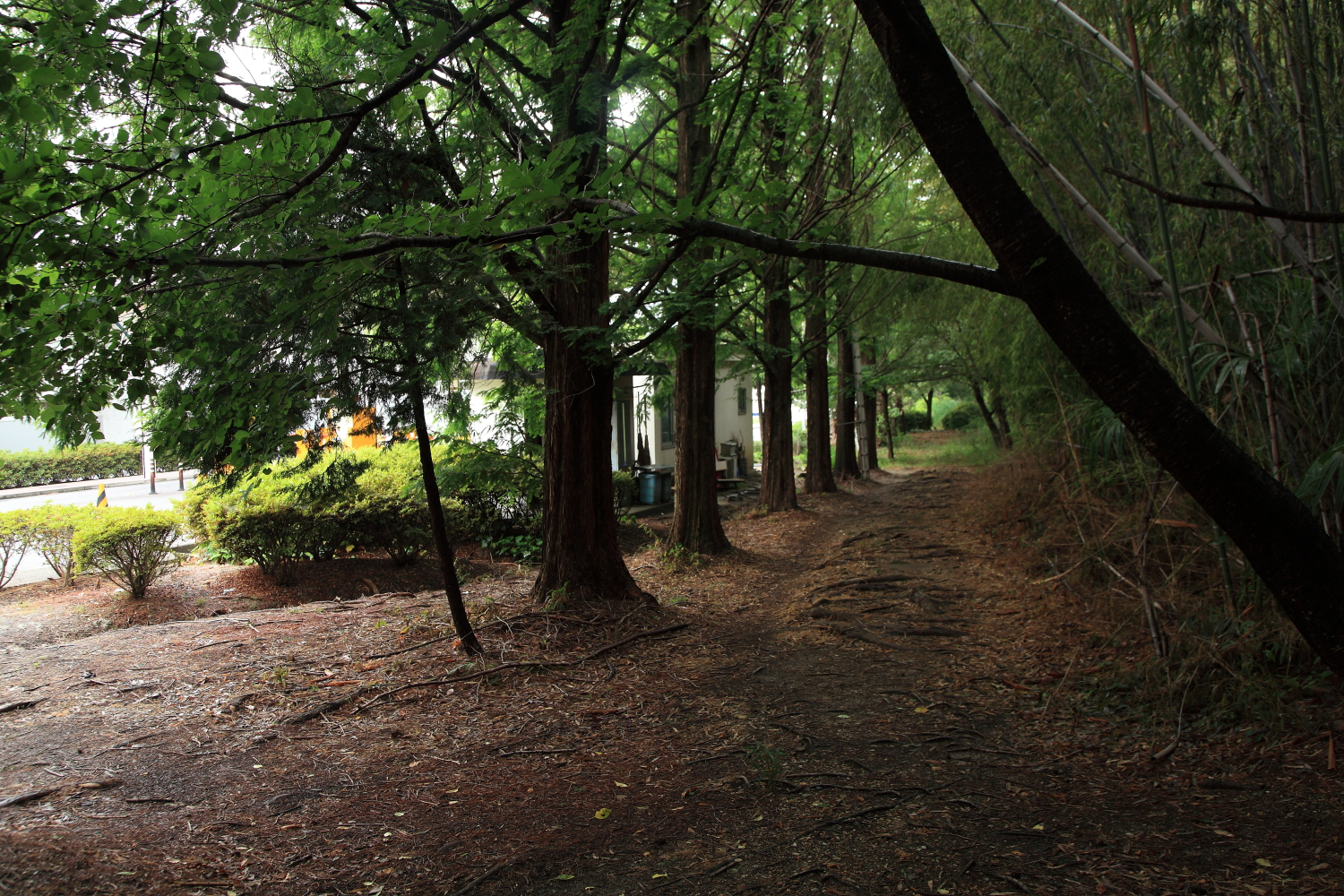
麓まで降りてくると、左手に立体駐車場の発券ゲートが現れる。 （2012年（平成24年）6月）
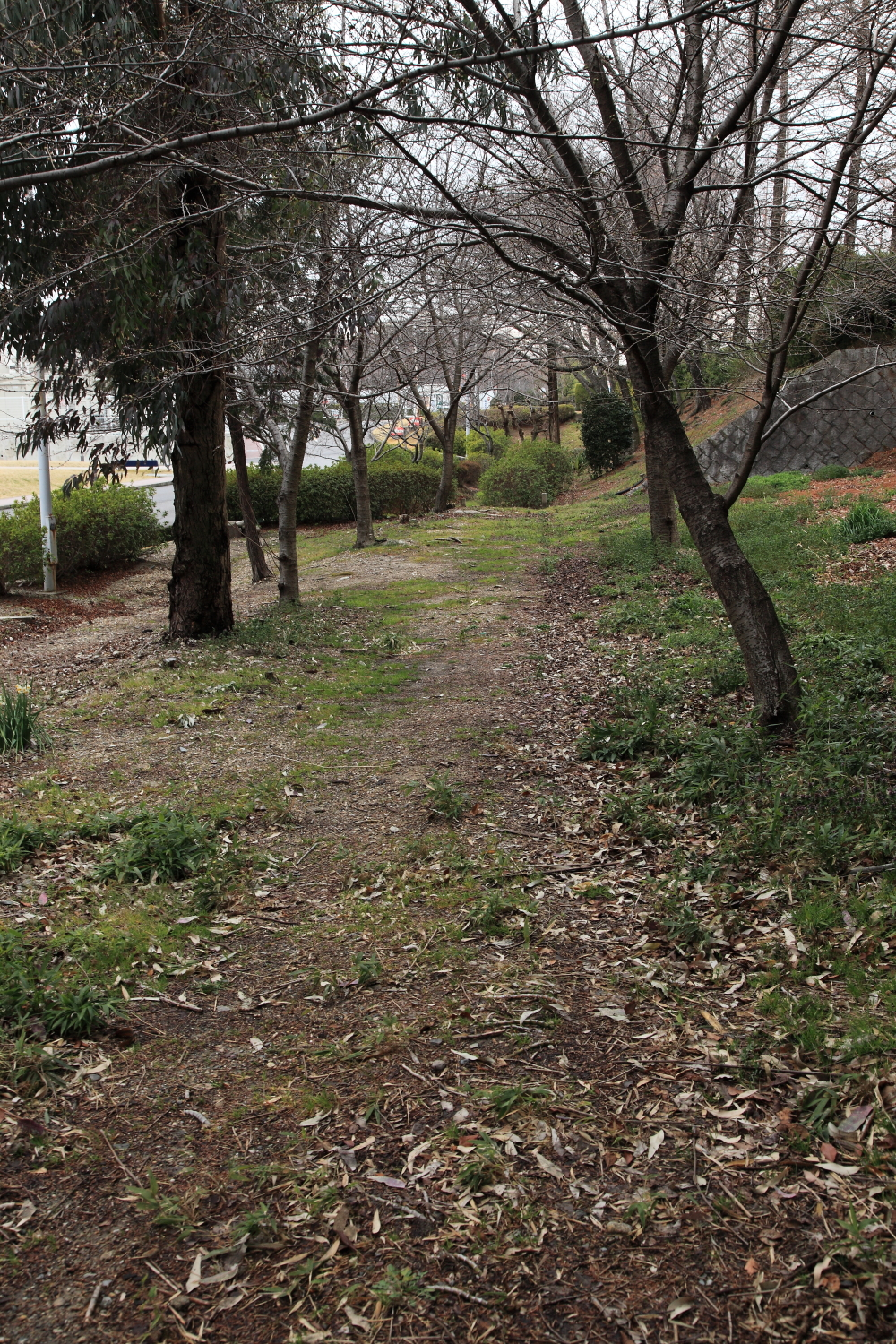
発券ゲート脇を少し進んだところで、山道は途切れてしまう。 （2011年（平成23年）3月）
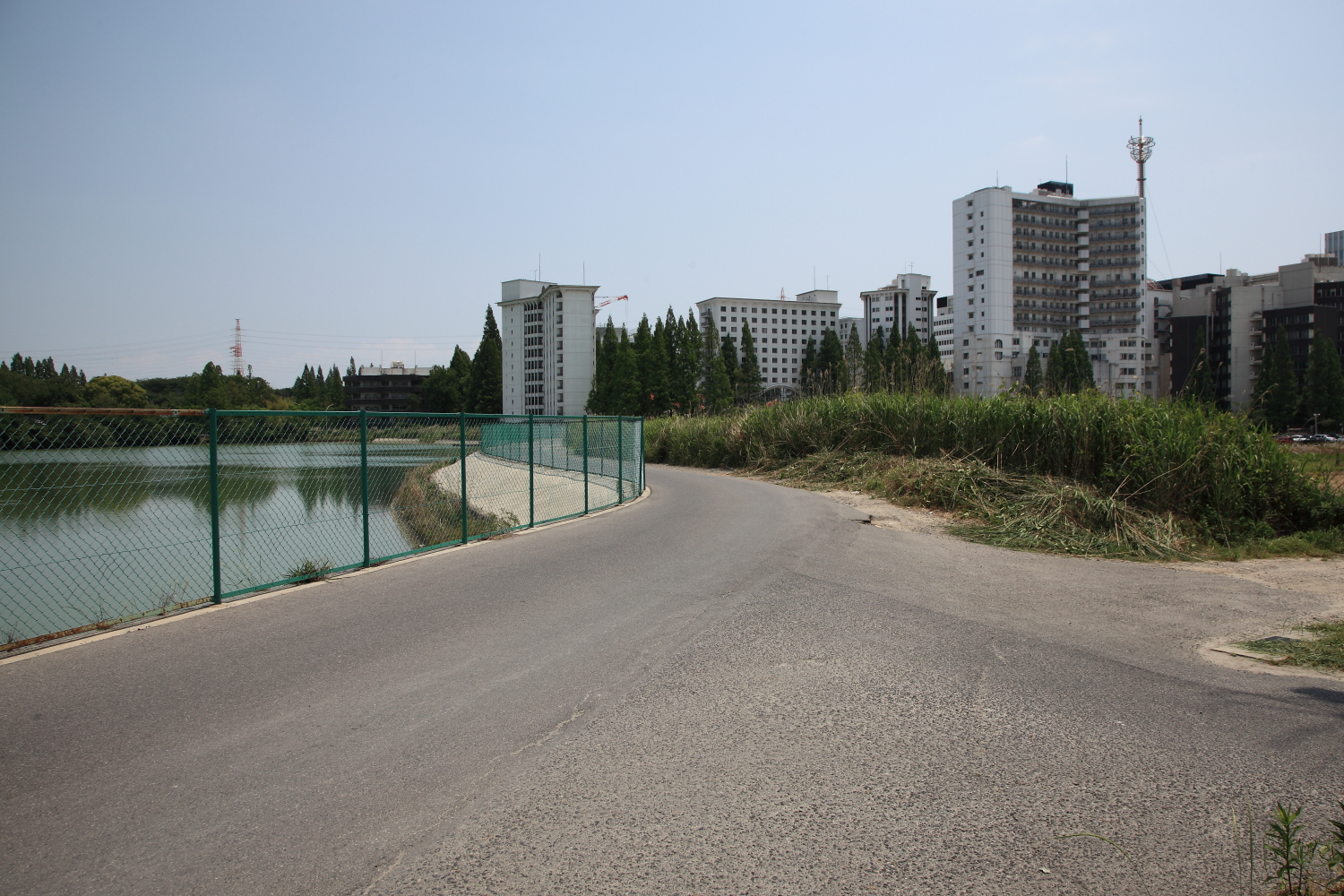
濁池と南岸にある堤防道。画像は西側からみた東方向の様子である。 （2012年（平成24年）5月）
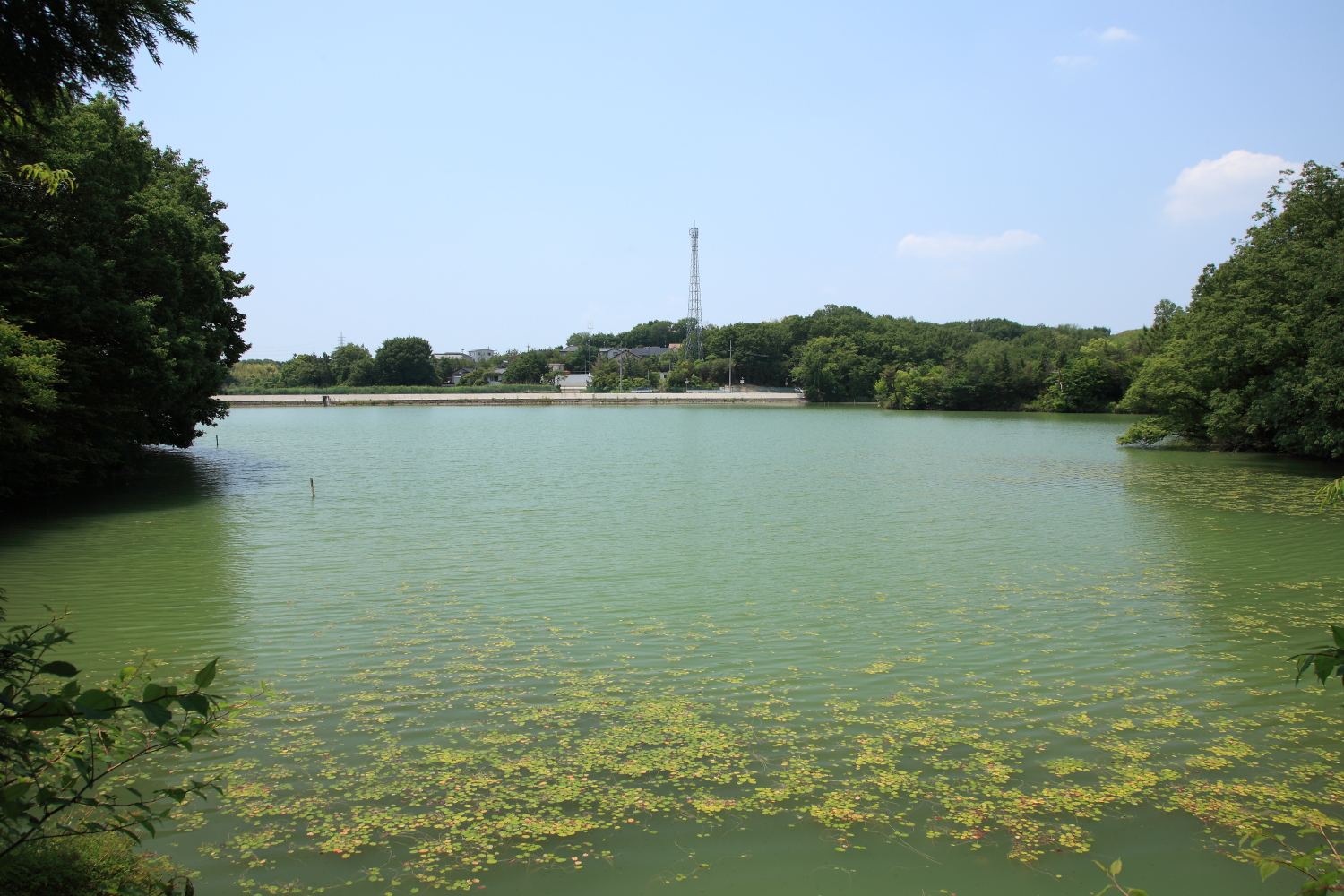
濁池を北岸より眺める。現在北岸ではかつての街道を示すような痕跡はまったく見られない。 （2012年（平成24年）5月）

展望台山道・山頂
峠地蔵尊の平坦地の北西端にはさらに北西に延びる展望台山道があり、沿道右手には「伊藤両村先生之碑」をはじめとした各時代のさまざまな謂われを持つ石碑が建てられている。そして登り切ったところが南北40メートル、東西15メートルほどの平坦地となった山頂部であり、豊明市の最高地点でもある標高71.8メートルを示す三等三角点 のほか、二村山展望台、「大嘗祭悠紀歌（だいじょうえゆきうた）碑」、「切られ地蔵尊」、「岳輅（がくろ）の歌碑」、東屋などがやや密集する園地となっている。この頂上へは二村山駐車場からの登山道から直接アクセスすることも可能であり、また愛知県道220号の名古屋市-豊明市境界線付近にある北側登り口から登山した場合、二村山展望台の直下に登りつく。

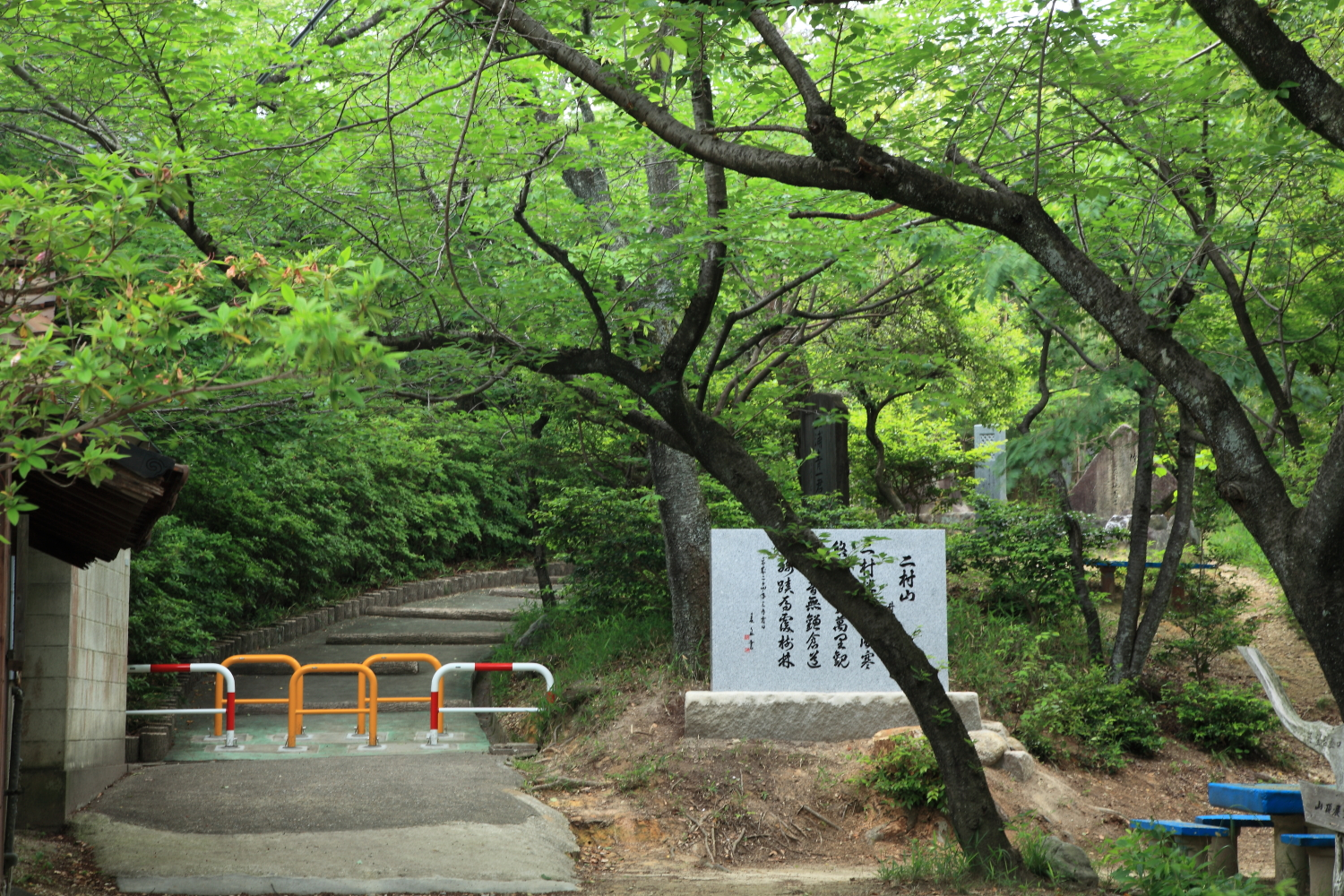
二村山峠の北端にある展望台への山道入口。沿道右手には「伊藤両村先生之碑」をはじめ多くの石碑が建立されている。 （2012年（平成24年）5月）
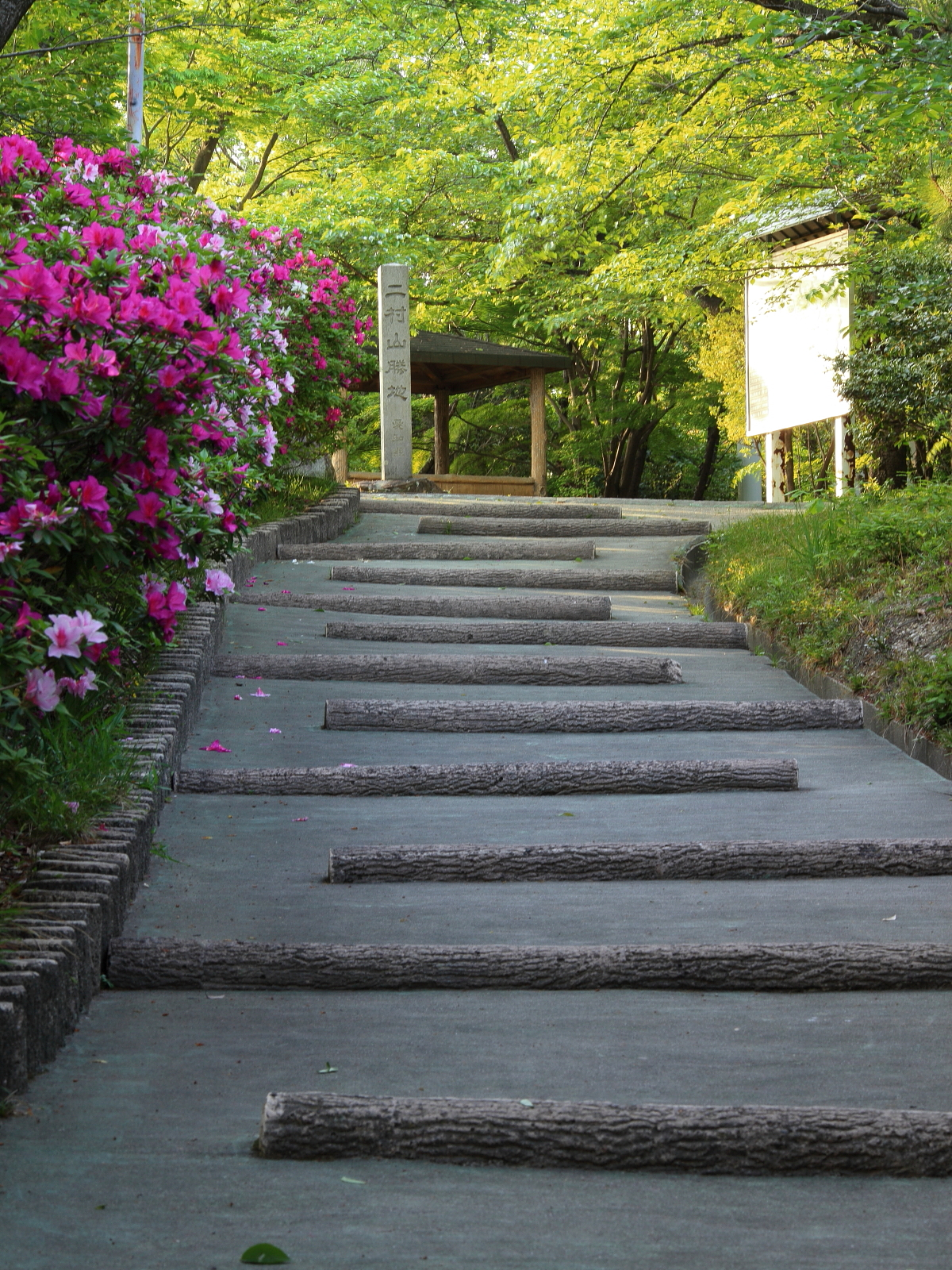
展望台への山道の様子。 （2011年（平成23年）5月）
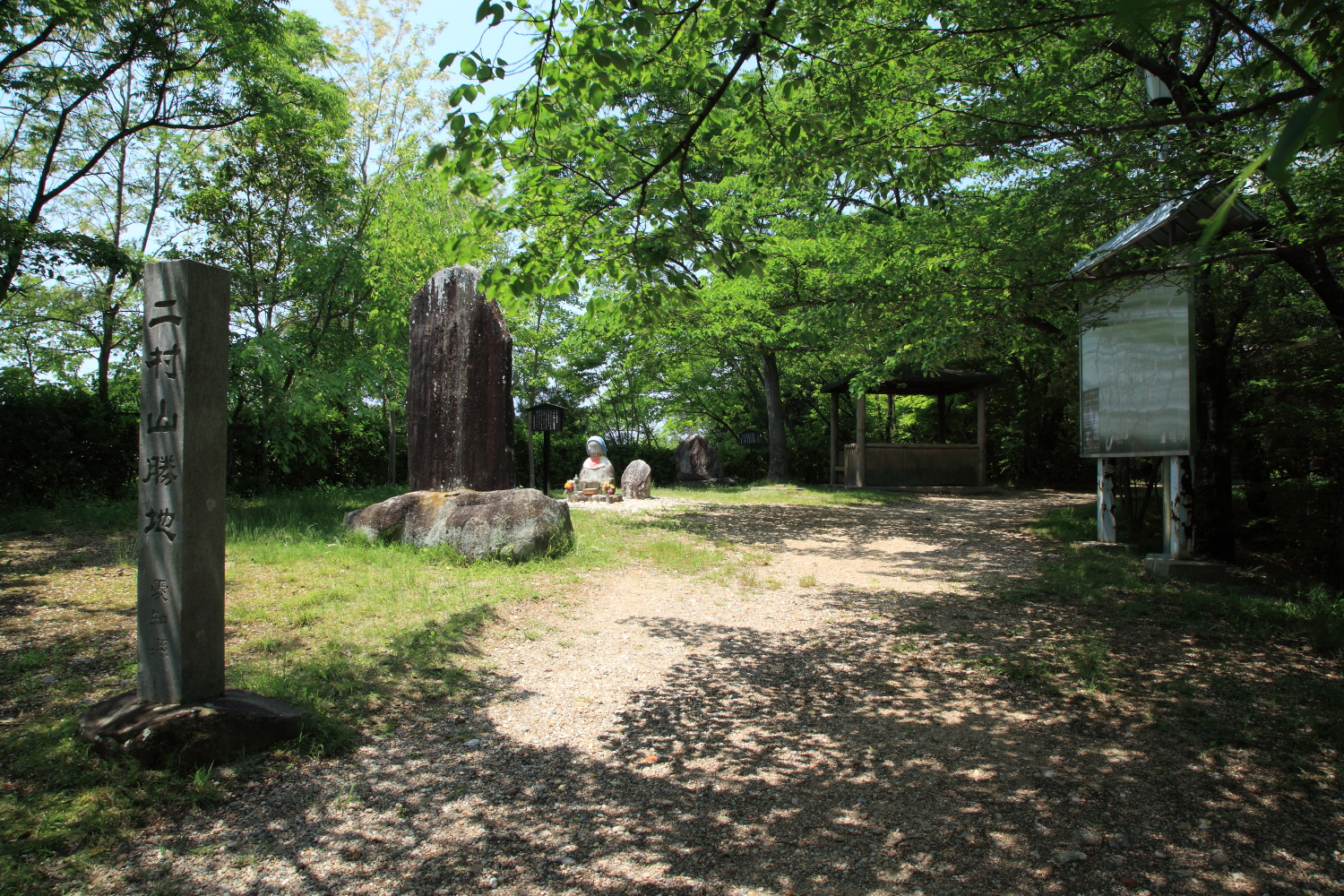
山頂の平地。左手前より右奥に向かって、二村山勝地標柱、大嘗祭悠紀歌碑、切られ地蔵尊、岳輅の句碑、三角点、東屋である。茂みに隠れているが最奥部に展望台がある。右手にあるのは案内板。 （2012年（平成24年）5月）
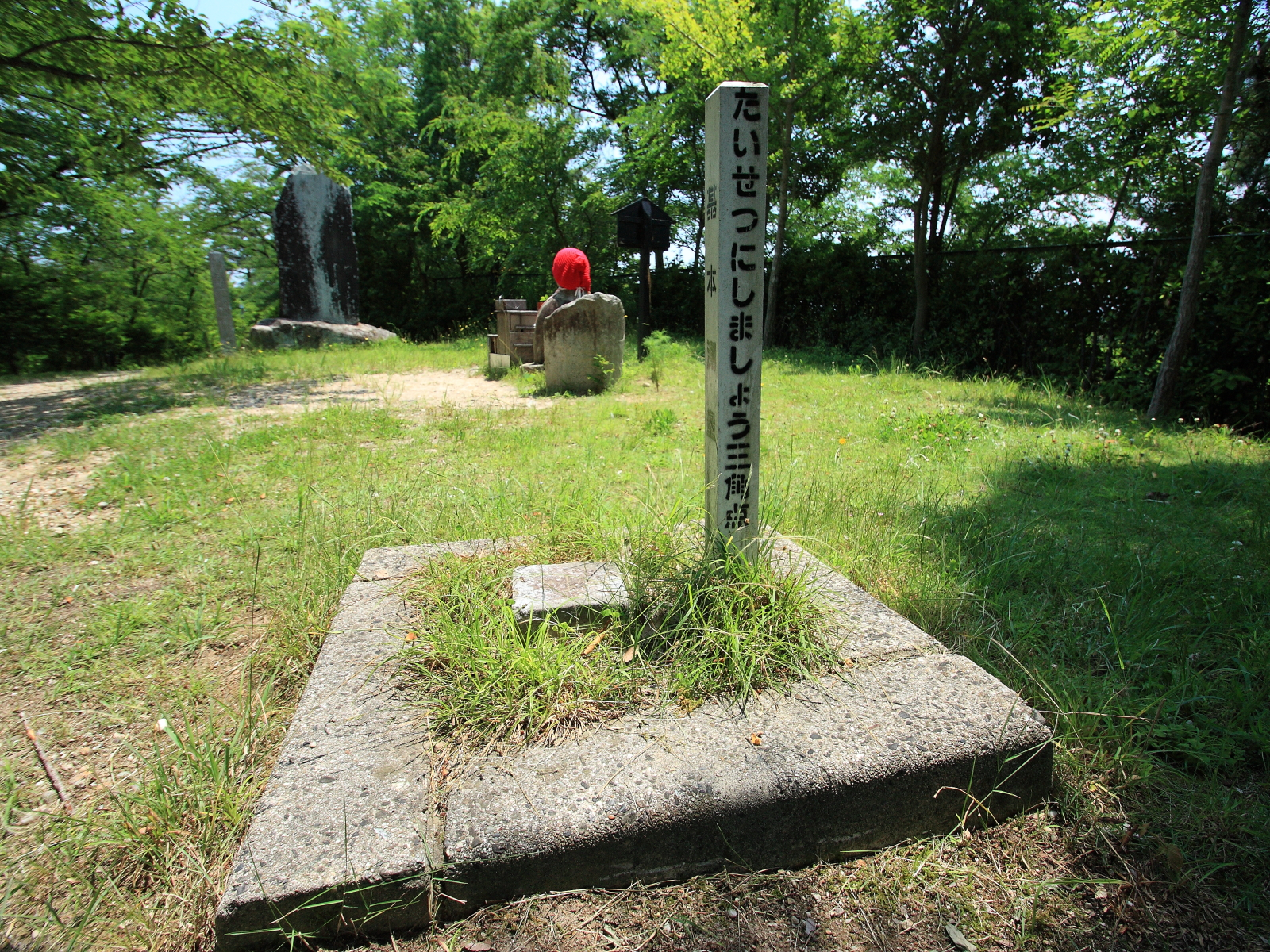
2009年時点の三角点。 （2009年（平成21年）6月）
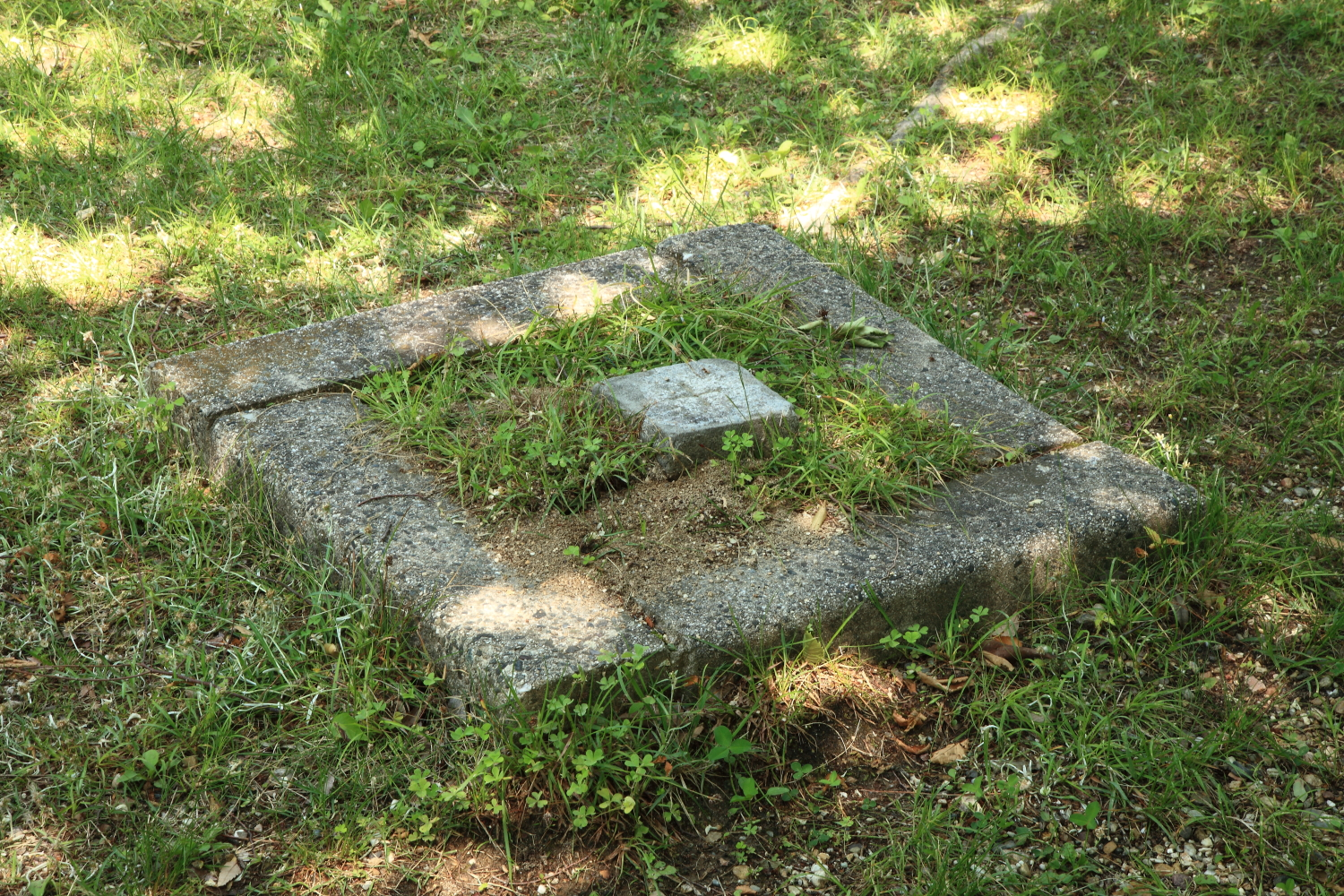
2012年時点の三角点。木製の標柱がなくなっている。 （2012年（平成24年）5月）
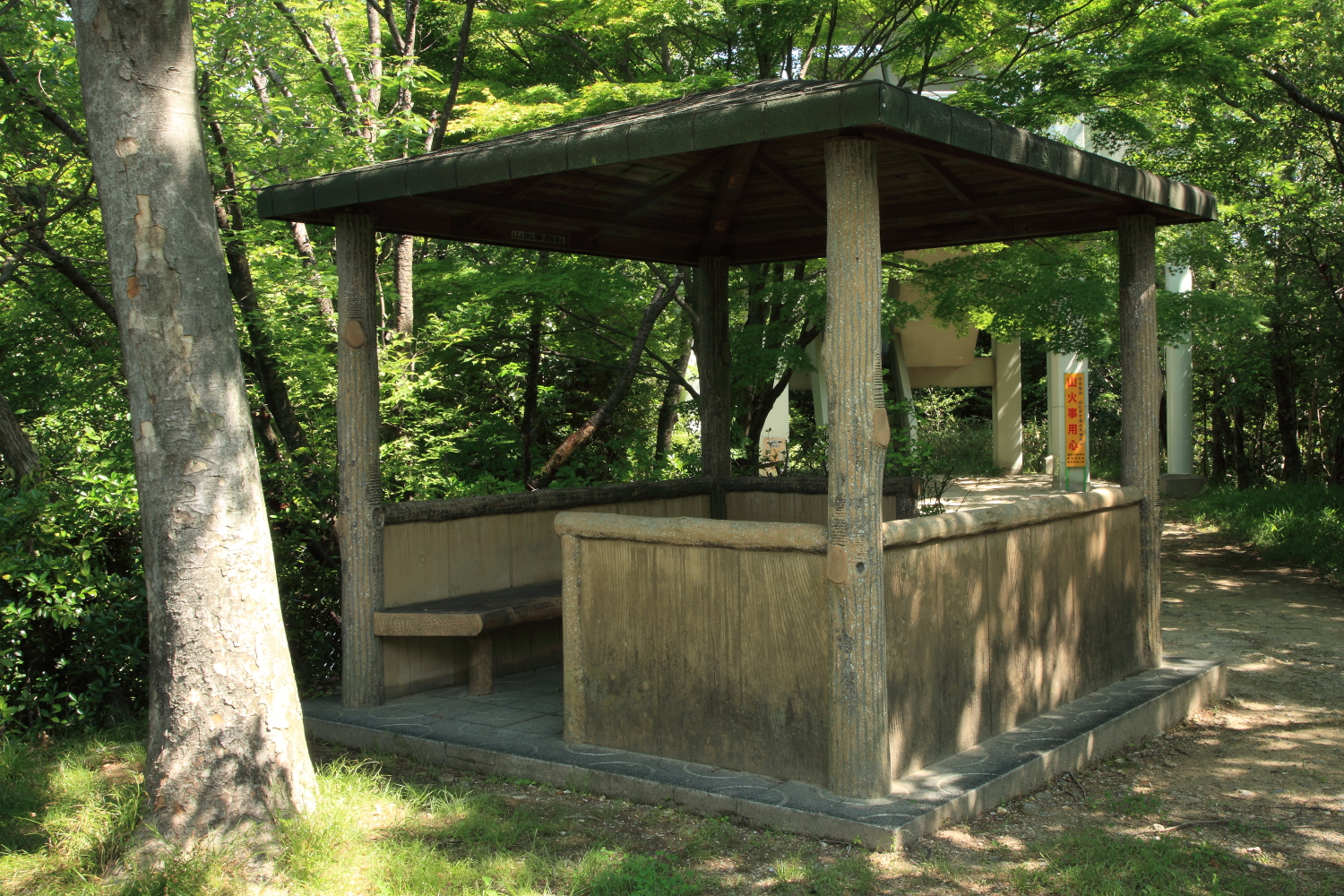
三角点の脇にある東屋。 （2012年（平成24年）5月）
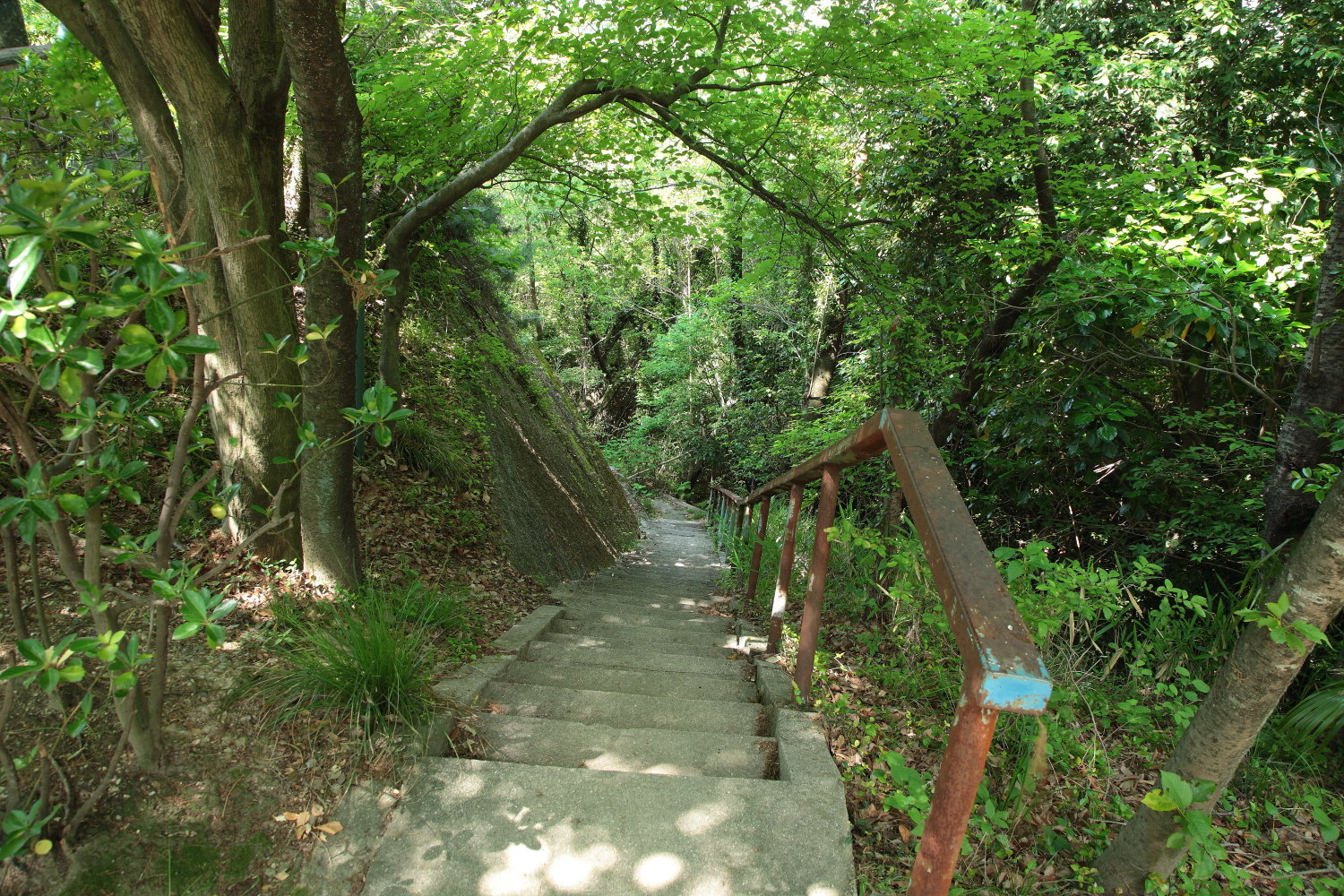
東屋の脇に、西麓へと下る階段道がある。 （2012年（平成24年）5月）

## 歴史的背景

### 古代
二村山を含めた現豊明市域に相当する地域は、古来の律令体制下において尾張国の一部をなし、尾張国を構成していた8郡の中では山田郡に属していたという。承平年間（931年-938年）成立の『和名類聚抄』（巻第6郷里部第11）に記載のあるところの山田郡とは「船木（ふなき）」・「主恵（すえ）」・「石作（いしづくり）」・「志誤（しだみ）」・「山口（やまぐち）」・「加世（かせ）」・「両村」の7郷及び「餘部（あまるべ）」、「駅家（うまや）」、「神戸（かんべ）」で構成され、一般的には、このうち両村郷（ふたむらのごう）が二村山という地名の名残となった元と考えられている。両村郷の所在地も二村山南麓の沓掛町周辺とする見方が大勢のようである。

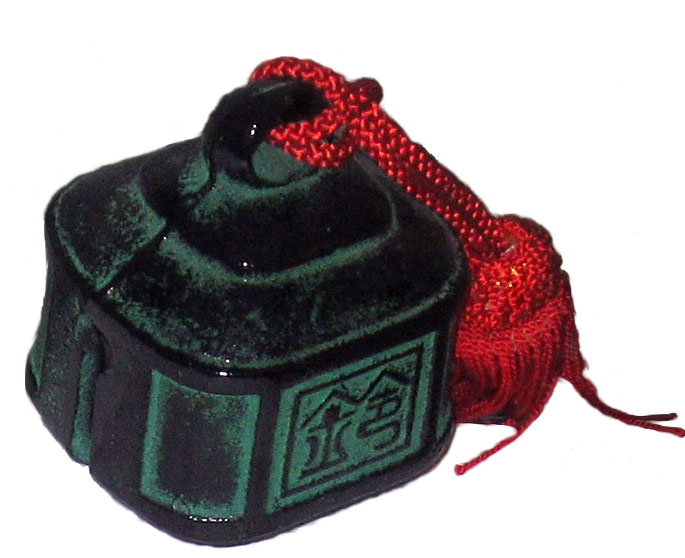
和田山郷土歴史館所蔵の駅鈴。
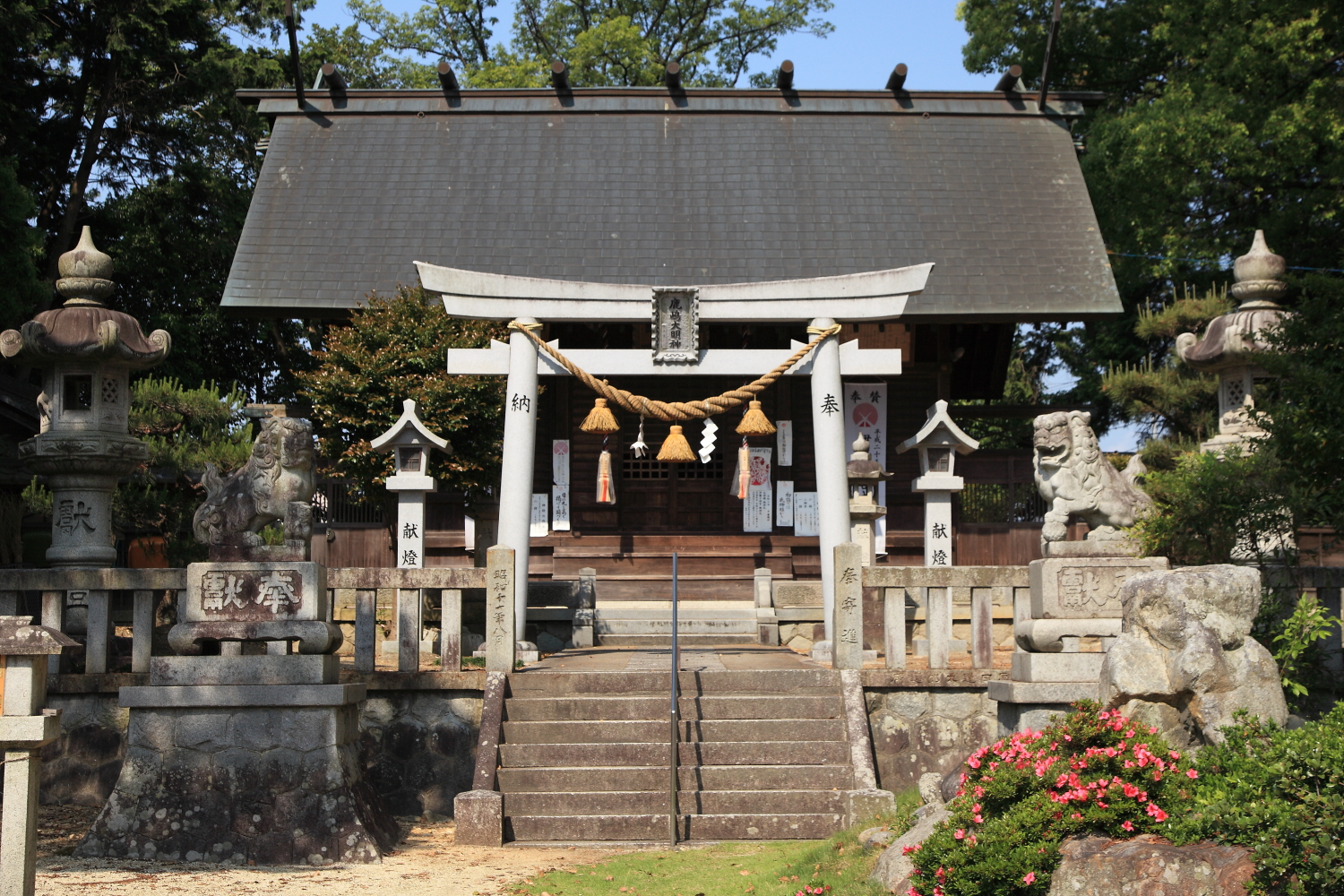
宿鹿嶋社拝殿[注 12] （2012年（平成24年）5月）

律令体制下で整備された中路東海道には30里（約16キロメートル）ごとに駅家があり、『延喜式』（巻28兵部省駅伝条）によれば、尾張国には馬津(まつ)（現：津島市）・新溝(にいみぞ)（現：名古屋市中区）・両村の3駅が設定されている。各駅では人馬の継立、宿泊場所の提供、給食などを行う駅舎をかまえ、永勤とされる駅長（うまやおさ）の統制のもと、駅子がその手足となって働き、駅の運営のための駅田が開墾され、駅戸（うまやべ）で飼育された駅伝馬が厩（うまや）に常駐していたものとみられる。こうした駅家のひとつとして両村駅が両村郷内に存在したとされ、駅家の所在地及び周辺経路についてはっきりしたことは分かっていないが、馬の常駐先である厩ははじめ二村山南西麓の「間米（まごめ）」にあり、後に二村山南麓の「まやど」に移転したという。間米という地名は「馬籠（うまごめ）」が転訛したものといわれ。「まやど」は馬宿（うまやど）のことを指すといい、戦前まで地名が残っていたとするこの場所は、現在でいう愛知県道220号阿野名古屋線にある皿池交差点の付近とされる。駅家そのものの推定地も、間米（まごめ）、「まやど」、後年鎌倉街道の宿場があったとされる宿（しゅく）・本郷（ほんごう）などが候補に挙がっている。他方、沓掛町上高根（かみたこね）の行者堂と呼ばれる付近で8世紀中頃の軒丸瓦の遺物が出土したことは（上高根行者堂遺跡）、当時瓦葺きの建物が官庁しか存在しえなかったはずであることを考慮すると、駅家がこの地に存在した可能性も示唆されている。一方、周辺経路については、駅家の候補地を中継する間米（まごめ）-二村山-本郷（ほんごう）-上高根（かみたこね）という経路を古代東海道の道筋と見なし、すなわちその沿路のいずれかの場所に駅家が所在したとも推定できるが、上高根（かみたこね）を中継すると考えられる街道として近年、平針（ひらばり）-白土（しらつち）-若王子（にゃこうじ）-上高根を経て八橋（やつはし）へと至る古道の存在も示唆されていることから、初期の東海道はこれに近い経路をたどっていたとする仮説も成り立つ。行者堂の北300メートル付近にある「洞洼洞池（どうがいどういけ）」は江戸時代初期に造成されたため池であるが、かつて「東海道池（とうかいどういけ、とうきゃーどいけ）」などと呼ばれていた頃もあるとされ、経路を想定する手がかりのひとつと見なされている。これらの仮説に立てば、間米（まごめ）・二村山・「まやど」などは東海道の経路からも駅家の所在地からもはずれることになる。
ところで、『和名類聚抄』では、両村に「布多無良（ふたむら）」という読みが万葉仮名風に記されている。この表記のあり方は『古事記』・『日本書紀』の書かれた奈良時代に属するものとされ、『続日本紀』（巻第六　元明紀三）によれば713年（和銅6年）頃に国・郡・郷の名称を好字2文字に置き換えるよう官命が下り（好字二字令）、この関連で「布多無良」が「両村」と改名したとも推測できることから、すなわち奈良時代初期以前から「ふたむら」と呼ばれ「布多無良」で示される何らかの対象、集落なり駅家なりが存在したことをうかがわせる。
なお、駅名と地名の起源は、駅名がまず地名に先んじるといわれる。ふたむらと呼ばれる地にある駅なのでふたむら駅だったのではなく、ふたむら駅の所在する土地がふたむら郷と名づいたとする理解である。それではふたむら駅の「ふたむら」が何に由来するかといえば、郷土史における古くからの推測は、ふたつの集落（村）にまつわる場所に、あるいは挟まれた場所に所在したためであるとする。豊明市内の二村山周辺には宿（しゅく）・本郷（ほんごう）・上高根（かみたこね）・間米（まごめ）といった古くからの集落が存在するわけであるが、本郷（ほんごう）と宿（しゅく）の組合せ、宿（しゅく）と間米（まごめ）の組合せなどをふたつの村に比定することが昔から行われている。ただし、これらの集落のひとつひとつが村と呼ばれるほどの規模を有していたか、たとえば律令制や郷里制下における里（50戸以上）以上の規模を有していたかは判じがたい。それとは別に、鎌倉時代以降にそれぞれ宿場として発達する「鳴海（なるみ）」及び「沓掛」の地に、奈良時代にすでにある程度の規模の村落が形成されていたと見なし、その狭間に存在していたことから両村と名付けられたとする考え方もあるが、推測の域にとどまる。また、『和名類聚抄』にある「駅家」を「両村」の支郷と見なすという考え方によれば（すなわち両方駅家の前にある「餘部」という語句が両村にかかるという考え方）、駅家立地によって付近で多角的に発展した集落の戸数が50戸を越えたために行政的な分村がなされ、ふたつの村が並び立ったことで両村の名が浮上してきたとするものである。
律令体制の衰退が進むと、駅制が宿制に転じるなど駅路整備にも緩みが生じて、人馬が行き交う道筋も本来の東海道から徐々にはずれるなどの変化が見られるようになる。初期東海道について上記の平針（ひらばり）-白土（しらつち）-若王子（にゃこうじ）-上高根（かみたかね）を伝う経路の説をとれば、駅家の軒先に吊した藁沓（わらぐつ）の様子を面白く思った在原業平がここを沓掛と名づけたとする伝説の時代背景が9世紀半ばであろうこと、807年（大同2年）の銘を持つ地蔵菩薩が二村山に建立されたことは、9世紀にはすでに街道の経路が西よりに、すなわち後に沓掛宿と呼ばれる一帯や二村山山麓が新たに街道の要所として浮上してきたことを示唆するものである。上高根（かみたこね）の行者堂から西南西に向かって約1.4キロメートル、宿（しゅく）の集落内に鎮座する宿鹿嶋社が『延喜式神名帳』（927年（延長5年））に姿を現すことは、すでに10世紀前半には、産土神が鎮座するほどの地縁性の深い集落がすでに同地に生まれていたこと、また官社と見なされ記録されたことで公道の守護神的な性格も帯びていたことを物語る。そして、景勝地としての二村山が名をはせる端緒も平安時代中期頃からとみられ、天暦年間（947年-957年）編纂の『後撰和歌集』に収録された清原諸実（きよはらもろざね）の歌は、二村山を詠ったごく初期のものだと考えられている。以降、平安時代中後期・鎌倉時代を通じて題詠も含めて数多くの紀行文や和歌に詠まれるようになる。

### 中世

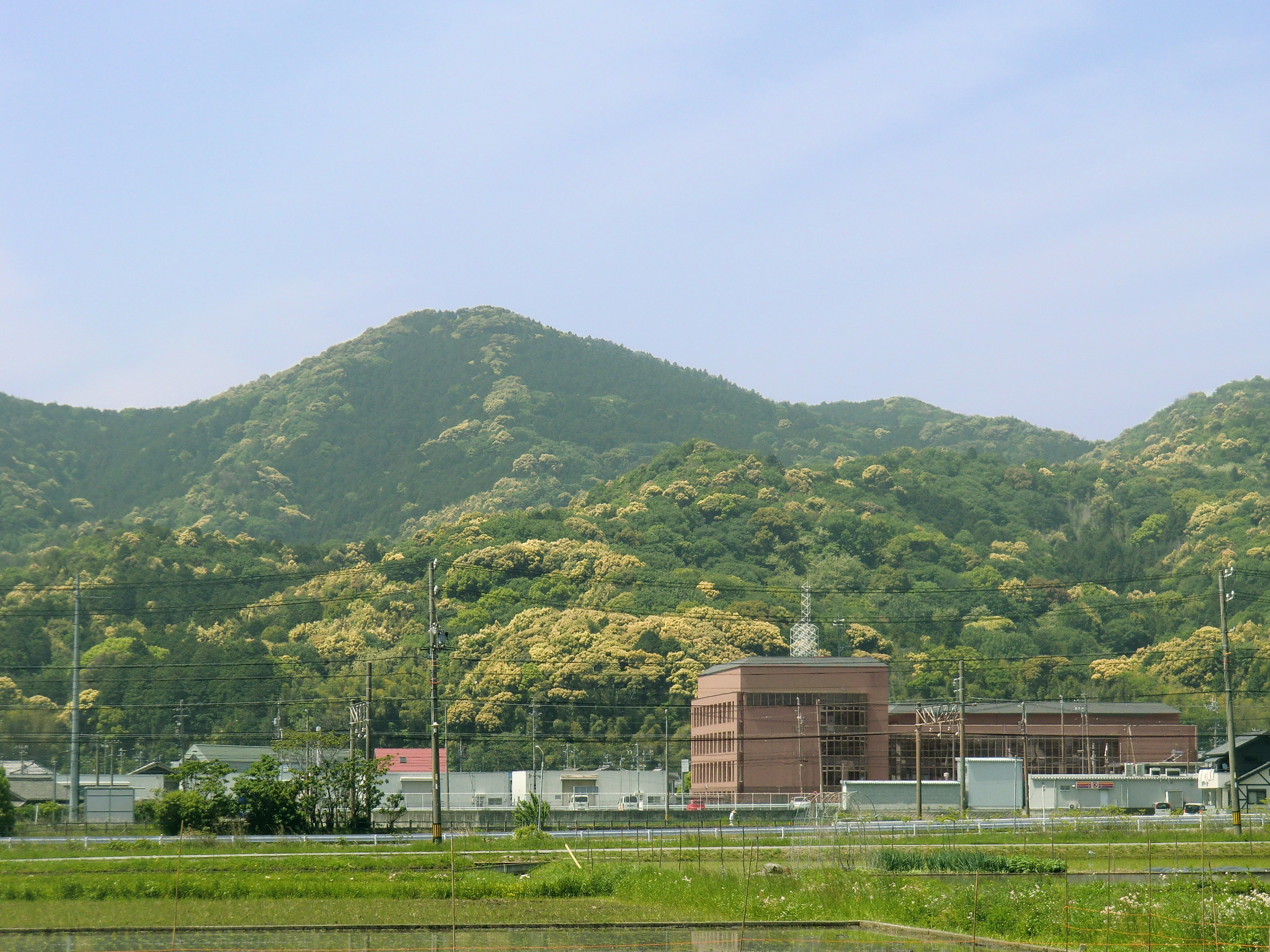
宮路山（山麓の赤茶色の建物は豊川市役所音羽庁舎） （2011年（平成23年）5月）
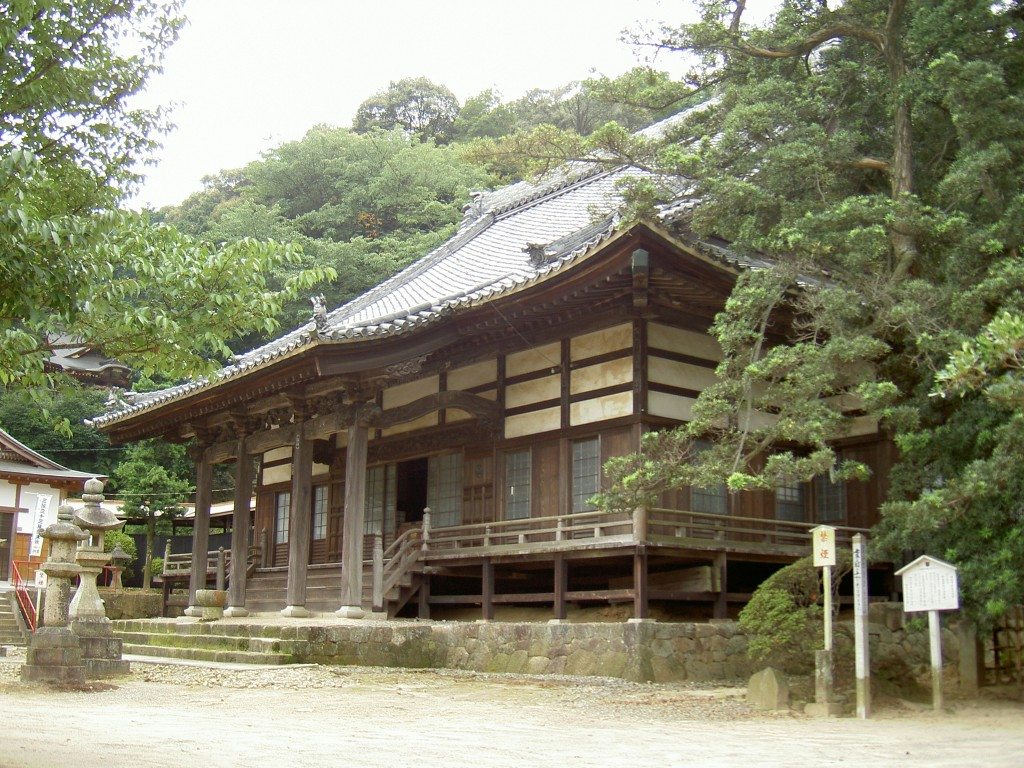
二村山法蔵寺本堂 （2005年（平成17年）7月）

源頼朝による鎌倉幕府の開府は、京都-鎌倉間での人々や文物の往来を頻繁にしたことで、街道の再整備もうながしたようである。この街道を鎌倉街道という。室町時代の『経覚私要鈔』（応仁二年条自京都至鎌倉宿次第）に記載のある全63宿尾張国内13宿のうち当地付近の鎌倉街道宿場として「鳴海十五丁　沓懸五十丁　八橋二里」などとする記述があり、すなわち鳴海宿から15丁の距離と八橋宿から50丁の距離に成立した沓掛宿は、現在の宿（しゅく）・本郷（ほんごう）あたりであったとみられている。本郷（ほんごう）は後年町はずれに沓掛城が立地するなどし、中世時代からの寺院も多く、江戸時代から明治時代にかけては沓掛村の中心であった。他方で宿（しゅく）は、本郷の南西にあり、現在では周囲の主要道から車で進入しにくいやや孤立した感のある集落だが、宿鹿嶋社を北端として小規模な宿場町が形成されていたと見られ、「あらや」「かどや」という旅籠や、遊女などもおり、それなりの活気を呈していたという。また、いつ頃建立されたものか定かではないものの、宿鹿嶋社に残る道標石には、「北　なるみ、宮の宿、南　おくて、ちりふ、東、ふく田、ころも道、西、ぜんご道」とある。沓掛宿を北に抜けた路傍には旅人の交通安全を祈念するために十王を祀った十王堂があったといわれ、江戸時代以降に廃墟となるも現在まで字名が残っている。さらに北上すると若宮神社があり、「まやど」を経て、二村山の小峠へと到達する。
ただし理由は定かではないが、中世時代に書かれた紀行文の中に沓掛宿についての記述は皆無であるといわれる。そして二村山についての記述も室町時代になると、景勝地としての認識が薄まってきたためか紀行文には単に地名として登場するのみとなり、室町時代後半ともなると、二村山西麓の田楽ヶ窪という界隈が街道沿いの物騒な場所して浮上する一方、二村山の名はふつりと消えてしまう。。これらのことの理由としては、二村山の所在地についてのさまざまな混同が挙げられる。1151年（仁平元年）成立の『詞花和歌集』に収録された橘能元の歌ではその詞書に「三河国二村山」の紅葉を見てとあり、1310年（延慶3年）頃の『夫木和歌抄（ふぼくわかしょう）』に見られる橘為仲の歌も「三河国二村山」の情景を詠ったものとされる。そして源頼朝の手になる二村山の歌は上洛の折りに宿をとったとされる宮路山山麓（現在の岡崎市本宿付近とされる）で詠まれたものという見解もある。三河三霊山のひとつである猿投山（さなげやま）、聖跡と呼ばれ秀麗な山容と頂からの風光明媚な景観をもって古くから知られる宮路山（みやじさん）三河国と遠江国の国境近くにあり歌枕としても名高い高師山（たかしさん）、古くより街道の要所であった本宿に立地する法蔵寺の裏山であり山号でもある二村山（にそんさん）などが混同されたと考えられている。やがて、二村山が属していたとされる山田郡は1548年（天文17年）から1570年（元亀元年）の間に愛知郡と春部郡（のちに春日井郡と呼ばれるようになる）に分割されて消滅し、以降二村山や沓掛宿は愛知郡に属するようになる。そして1574年（天正2年）頃から尾張国内では道路整備が始まったといわれ、このときの事業により後年江戸幕府が整備する東海道の原型が作られたと推定しうる事例が、小牧・長久手の戦いに際して岡崎を発った徳川氏の軍が境川を越えた後に「あの」に逗留したとされることである（『松平家忠日記』天正十二年三月九日丙戌）。「あの」は現在の豊明市阿野町付近を指すとみられ、東海道の現存一里塚として知られる国の史跡阿野一里塚が残る地でもある。すなわち、この頃にはすでに主幹道が沓掛・二村山よりも南下しており、往時の鎌倉街道は街道としての機能を失し、その役割を終えつつあったことがうかがえる。

### 近世以降

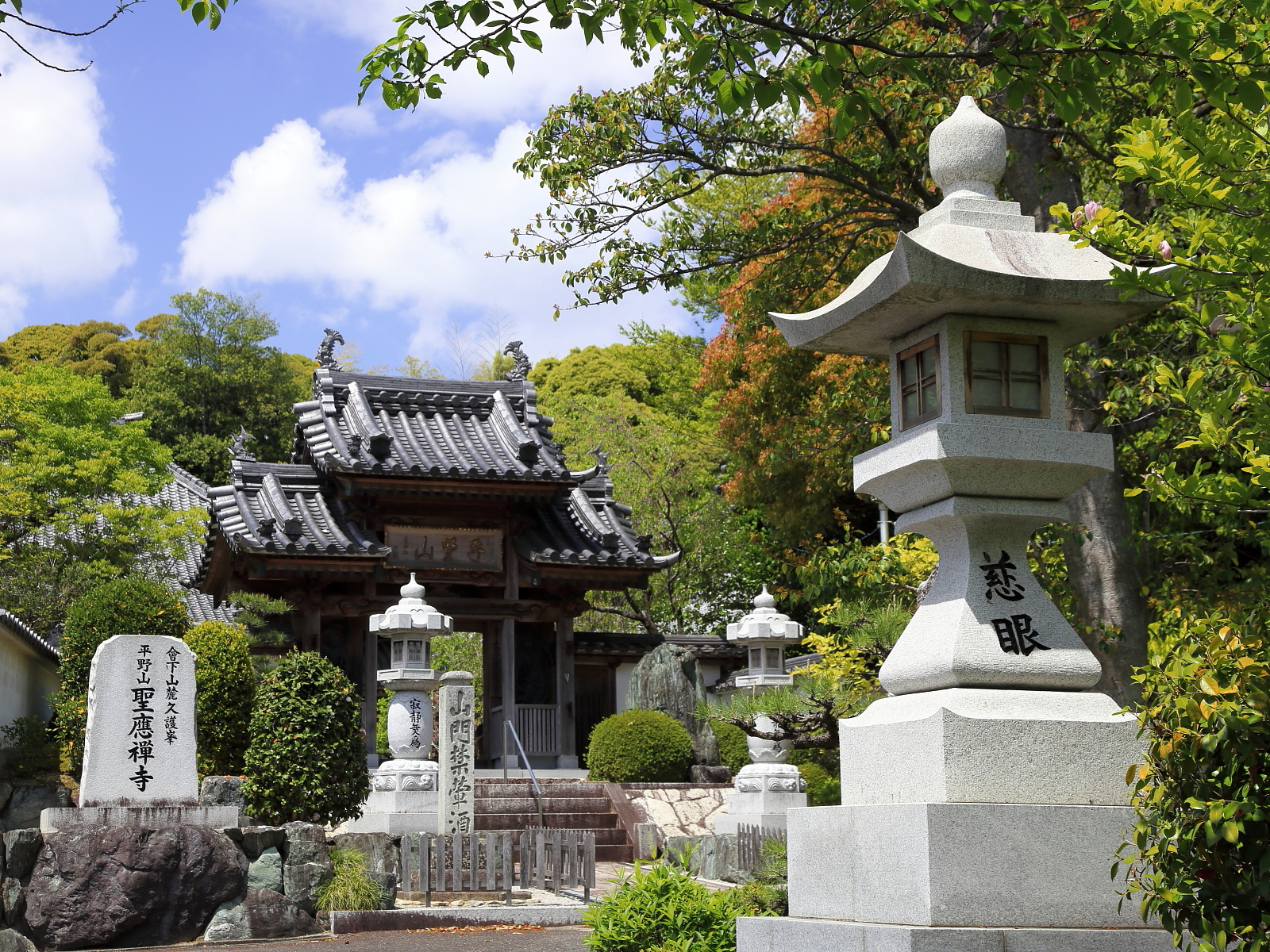
平野山聖應寺山門 （2011年（平成23年）4月）
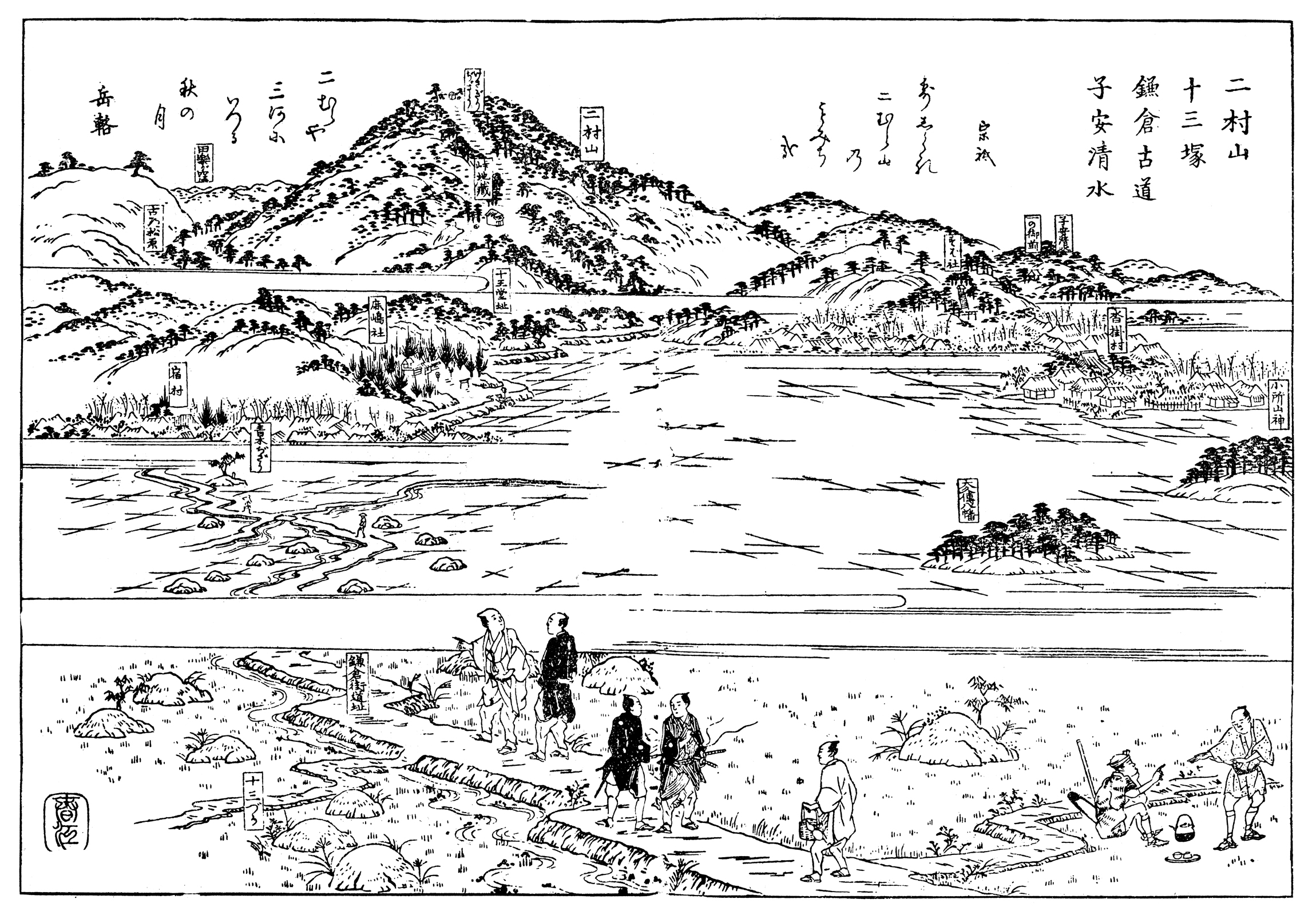
『尾張名所図会』に描かれた二村山

江戸時代に入り、鎌倉海道が廃されて東海道が設置されたことで、名所としての二村山はほぼ完全に知名度を失ってしまう。しかし享保年間（1716年-1735年）頃には、峠一帯は高野山真言宗八事山興正寺の所管となっており、興正寺の元光道参という僧侶 を中心にして堂宇や鐘楼などの普請がなされたとみられ、やがては一大道場の体をなすまでになったとされる。1736年（元文元年）には当地が平野山聖應寺に移管されるが、1740年（元文5年）7月16日、二村山は激しい雷火に襲われ地蔵堂が焼失、このとき同時に峠地蔵尊の首が落ちる、山頂にあった地蔵尊が袈裟切りに切断されるなどの異変も生じている。その後の1764年（明和元年）、聖應寺第8世白龍和尚の尽力により本堂が再建されている。1847年（元文5年）には聖應寺第15世栴崖奕堂（せんがいえきどう）和尚の徳を称えて有栖川宮幟仁親王が二村山にまつわる歌を下賜し、現在では聖應寺の寺宝となっている。なお、奕堂は明治維新後の1870年（明治3年）、曹洞宗大本山總持寺独住第1世に勅住して「弘済慈徳禅師」の称号と紫衣を授かっている。
仏道に通じた人の他に、二村山が人々からまったく関心を寄せられなくなったわけではない。江戸時代初期には三条西実隆が1670年（寛文10年）の私撰集『雪玉集（せつぎょくしゅう）』に自身の歌を載せ、18世紀後半には国学者田中道麿が、1818年（文政元年）に江戸から京へ西上していた歌人香川景樹が（『中空の日記（なかぞらのにっき）』）、それぞれ二村山にまつわる歌を残している。
そして近在の尾張国内や三河国内からも、18世紀半ばあたりから、かつての名勝地であった二村山に関心を覚え古趣に触れようとする俳人や学者が訪れるようになる。二村山にまつわる俳諧では名古屋の俳人である加藤暁台（かとうきょうたい）、その弟子で「寛政三大家」の一人としても知られる井上士朗（いのうえしろう）、井上の盟友であり尾張俳壇の重鎮として知られる岳輅などが知られる。そして19世紀中頃、尾張藩士で画家でもあった小田切春江（おだぎりしゅんこう）による色刷挿絵を織り交ぜ、各人が名所・旧跡を和歌・漢詩・俳諧などで詠みこんだ詩集『名区小景（めいくしょうけい）』が刊行され、二村山については和歌が5首、俳諧が2句入集している。なお、小田切は先んじて刊行された『尾張名所図会前編』でも挿絵を描いており、挿絵執筆を機に現地を訪れて在郷の文化人と交友を深め、後に『二村山真景』を描いている。
その在郷では、「沓掛連中」と呼ばれる俳諧サークルが早くから勃興していた一方、沓掛村の歌人であった中野清風（なかのきよとう）により、平安時代から室町時代にかけての19種の歌集より33人の歌人に詠まれた二村山にまつわる和歌38首を掲載した『二村山古歌集（ふたむらやまこかしゅう）』が、1857年（安政4年）に成立している。中野は小田切に『二村山真景』を依頼した人物でもあり、二村山をこよなく愛し郷土の事績を研究し続けた知識人でもあった。そして著名な儒学者であり中野の師でもあった伊藤両村は、その号を二村山にちなむなどやはり終生二村山を愛し、子弟の兼子宣彦（かねこぎげん）と共にソメイヨシノ1000本を植樹するなど山の保全に努めている。
いにしえの和歌や紀行文から読みとれる二村山の所在地について、尾張藩撰地誌である『尾張志』では、三河にある二村山は里人の誤った伝承を元に後年名づけられたものであって思い違いをしてはならないと、二村山の本家が尾張国にあることをやや強い調子で主張しているのに対して、在野の研究書である『尾張国地名考』では、先哲の解釈をあれこれ論じるまでもなく両国に二村山があることはすでに自明であると、冷静な論を展開している。また江戸時代末期には、刈谷藩士の浜田雅昌が碧海郡尾崎村から愛知郡鳴海村に至る中世の街道の調査を行い、これを初めて「鎌倉街道」と名づけたとされる。

## 社寺

### 豊明神社
所在地は沓掛町峠前21番地。祭神は各戦役における市内の戦没者で、4月と10月には祭事が行われる。1926年（大正15年）に完成した伊勢神宮遥拝所と呼ばれる場所に建築が計画され、1948年（昭和23年）には豊明神社構社の組織が結成され構員募集のために趣意書を作成、1949年（昭和24年）4月に創立する。本殿や土俵のある境内の東隣には広い敷地があり、社務所が建つほか、1953年（昭和28年）には市内各所に建立されていた忠魂碑や記念碑がこの地に集められている。愛知県神社庁に属し、登記名を宗教法人豊明神社としている。また、社殿裏手の木立には遥拝所の標柱も残っている。

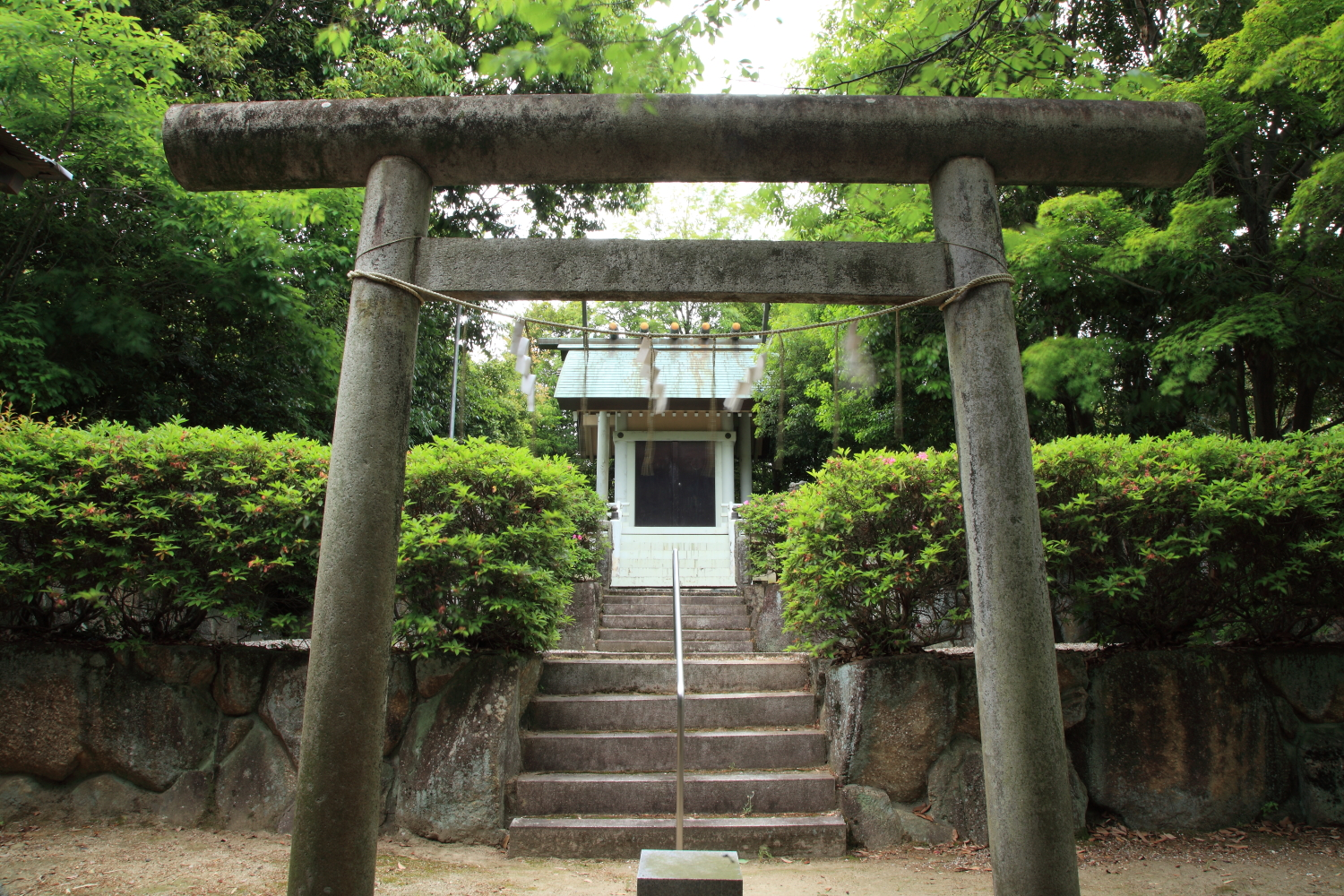
豊明神社拝殿 （2012年（平成24年）5月）
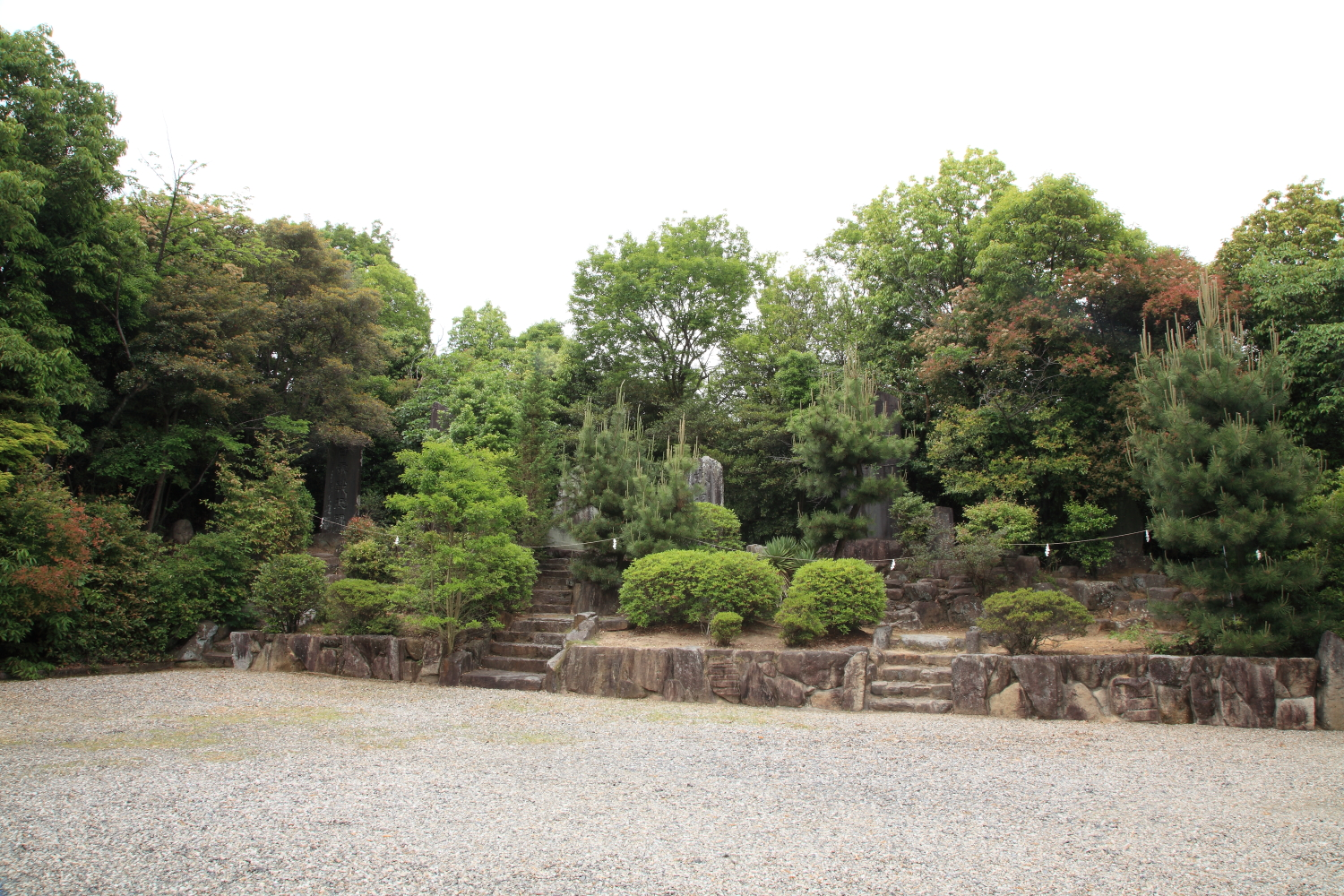
境内横の広場には忠魂碑や記念碑が集められている。 （2012年（平成24年）5月）
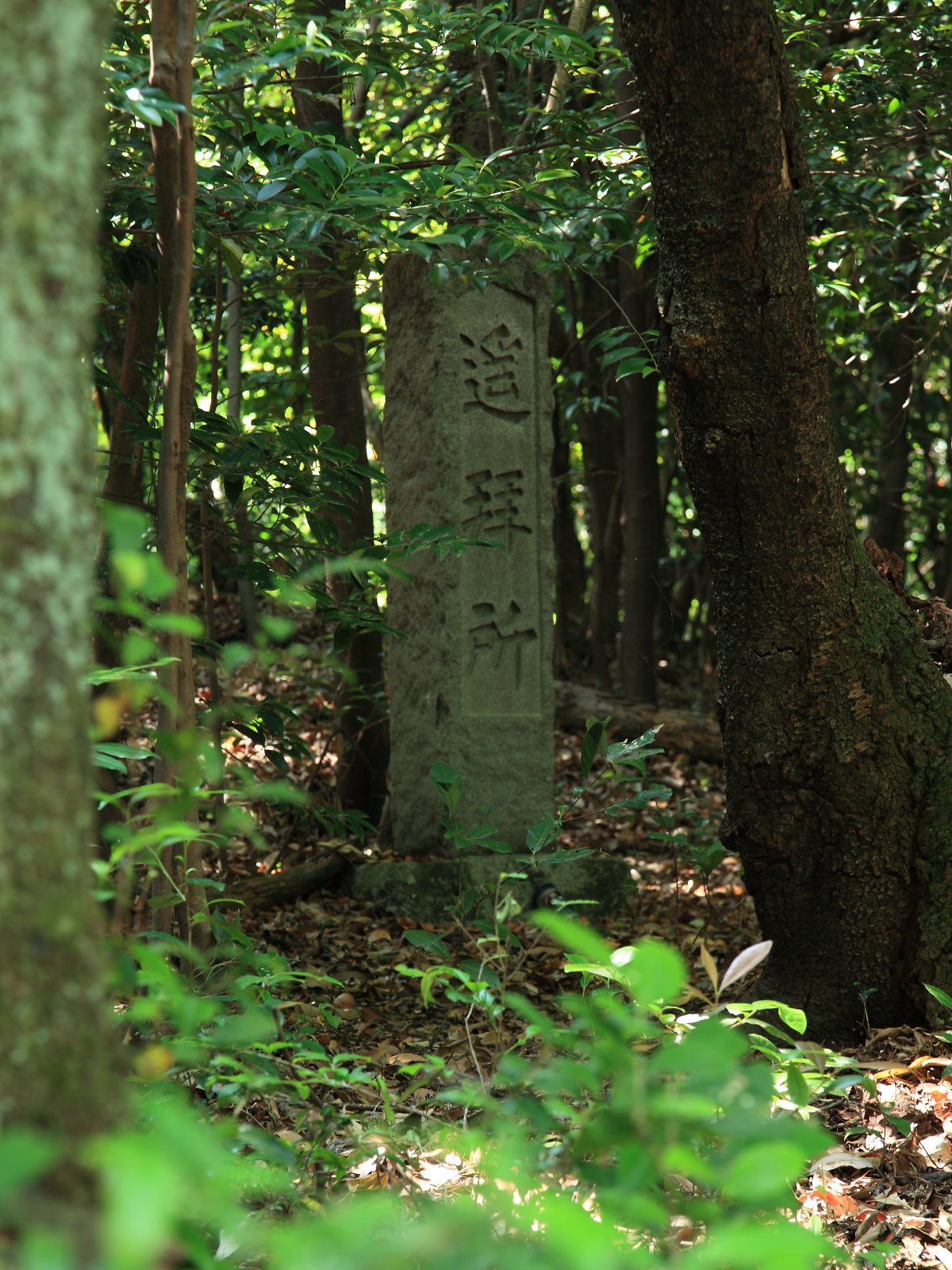
木立の中に残る遥拝所の標柱 （2012年（平成24年）5月）

## 見どころ

### 峠付近
峠地蔵尊

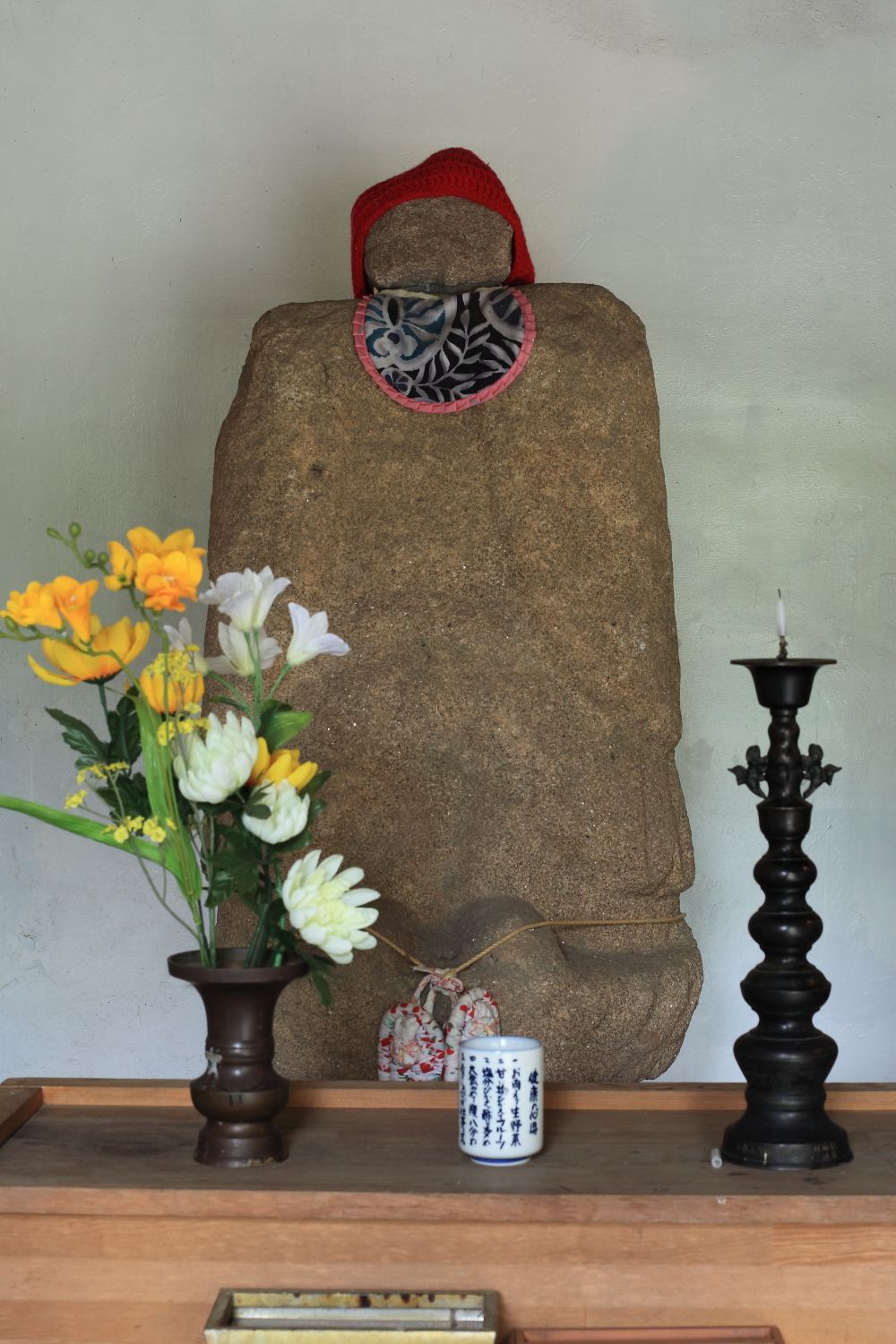
峠地蔵尊
（2012年（平成24年）5月）

豊明市指定有形文化財（1977年（昭和52年）4月1日指定）。山頂近くの聖應寺飛地境内となっている平地には地蔵堂があり、ここに3体の石仏が安置されている。このうち左の1体が俗に「身代わり地蔵」「延命地蔵」などと呼ばれる頭部が欠落した胴体のみの石造地蔵菩薩像で、高さ115センチメートル、幅49センチメートル、厚み28センチメートル、背面に「大同二」（807年）という年号が刻まれている。ただし1781年（天明元年）頃の記録によると、当時は「大同二二月日」という6文字が認められたものの文字の摩耗がいちじるしく判読しがたいほどであったようで、現在残る「大同二」の刻みが非常に深いことから、これは後年再刻された可能性が高いとされる。熱田大明神の神勅を賜った空海によって建立されたとする伝承があるほか、平安時代末期頃には山賊熊坂長範が二村山を根城にしており、夜な夜な旅人を襲っていたが、ある夜も暗闇の中から腰刀を振りかざして飛び出し一刀両断に斬り殺した旅人が、実はその地に古くから安置されていた地蔵であったという言い伝えもあり、ここに地蔵尊の身代わり伝説が生まれている。長いあいだ露仏として風雨にさらされていたと思われるが、いつの時代にか小堂に納められるようになり、1740年（元文5年）に落雷によって小堂が焼失したときに首が落ちたともいわれ、その首は曹洞宗島田地蔵寺（名古屋市天白区島田3丁目）の本尊の腹の中に納められているという。毎年8月24日（新暦）の盂蘭盆に行われる地蔵祭りでは、提灯の灯火と堂前に五色の仏旗が掲げられ、供膳・供物・五菓が供えられた地蔵尊前では般若心経・地蔵根本陀羅尼・地蔵歎華を読経回向、引き続く施餓鬼会にて焼香・供養が行われる。
なお、鎌倉街道を西に下り現在の藤田医科大学の敷地を過ぎた付近にある「濁池」は、地蔵尊を切り捨てた熊坂長範が刀についた血を洗って以来濁ってしまったというのが池の名称の由来となっている。ただし実際の濁池はその名に反して、市内の他のため池に比べて透明度が高いという。
峠地蔵堂
聖應寺飛地境内にある複数の地蔵尊を納めた堂であり、3体の像を安置したものと、南隣に1体の像を安置した小堂がある。地蔵堂の正面から見て左の地蔵尊が峠地蔵尊、中央の大柄な立像は「元文三年七月廿四日」（1738年）の銘を持ち、右の坐像には「明和三年七月」（1776年）の銘がある。小堂に納められているのは立像で、「享保七年正月吉日」（1722年）とある。昭和時代中期にさしかかる頃まで間口2間奥行3間の朽ちかけた姿であったが、1961年（昭和36年）に聖應寺第23世大法得禅和尚により ブロック建ての堂が完成し、現在に至っている。
勅使池彰功碑
1910年（明治43年）に建立された高さ235センチメートル、幅115センチメートル、厚み12センチメートルの碑文で、二村山北東に位置するため池「勅使池」の沿革が漢文で記されている。0.229平方キロメートルの面積を持つ勅使池は豊明市内で最も大きなため池であり、伝承では1528年（大永8年）、後奈良天皇の綸旨を携えて浄土宗玉松山祐福寺を訪れた左近衛中将経広という勅使の指揮下に築造されたという。
源頼朝の歌碑
1190年（建久元年）あるいは1195年（建久6年）、上洛の途上にあった源頼朝が詠んだとされる歌である。1265年（文永2年）に成立したとされる勅撰和歌集である『続古今和歌集』に収録されている。同碑は、1985年（昭和60年）2月に「名勝地歌碑建立委員会」によって建立されたものである。
井上士朗の句碑
井上士朗は江戸時代後期に活躍した名古屋の俳人で、加藤暁台から俳諧を学び、また名古屋城下では名医としても知られた。1985年（昭和60年）2月、「名勝地歌碑建立委員会」により建立される。
サクラ
- 二村山峠地蔵櫻
- 聖應禅寺しだれ櫻

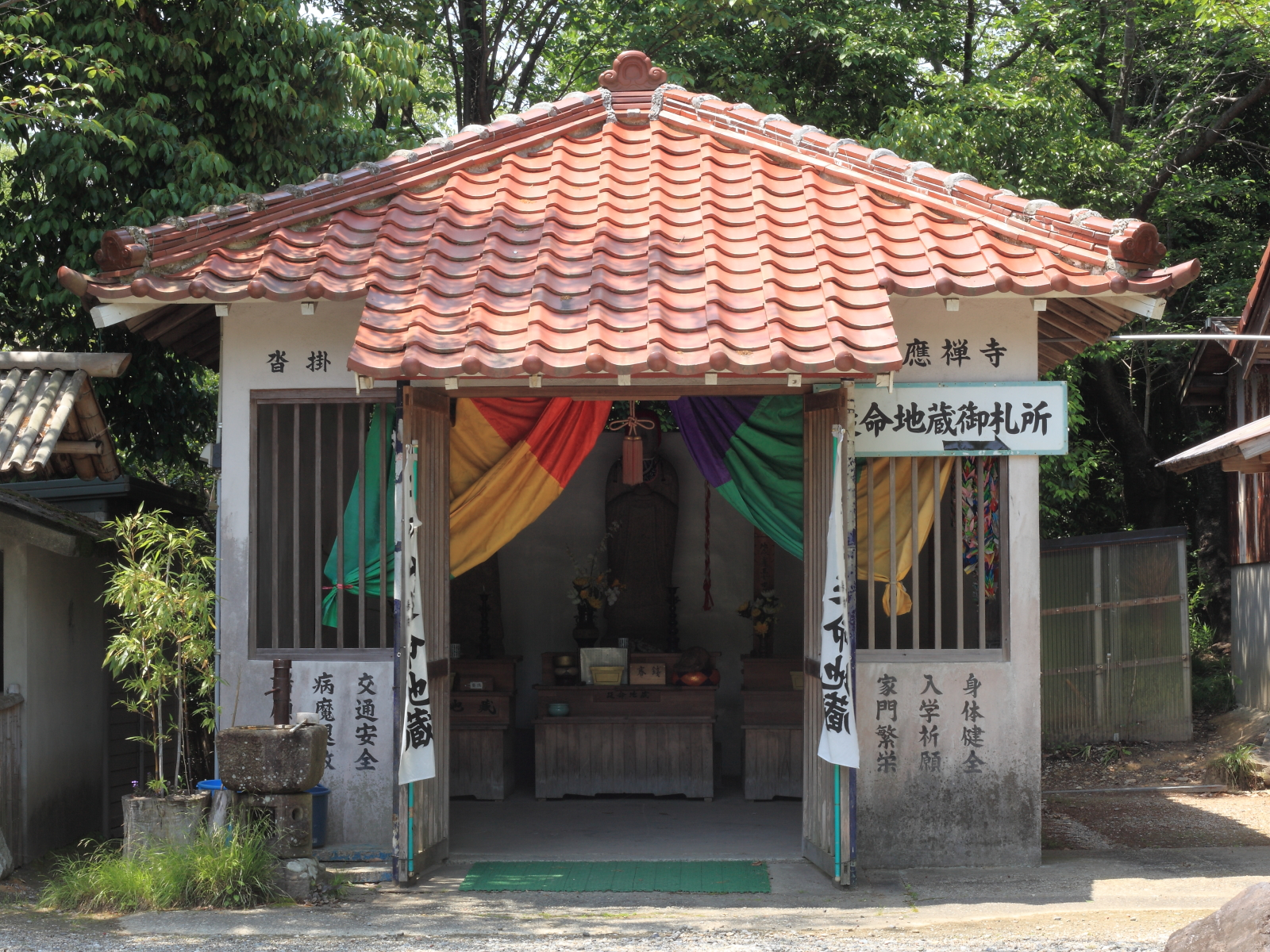
峠地蔵堂。峠地蔵尊をはじめ、3体の地蔵尊が祀られている。 （2012年（平成24年）5月）
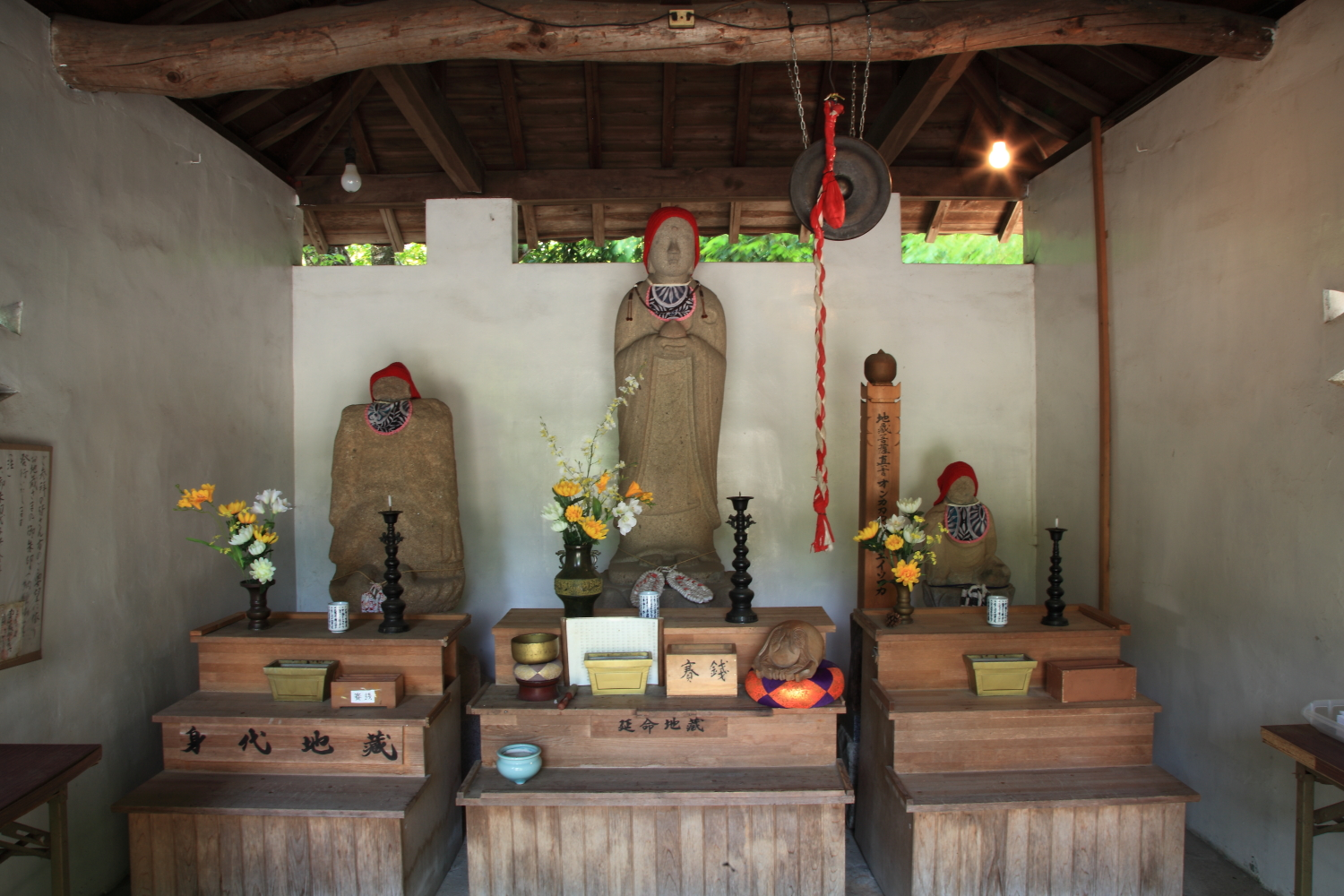
峠地蔵堂の室内。向かって左の像が峠地蔵尊である。 （2012年（平成24年）5月）
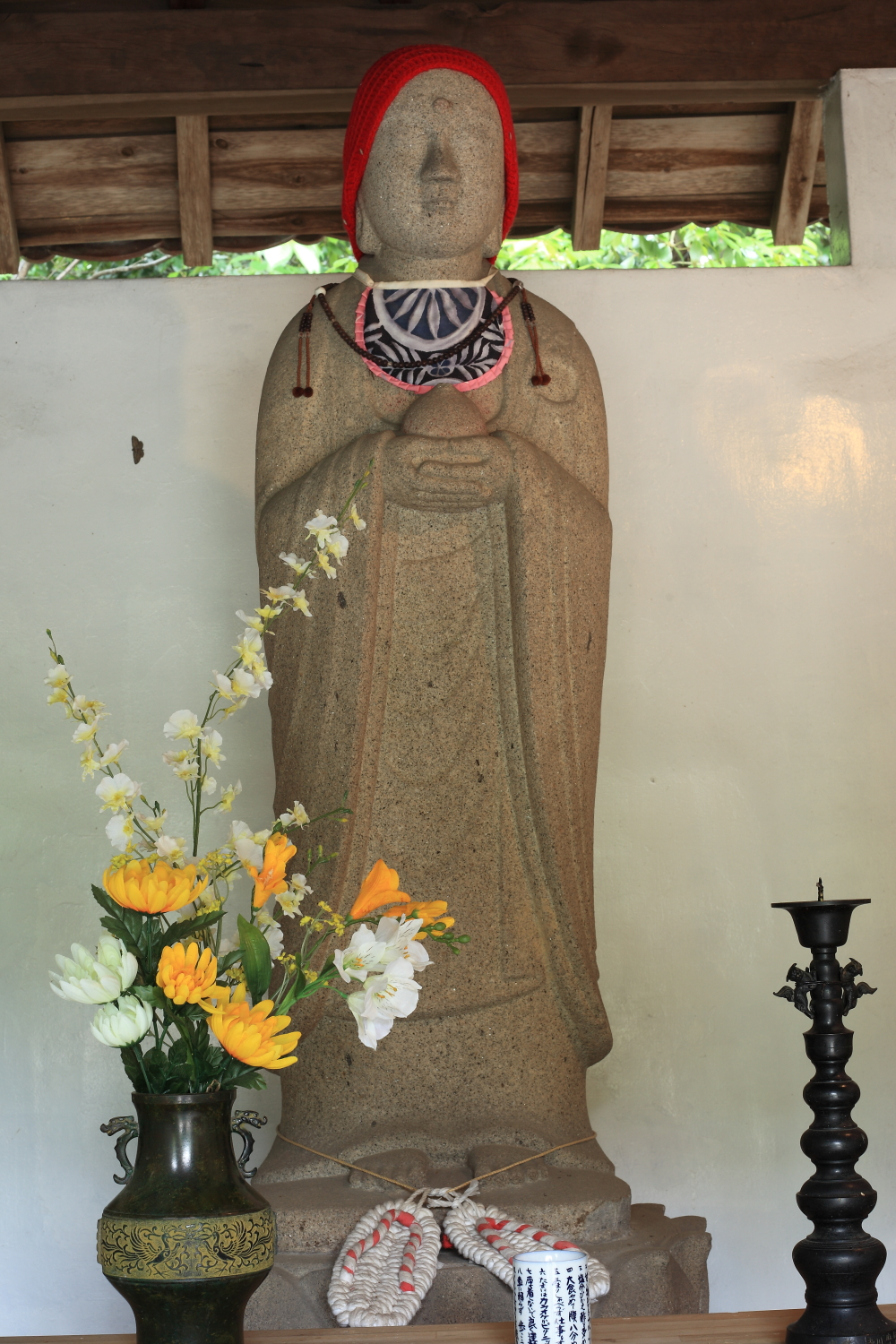
向かって中央の立像。 （2012年（平成24年）5月）
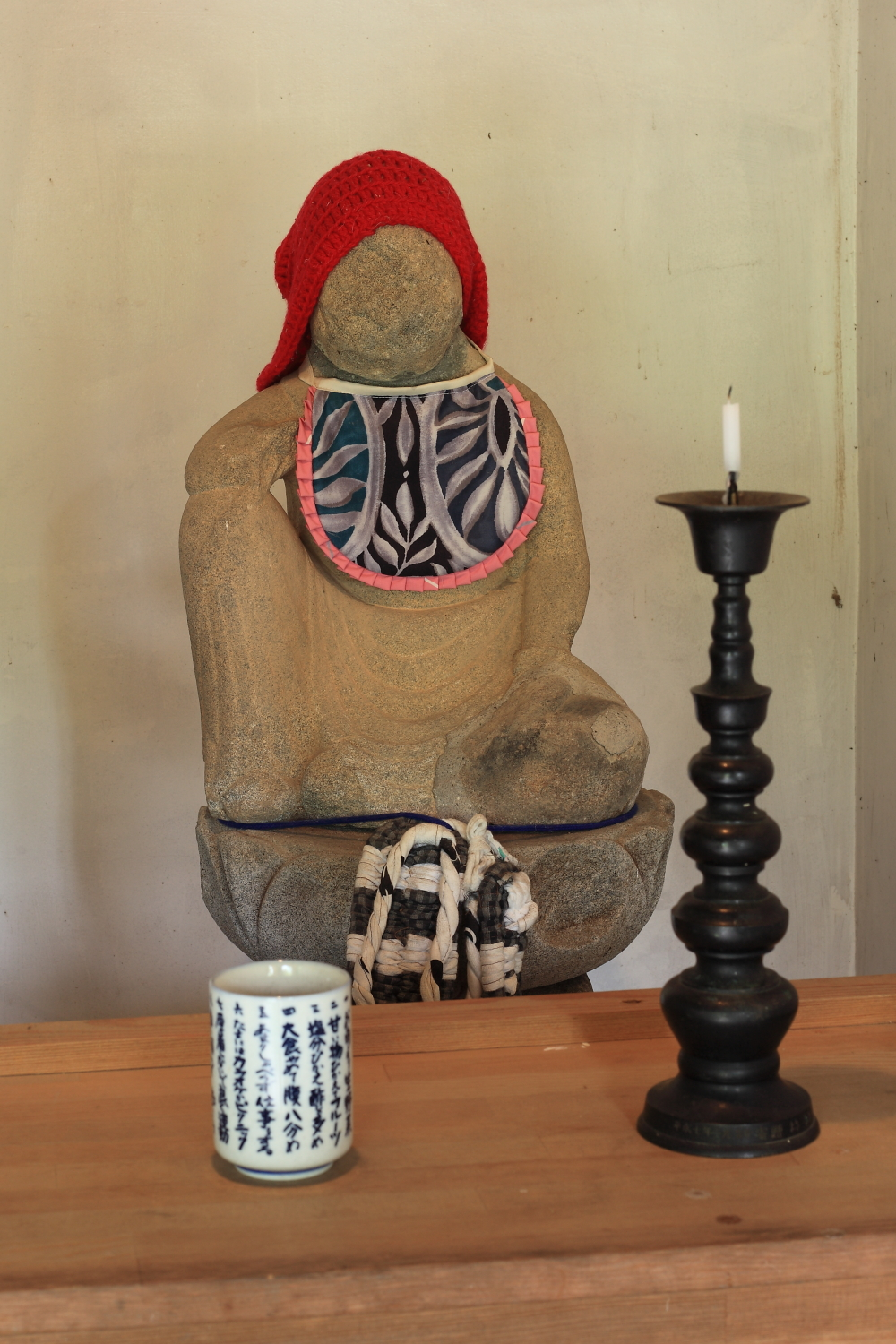
向かって右の坐像。 （2012年（平成24年）5月）
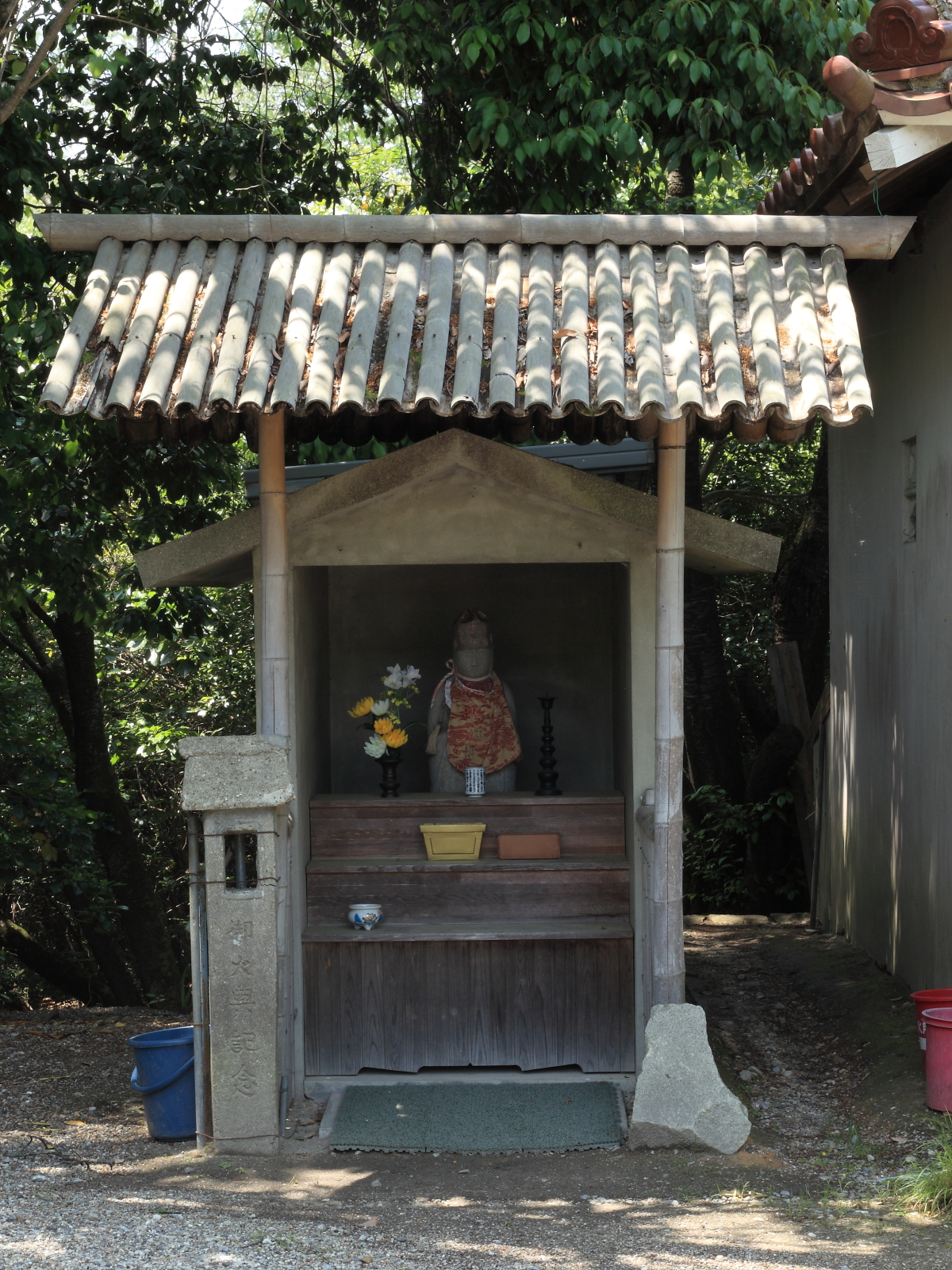
峠地蔵堂の脇にある小堂。 （2012年（平成24年）5月）
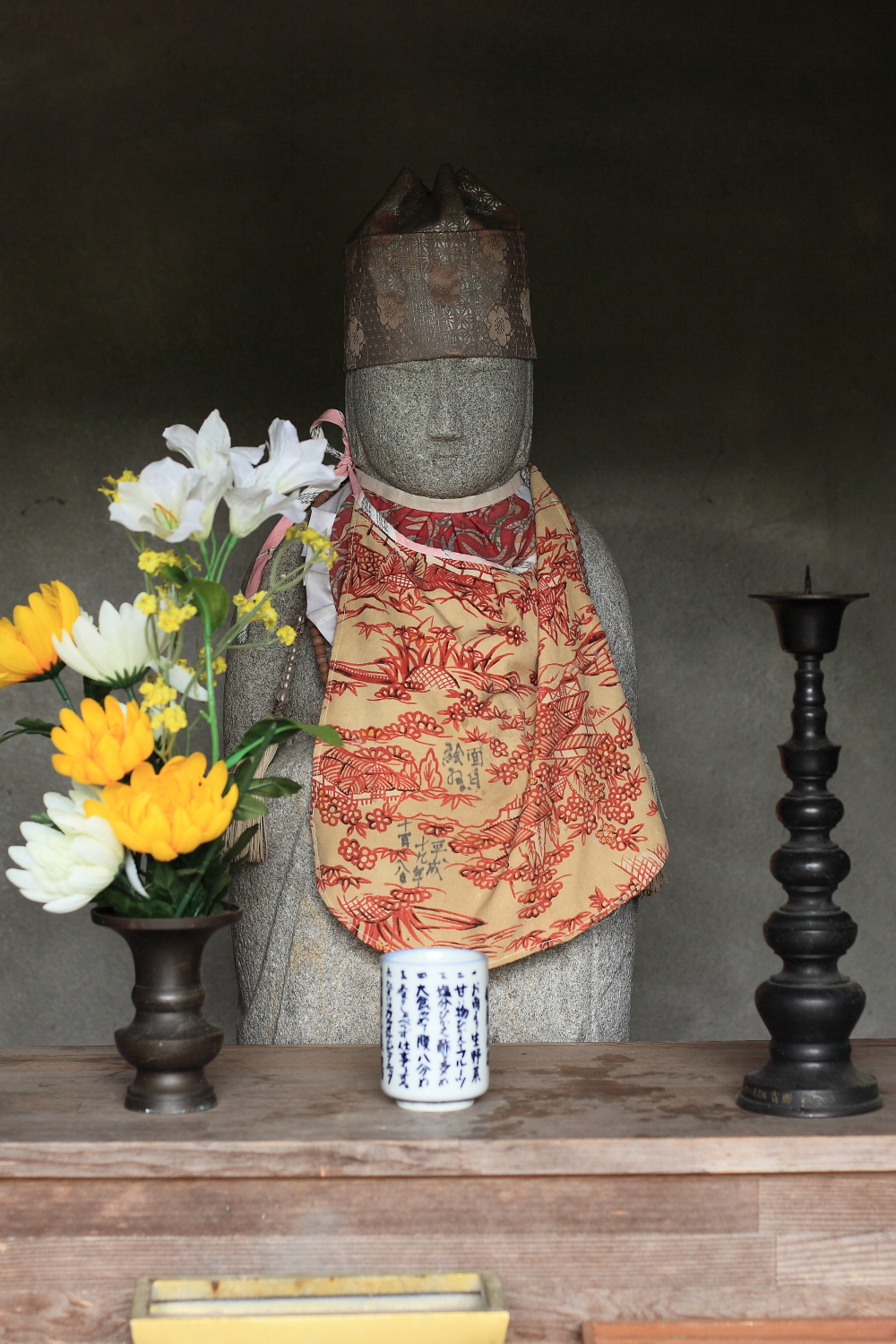
小堂に祀られている地蔵尊。 （2012年（平成24年）5月）
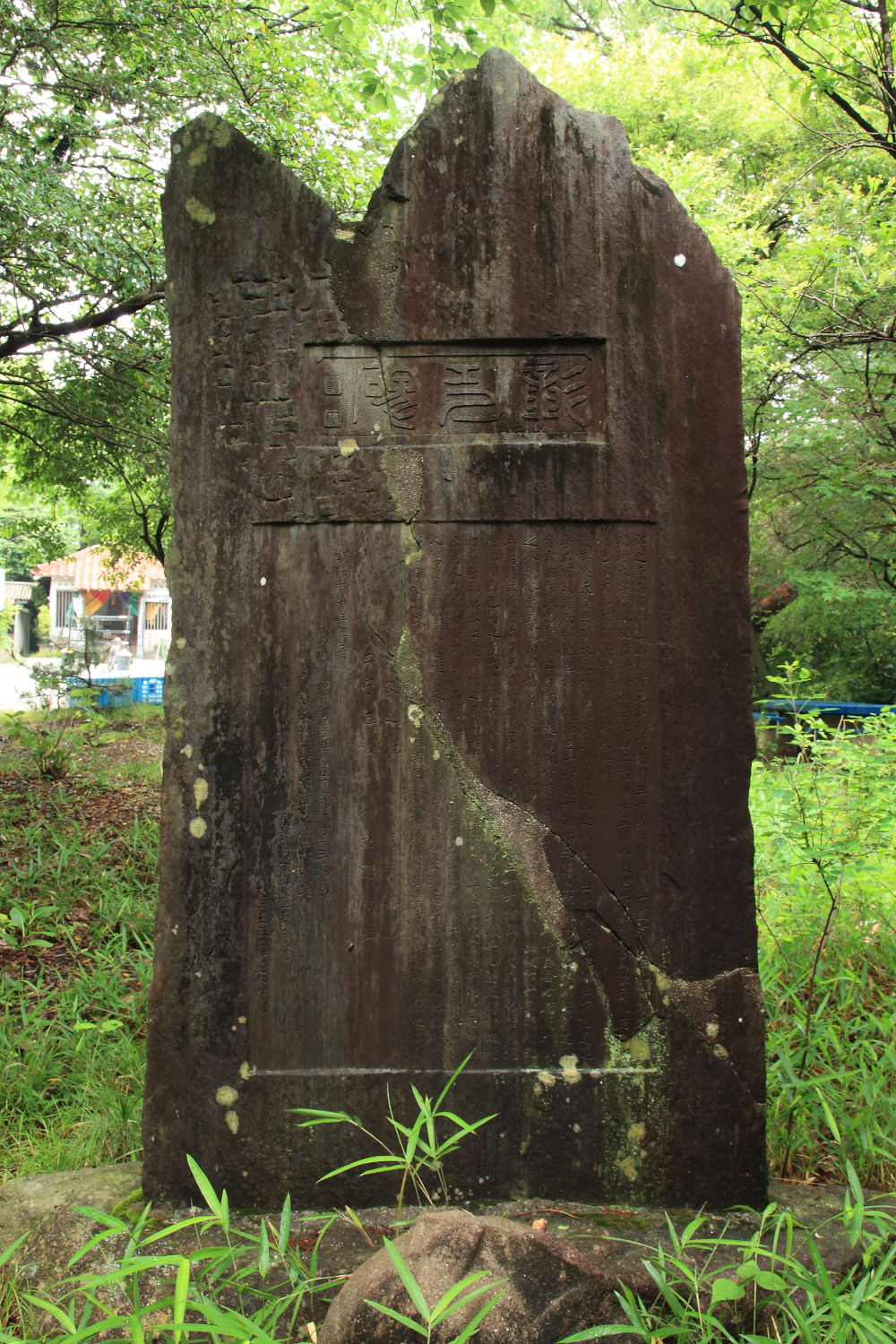
勅使池彰功碑。 （2012年（平成24年）6月）
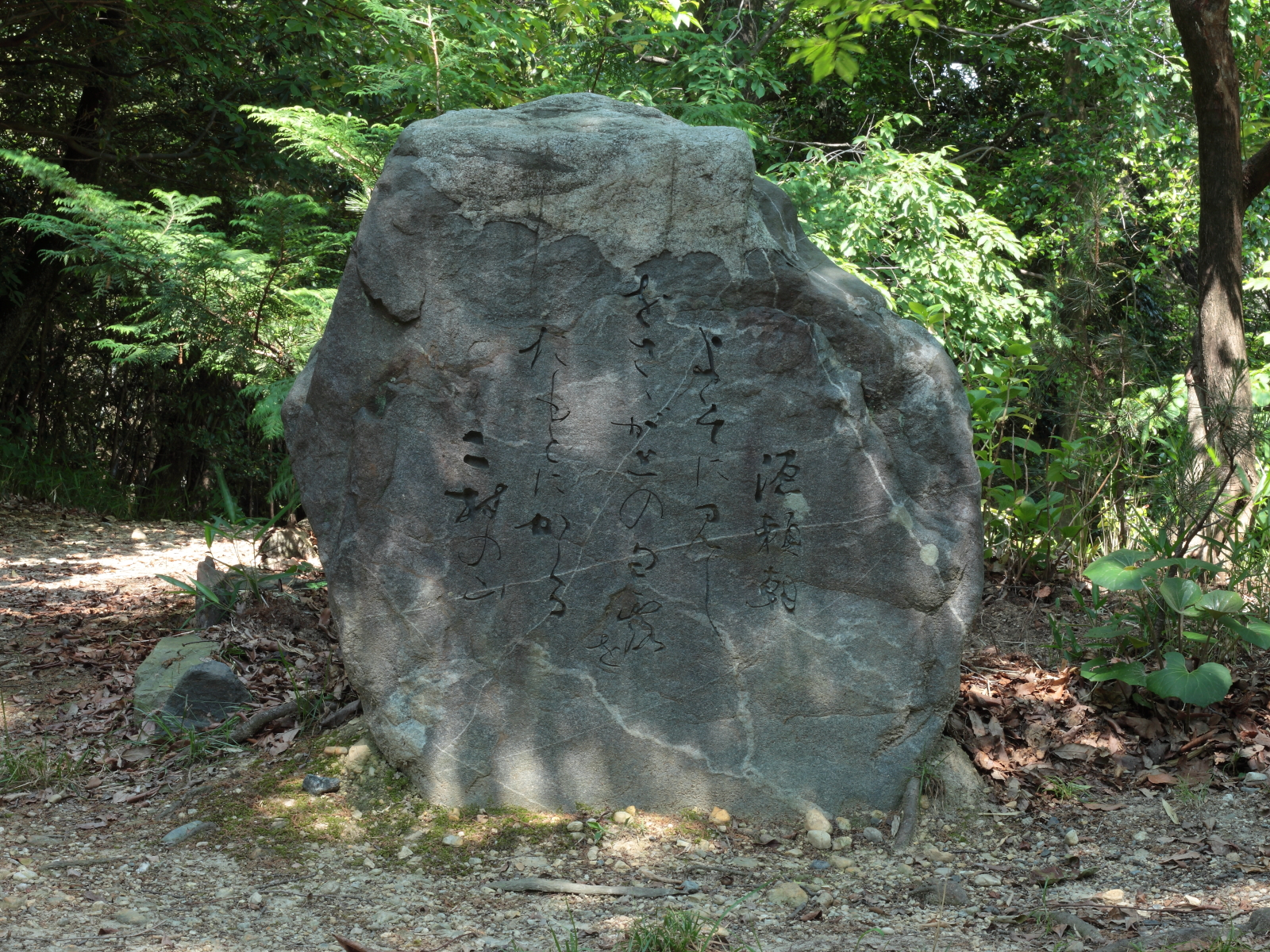
源頼朝の歌碑。 （2012年（平成24年）5月）
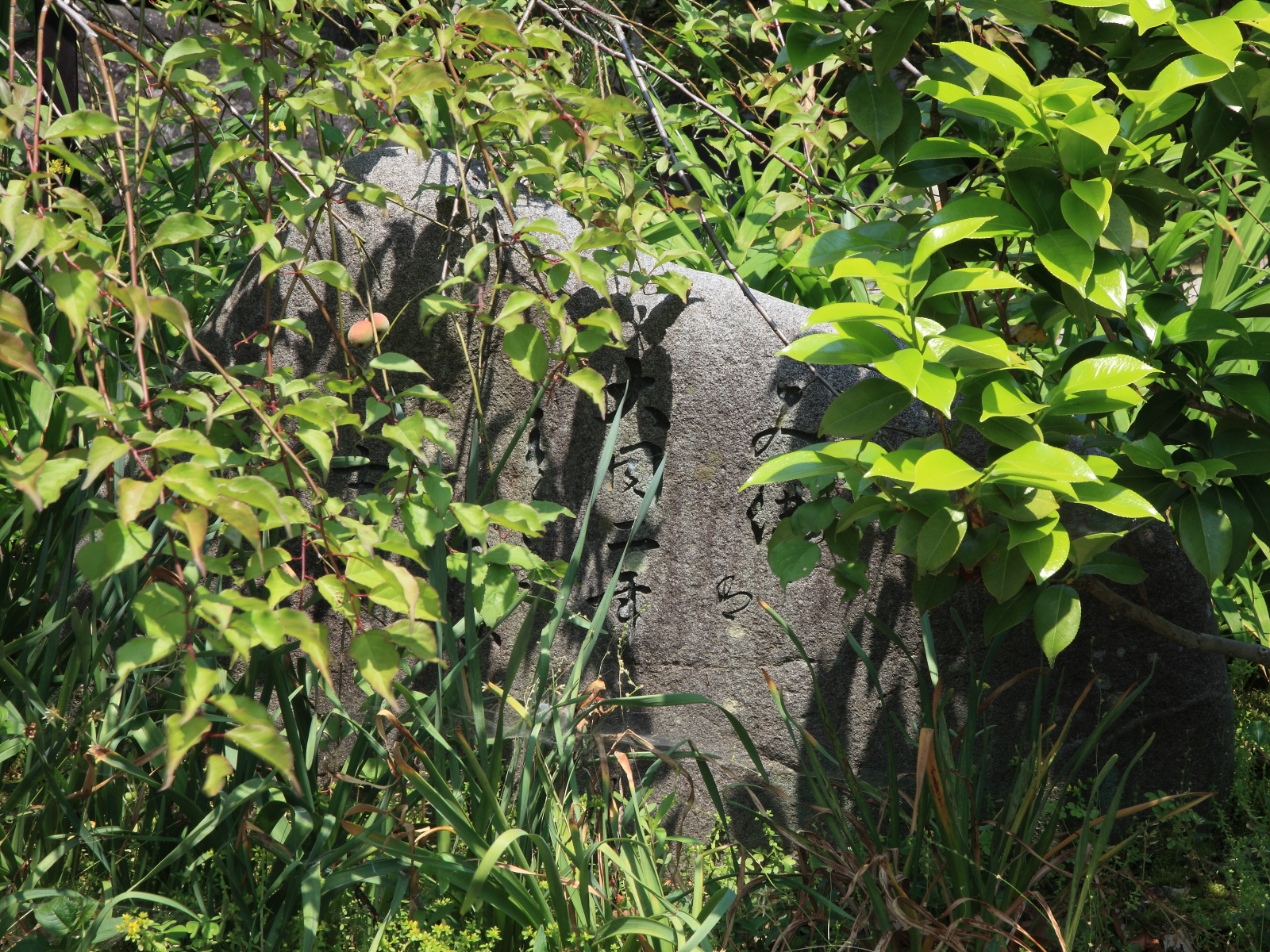
井上士朗の句碑。画像では茂みに隠れて見えにくくなっている。 （2012年（平成24年）5月）

### 展望台山道付近
伊藤両村先生之碑
豊明市指定有形文化財（1977年（昭和52年）4月1日指定）。高さ138センチメートル、幅65センチメートル。伊藤両村は江戸時代後期に活躍した尾張国の儒学者である。生家は代々村の庄屋を務めた豪商で、両村も生業を継ぐかたわら沓掛中島村（現豊明市新田町付近）の地で塾を開き門弟からの信望を集めたという。両村の恩顧や偉業を称えるために門弟らが石碑の建立を計画し、1853年（嘉永6年）、二村山の麓にそれを実現する。撰文は仙台藩の漢学者で両村との交流も深かった大槻磐渓によるもので、800文字に及ぶ漢文によって両村の人となり、業績が記されている。1908年（明治41年）に山麓から現在の位置に移されている。
石川清水の句碑
石川 喜市（いしかわ きいち、1889年（明治22年）-1955年（昭和30年））は、旧豊明村公務員・村会議員で、郷土史家でもある。郷土の文化財保護と調査にいそしみ、沓掛城址の研究でも知られている。俳句にも秀でており、俳号を「清水（せいすい）」と称して後進を指導した。句碑は、石川の死去後、門人らが追善として1956年（昭和31年）3月に建立したものである。
加藤竹翠の句碑
加藤 繁市（かとう しげいち、1901年（明治34年）-1990年（平成2年））は、豊明市の俳人である。碧海郡野田村（現刈谷市）の久野家に生まれ、後に豊明村の加藤家に入り、俳号を「竹翠（ちくすい）」と称して俳句や連句の指導につとめる。宮中への献納俳句には7回の入選を果たしており、後年には文化協会名誉会長に推挙されている。句碑は、門人らが1957年（昭和32年）3月に建立したものである。源頼朝の歌碑建立の際には揮毫も担当している。

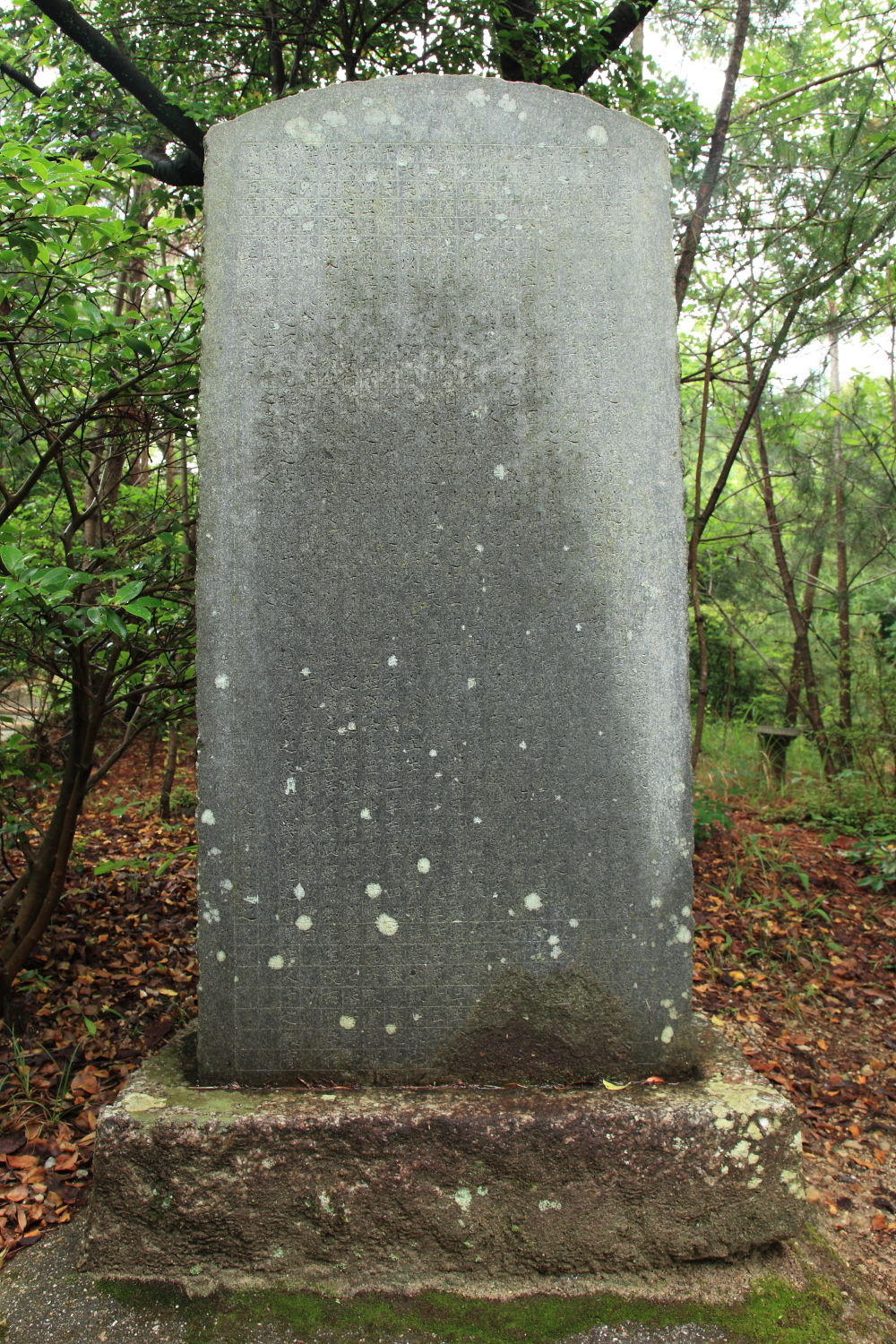
伊藤両村先生之碑 （2012年（平成24年）6月）
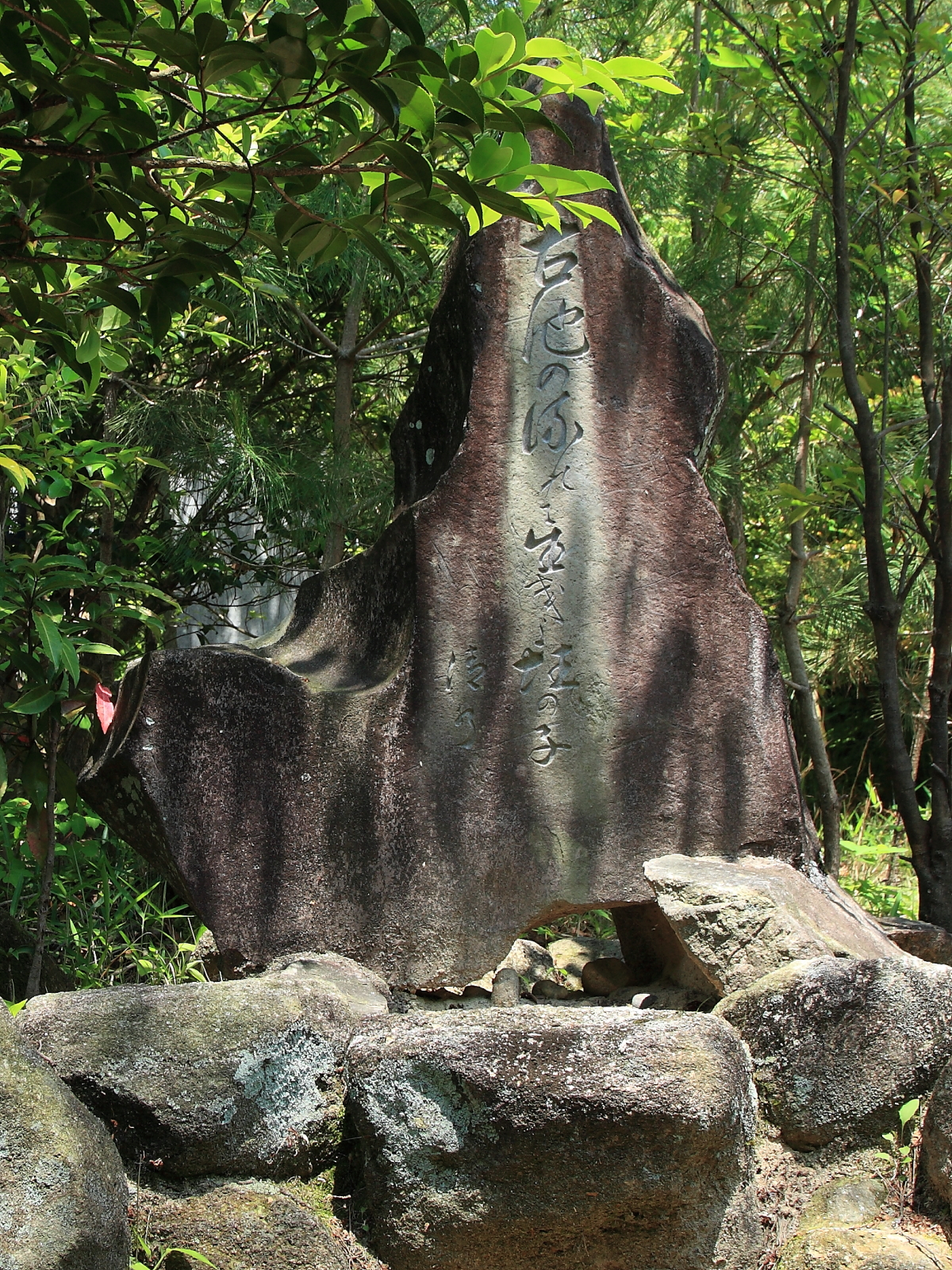
石川清水の句碑 （2012年（平成24年）5月）
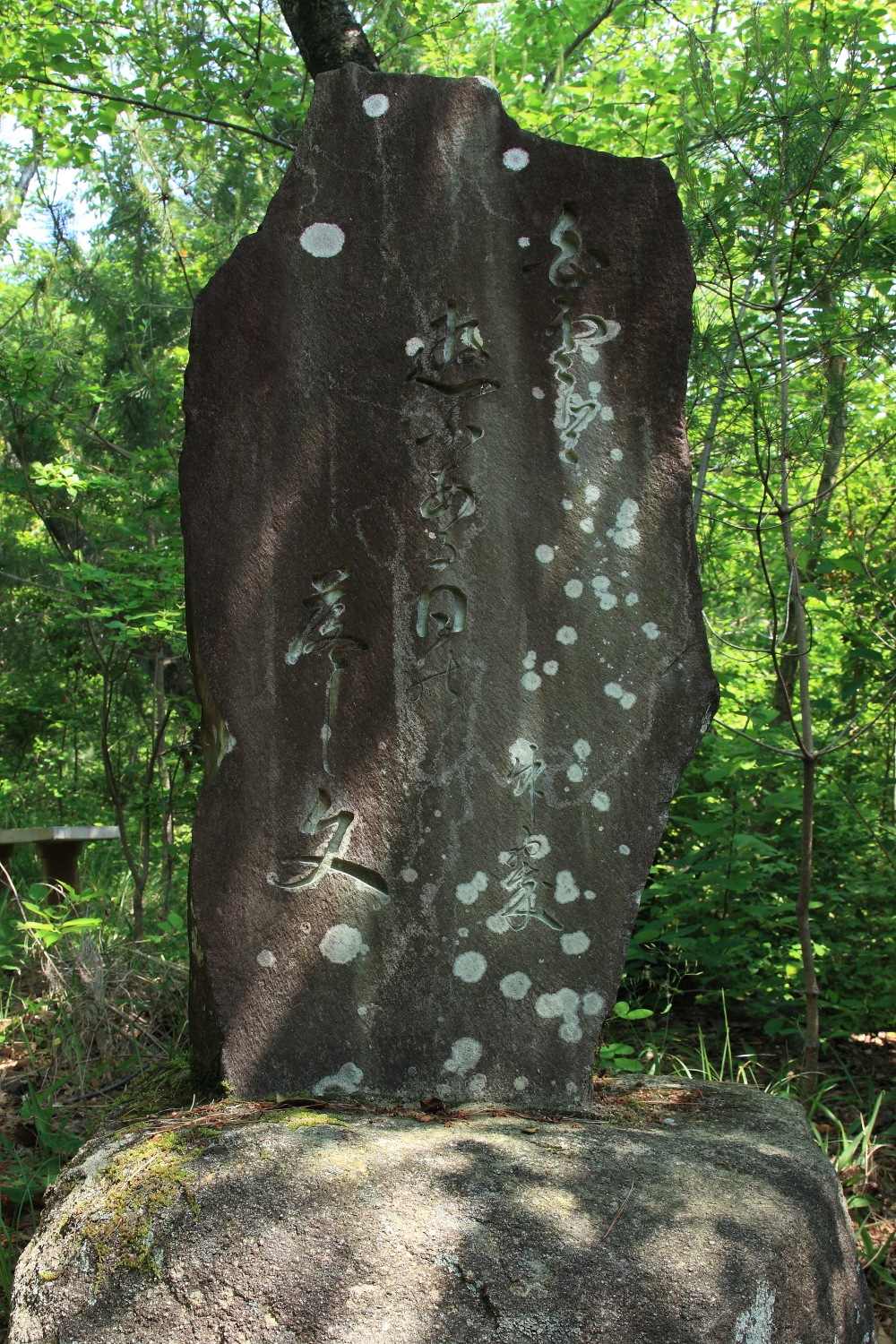
加藤竹翠の句碑 （2012年（平成24年）5月）

### 山頂付近
二村山勝地標柱
山頂部の平地にあり、高さ183センチメートル、一辺24センチメートル四方の標柱で、大正天皇の即位を祝して愛知県が県内各所の名所旧跡に立てたもののひとつである。東面には「二村山勝地　愛知縣」、西面には「此地眺望絶佳ニシテ往古官道ニ當リシヲ以テ歌詠顕ル多シ今亦大典ニ當リ辱クモ悠紀地方風俗舞ノ歌ニ入ルヲ得タリ　大正四年十一月　豊明村」と刻まれている。
大嘗祭悠紀歌（だいじょうえゆきうた）碑
山頂部の平地にあり、高さ200センチメートル、幅98センチメートル、厚み15センチメートルの碑文で、1920年（大正9年）11月に除幕式が行われている。先の1915年（大正4年）、大正天皇即位後の大嘗祭に際して斎田を卜定（ぼくじょう）したところ愛知県が斎国（いつきのくに）に決まり、悠紀殿で披露される風俗舞の歌に二村山を詠った黒田清綱の詠歌が選ばれたことを記念し、有志たちによって建碑された。揮毫は清綱自身のもので、「大嘗祭悠紀歌二村山　正二位源清綱　君か代によそへてを見んと紀ハなる松と竹との婦たむらの山」と刻まれている。
切られ地蔵尊
豊明市指定有形文化財（1977年（昭和52年）4月1日指定）。山頂の三角点近くにあり、胴体が上下に斜めに切断された形で上下に分かれている珍しい形態の地蔵菩薩像で、別名「袈裟切り地蔵」ともいわれる。元の露仏であった峠地蔵尊は長年の風雨にさらされ、江戸時代初期にはすでに破損いちじるしい状態であったのか、「古来仏依会大破建立之延宝七己未年」という銘文により1679年（延宝7年）に建立されたとみられるこの石仏をもって「身代わり地蔵の身代わり」として安置されたと考えられている。本来、完全な形状の地蔵菩薩像であったはずの当石仏であるが、1740年（元文5年）に落雷の憂き目に遭い、現在の形のように裂けてしまったという。
岳輅の句碑
『麻刈集（あさかりしゅう）』は、1794年（寛政6年）に井上士朗の編集により刊行された句集である。 岳輅は真宗大谷派仏教山乗西寺（じょうさいじ、現名古屋市千種区仲田）の住職で、尾張俳壇の重鎮として知られる。井上と共に二村山に月見に訪れた際に詠んだのがこの句である。同碑は、1985年（昭和60年）2月に「名勝地歌碑建立委員会」によって建立されたものである。

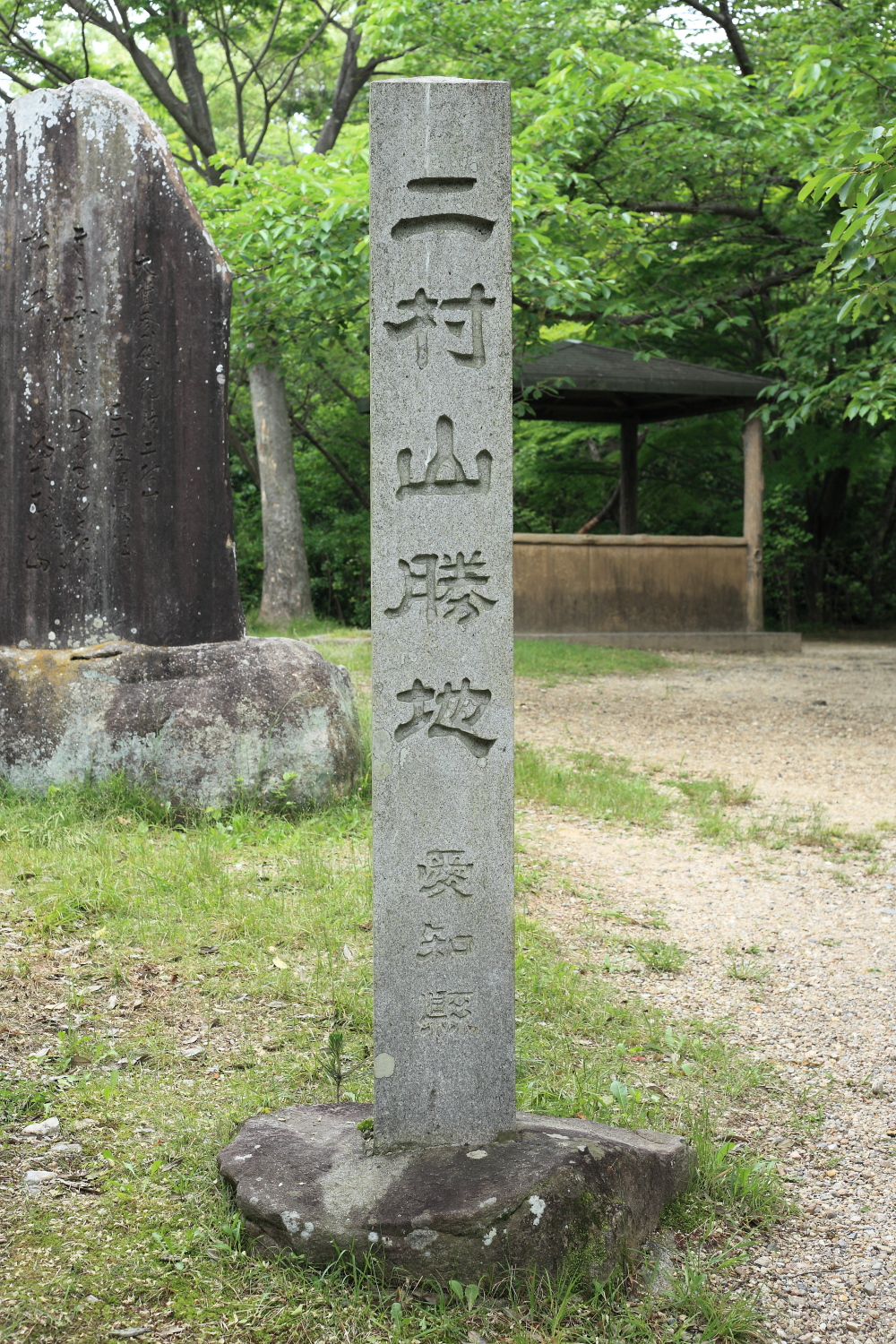
二村山勝地標柱。 （2012年（平成24年）5月）
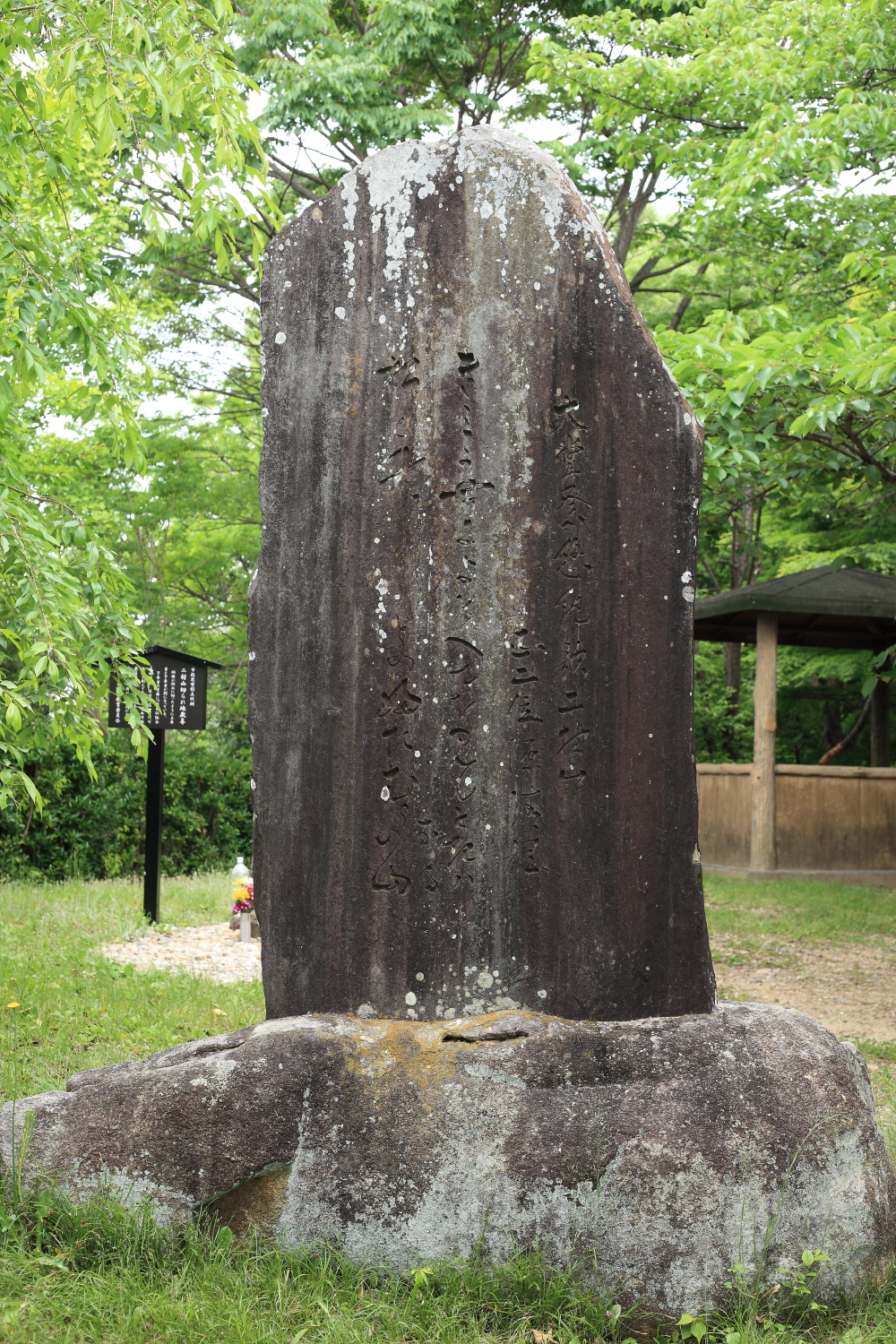
大嘗祭悠紀歌碑。 （2012年（平成24年）5月）
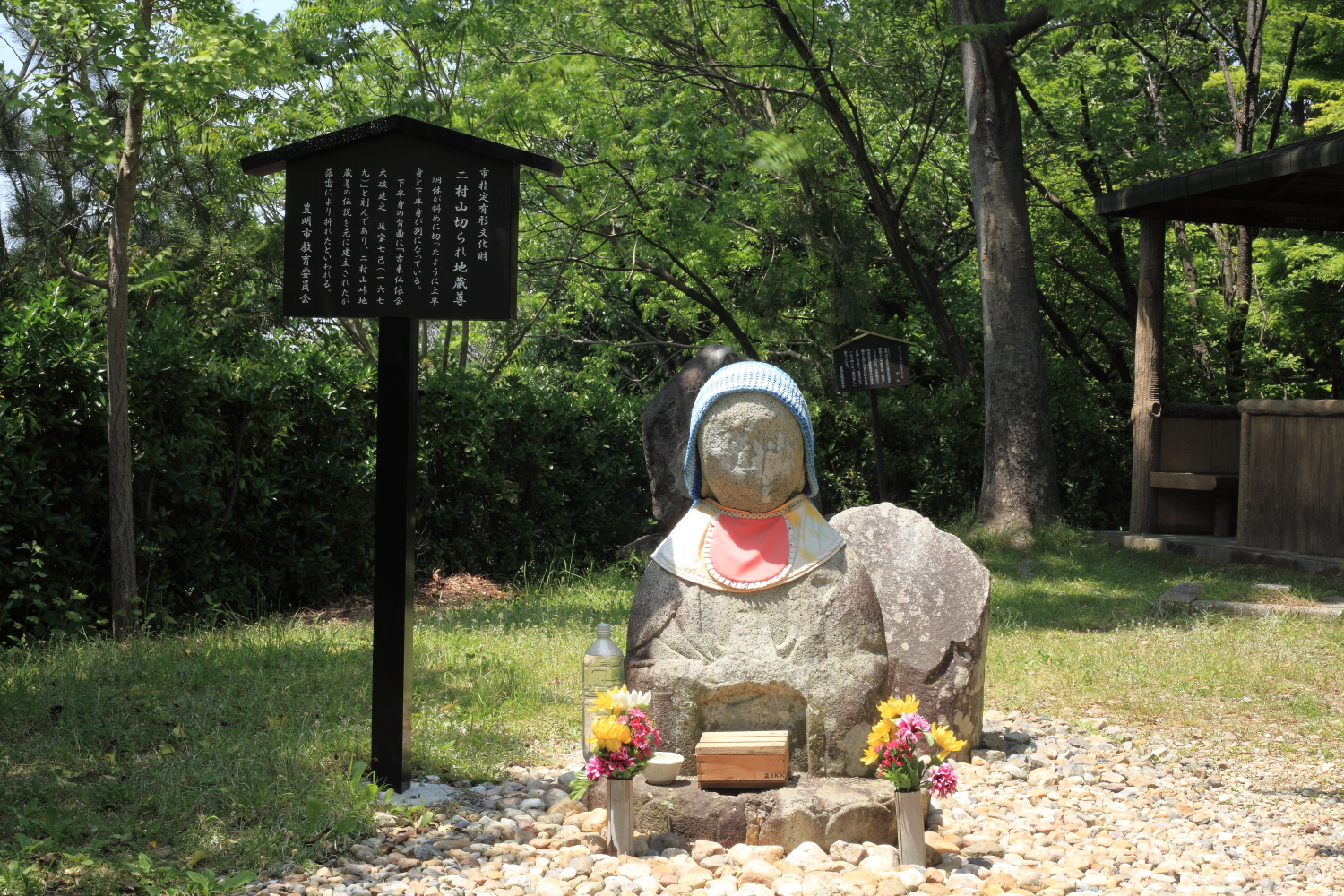
山頂にある切られ地蔵尊。 （2012年（平成24年）5月）
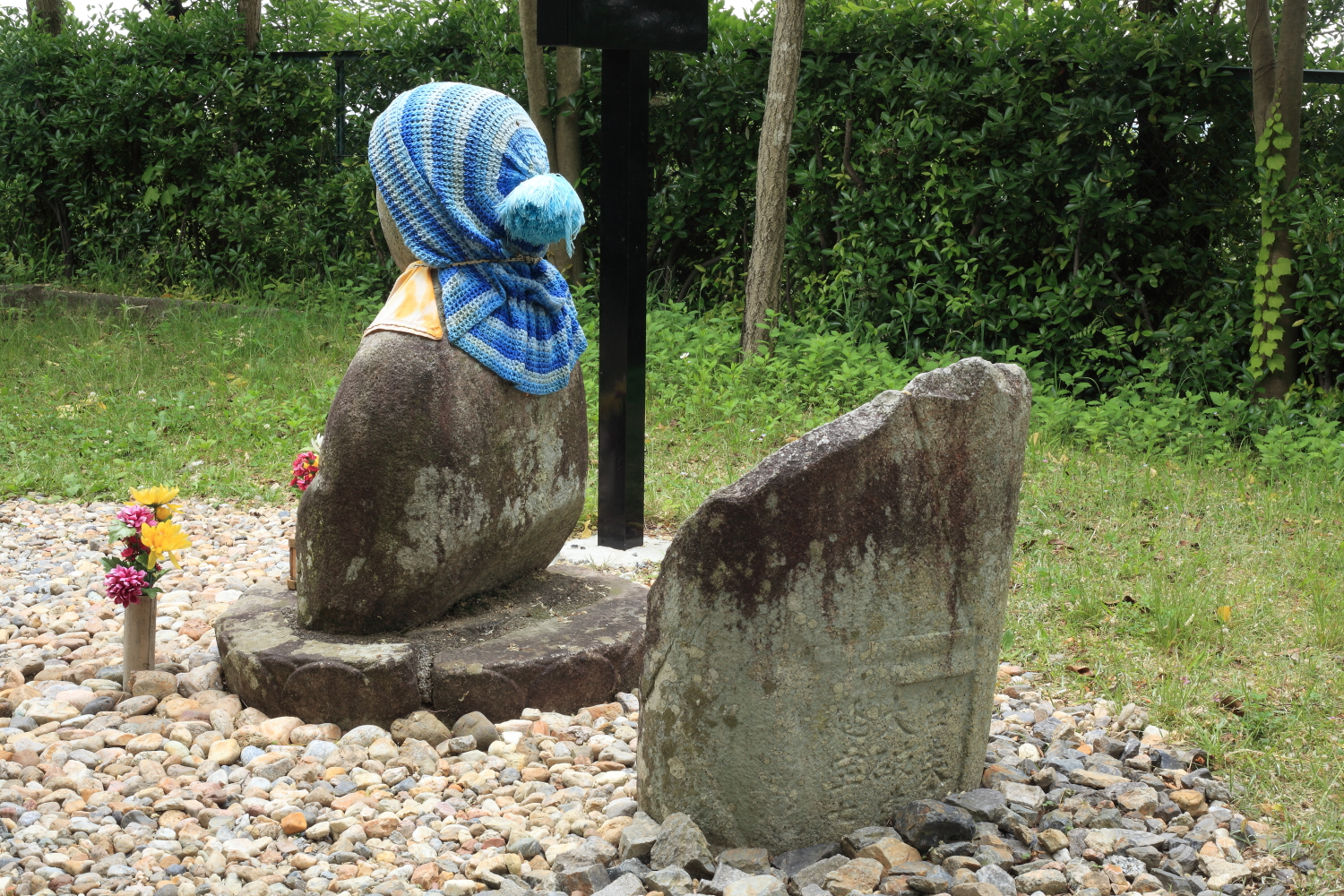
切られ地蔵尊を背面から見たところ。 （2012年（平成24年）5月）
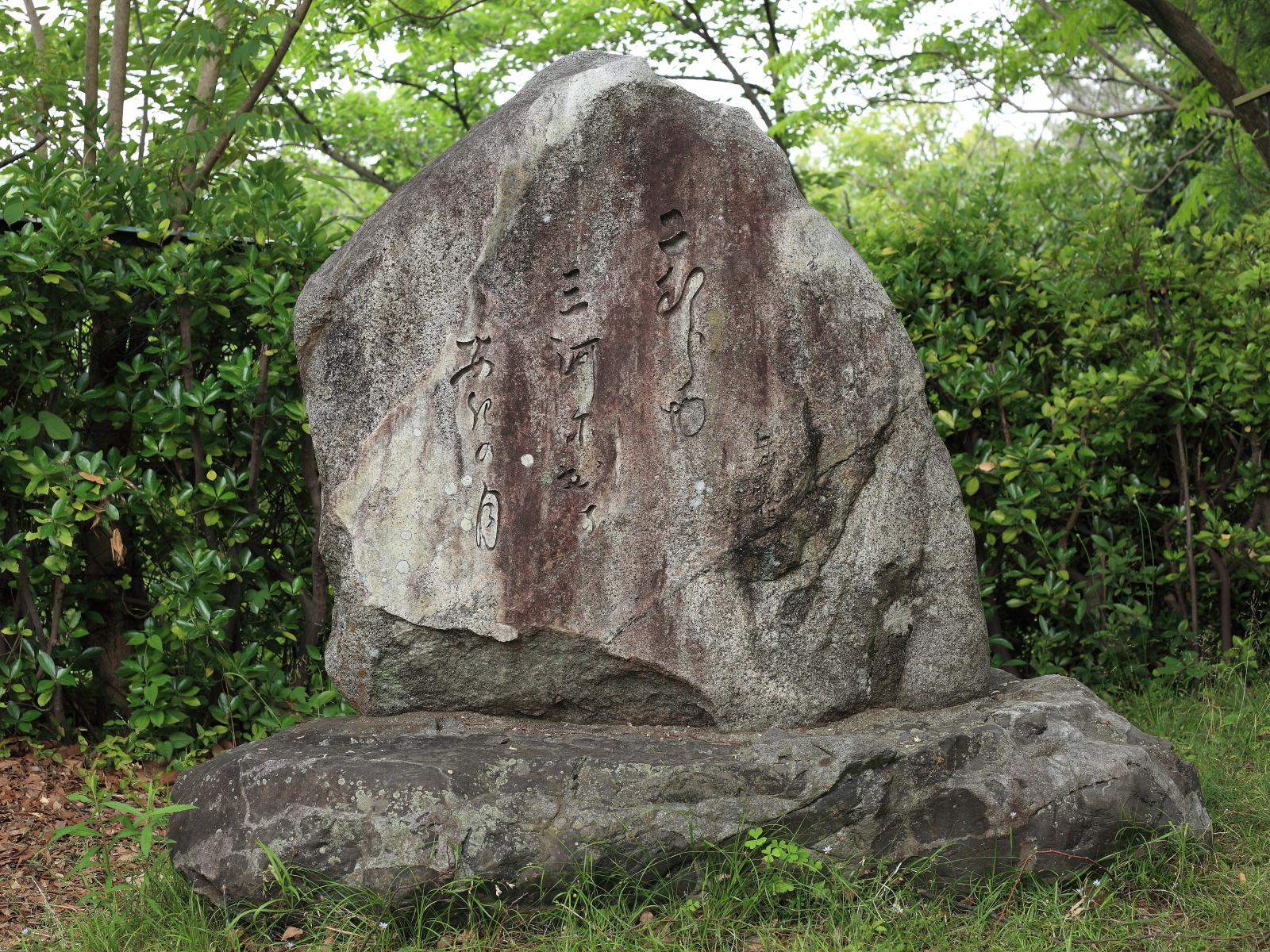
岳輅の句碑。 （2012年（平成24年）5月）

二村山展望台
1990年（平成2年）4月、1971年（昭和46年）に建造された展望台を改装する形で現在の展望台がオープンする。高さ13.5メートル、三層をなし、北面には豊明市の市章がデザインされ、最上部はドームを模している。展望部には眺望できる山名や施設名を説明した鳥瞰図があり、2007年（平成19年）には愛知県観光施設費等補助金を受けてリニューアルしている。
全方位360°の俯瞰が可能であり、北西から東にかけては名古屋市街や伊吹山をはじめとした伊吹山地、御嶽山、猿投山、中央アルプスや南アルプス、南西では名港トリトンや四日市コンビナート等を望むことができる。ただし遠方の山地まで望めるのは空気の乾燥した冬季が主であり、また、特に北面の名古屋市街を望む方角では、初夏から秋にかけては北接する木立が展望台の高さにまで生い茂り、視界が妨げられがちとなる。

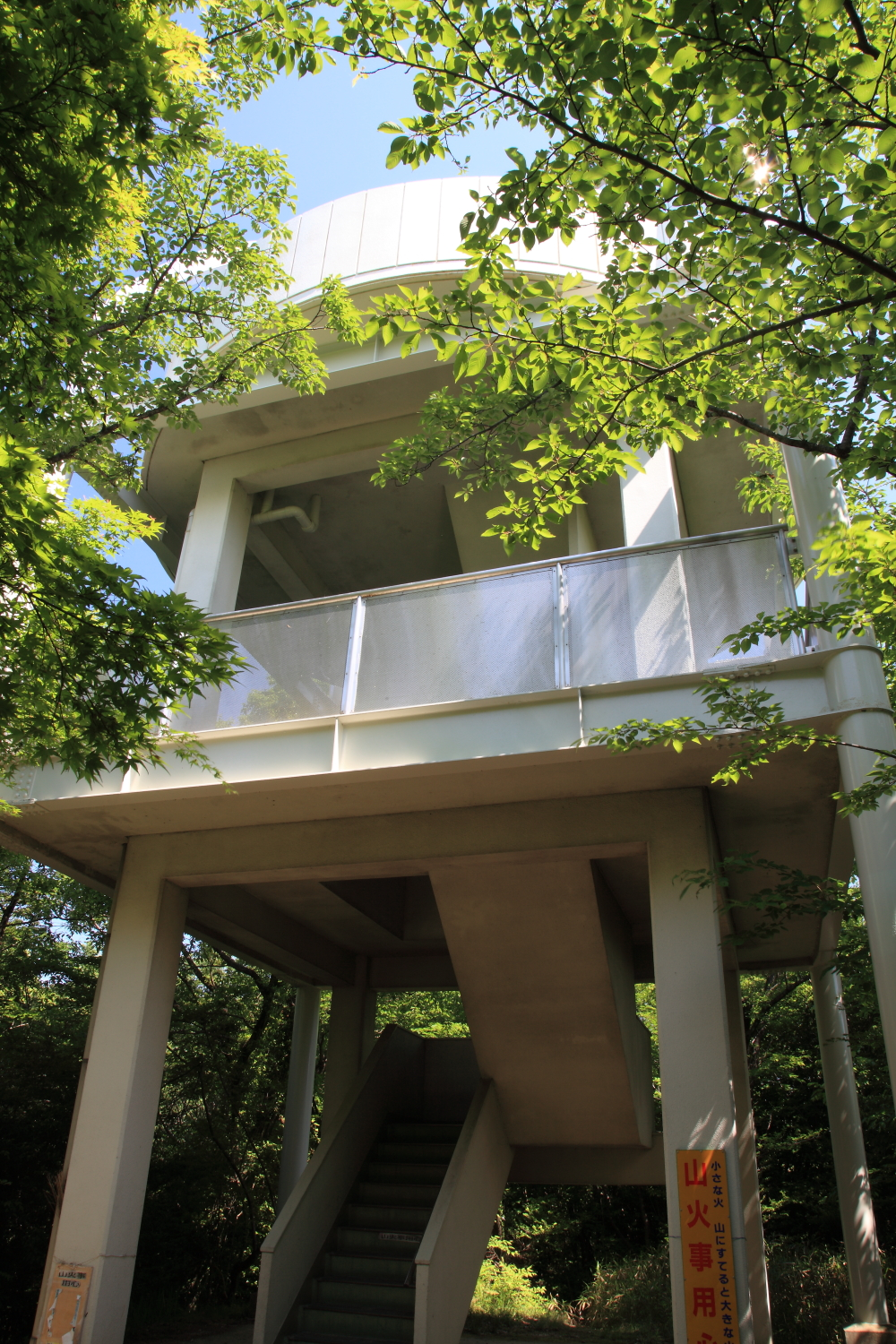
二村山展望台。 （2012年（平成24年）5月）
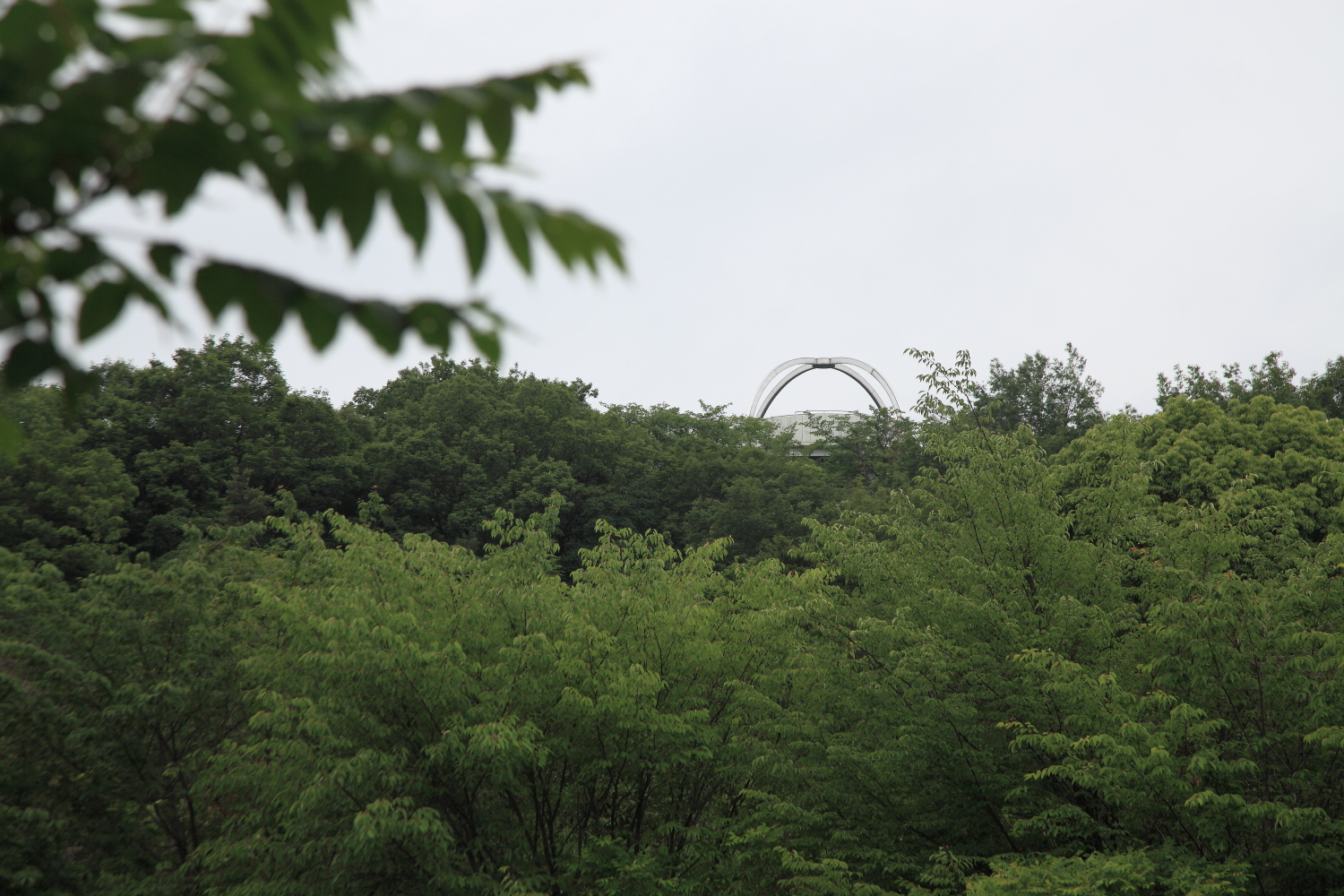
二村山駐車場から見た二村山展望台。 （2012年（平成24年）5月）
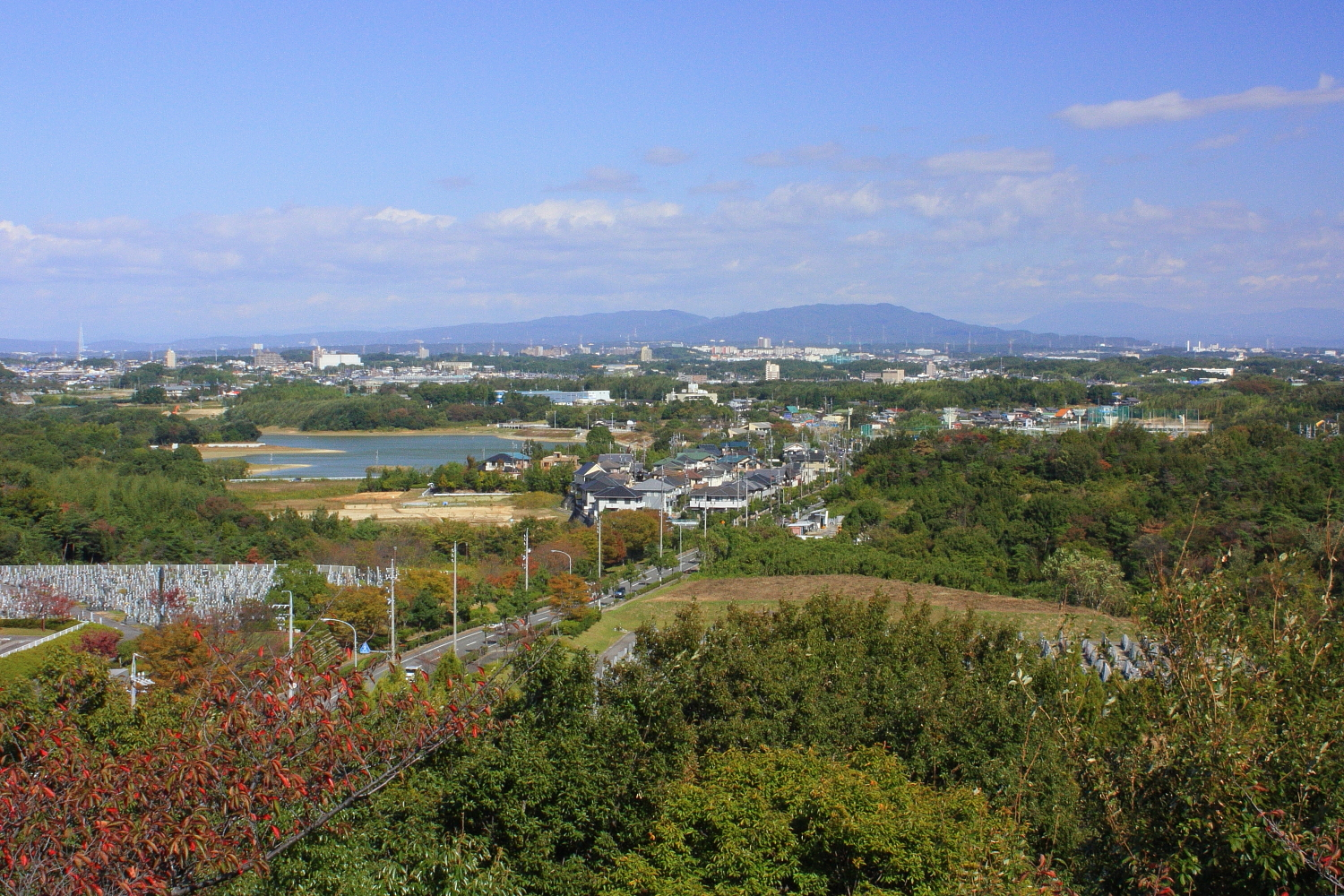
北東面の眺望。画面中央左のため池は勅使池、遠方のなだらかな山稜を持つのは猿投山である。猿投山の右に恵那山とそれに連なる山々が見える。 （2009年（平成21年）10月）
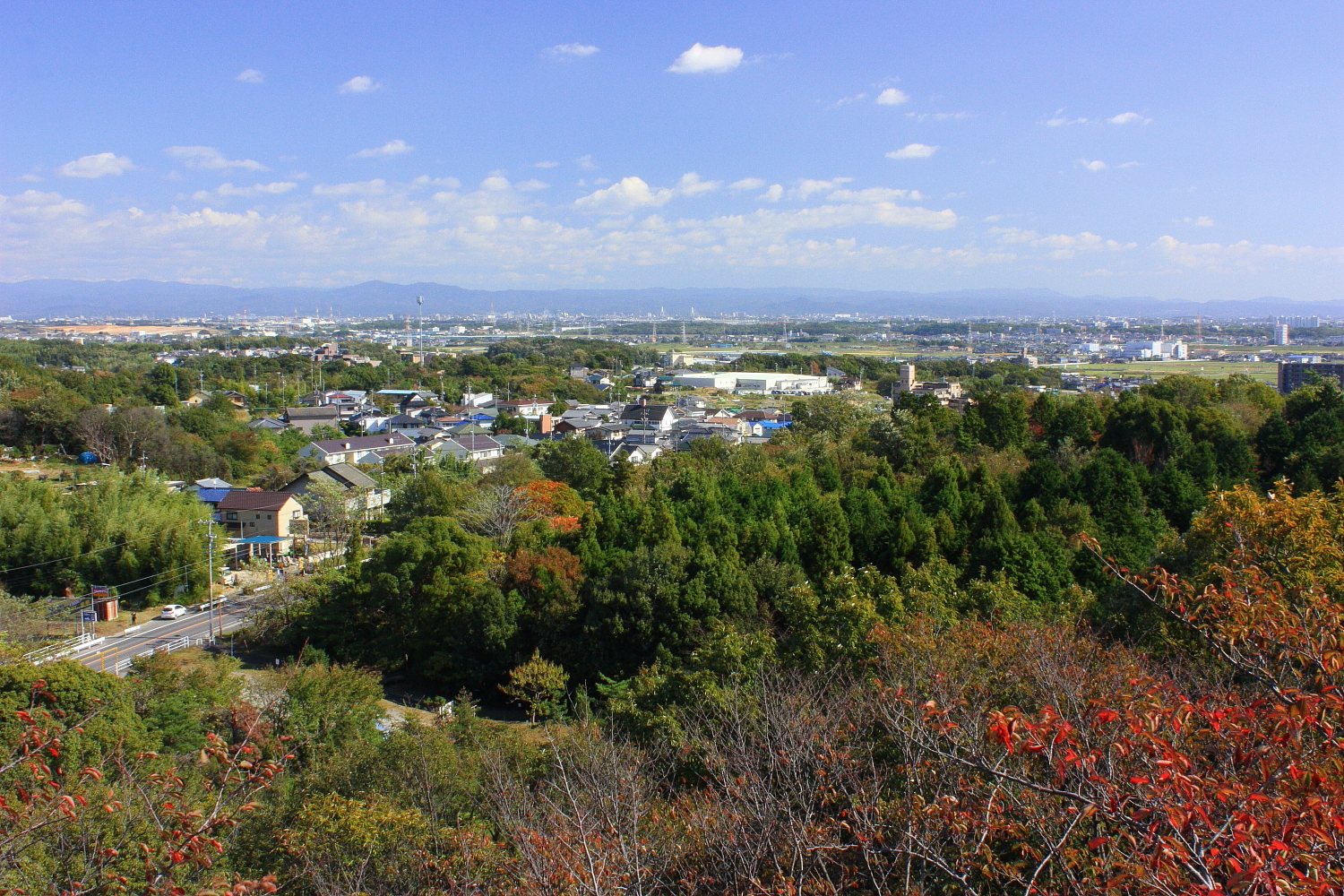
東面の眺望。豊田市方面を見ており、平野の最奥部にかすかに豊田アローズブリッジが認められる。 （2009年（平成21年）10月）
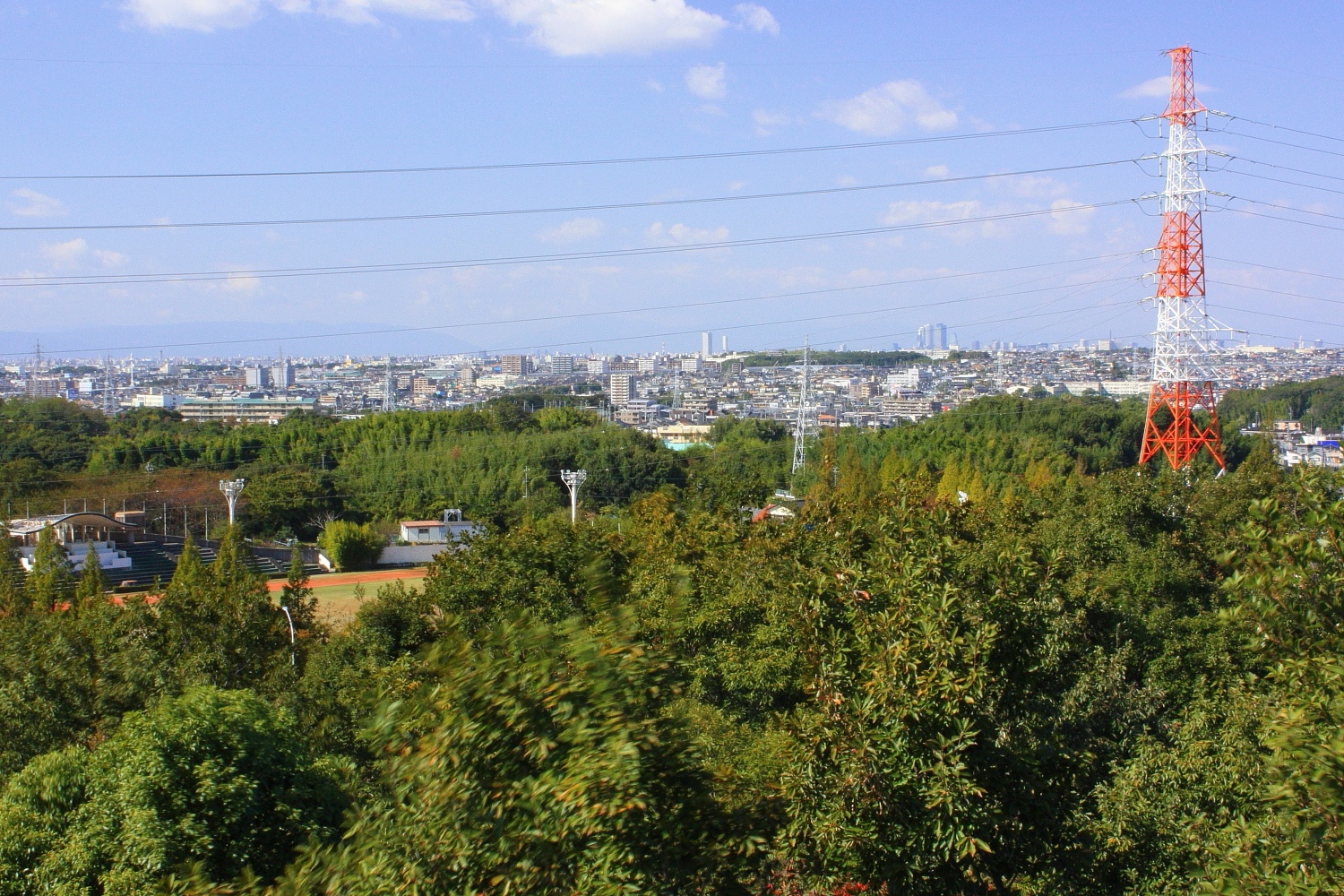
北西面の眺望。名古屋市中村区・中川区方面を見ている。 （2009年（平成21年）10月）
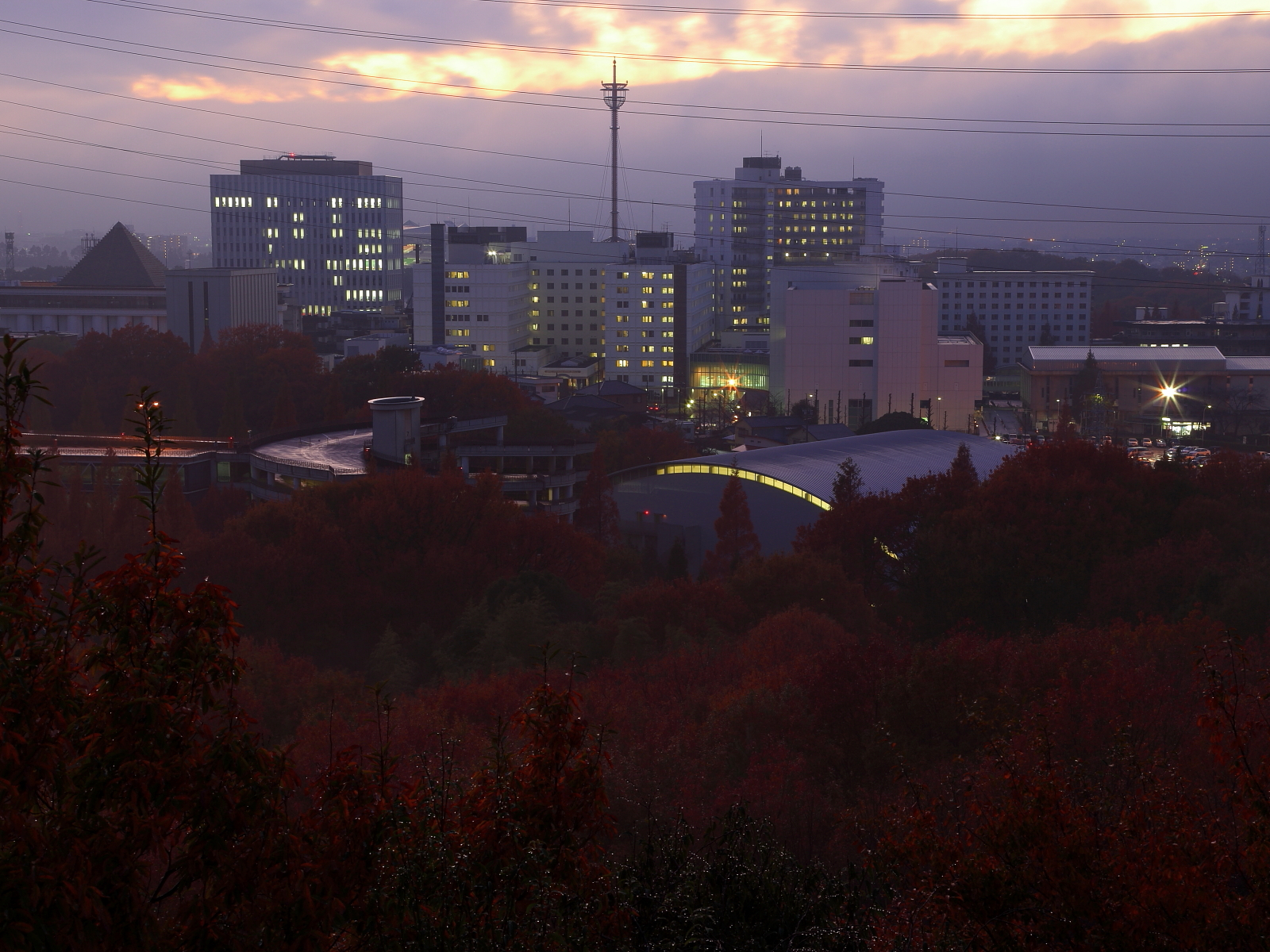
西方ではすぐ眼下に隣接する藤田医科大学・付属病院の偉容を一望できる。 （2009年（平成21年）12月）
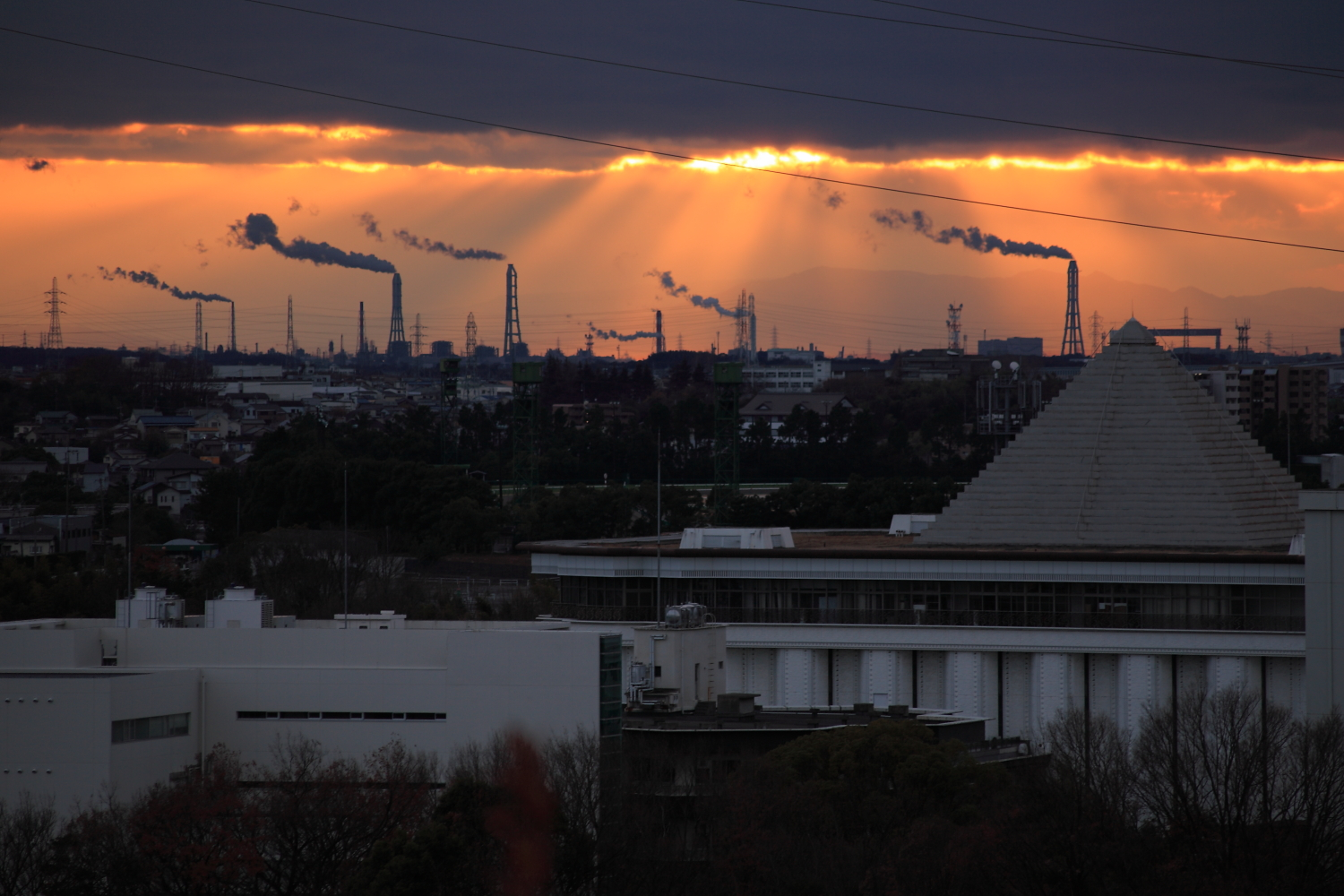
南西面の眺望。東海市にある臨海工業地帯の煙突群である。 （2010年（平成22年）1月）
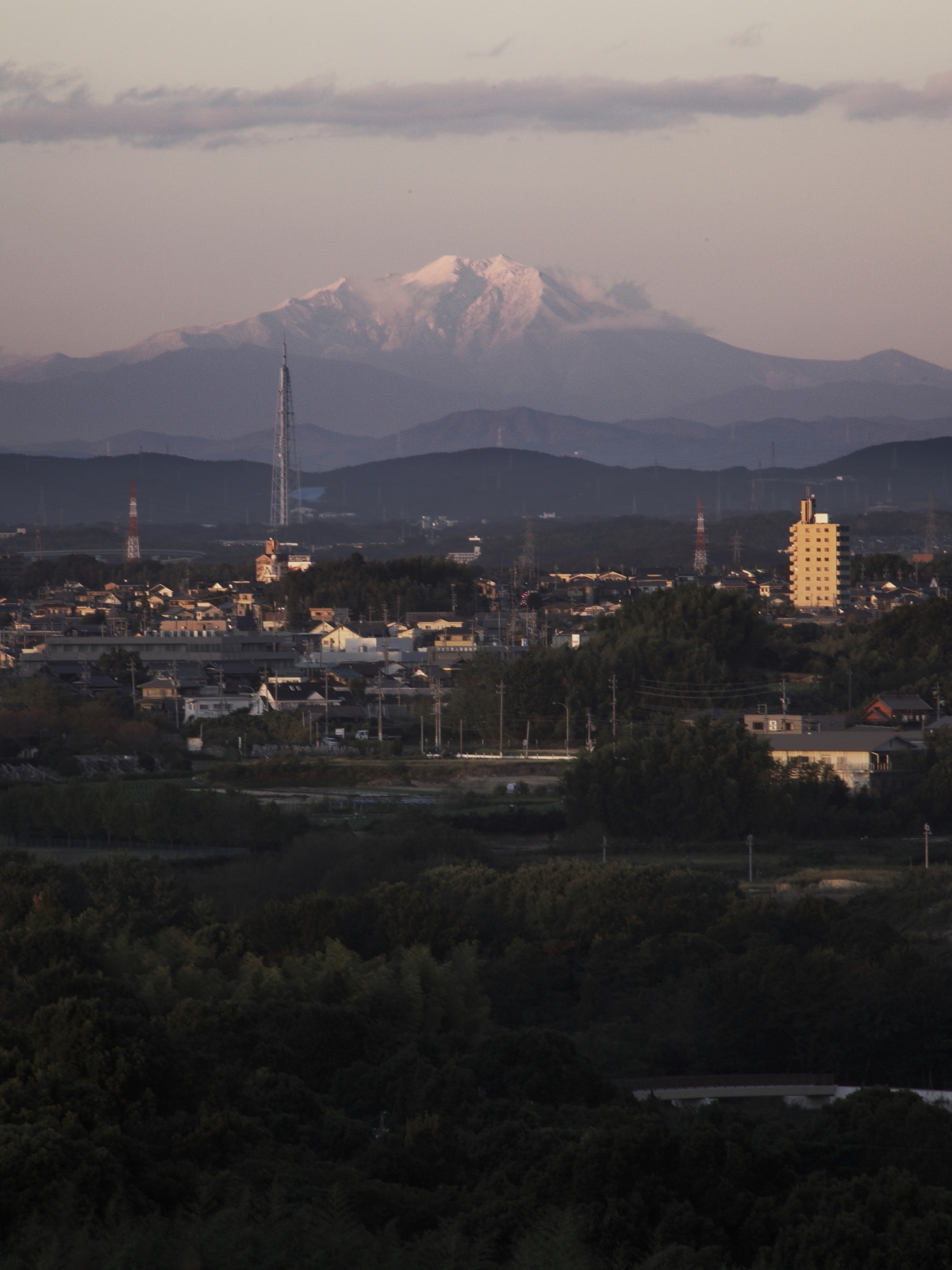
北東面の眺望。秋や冬の晴れた日には御嶽山をはっきりと望むことができる。手前に望む塔は瀬戸デジタルタワー。 （2010年（平成22年）11月）
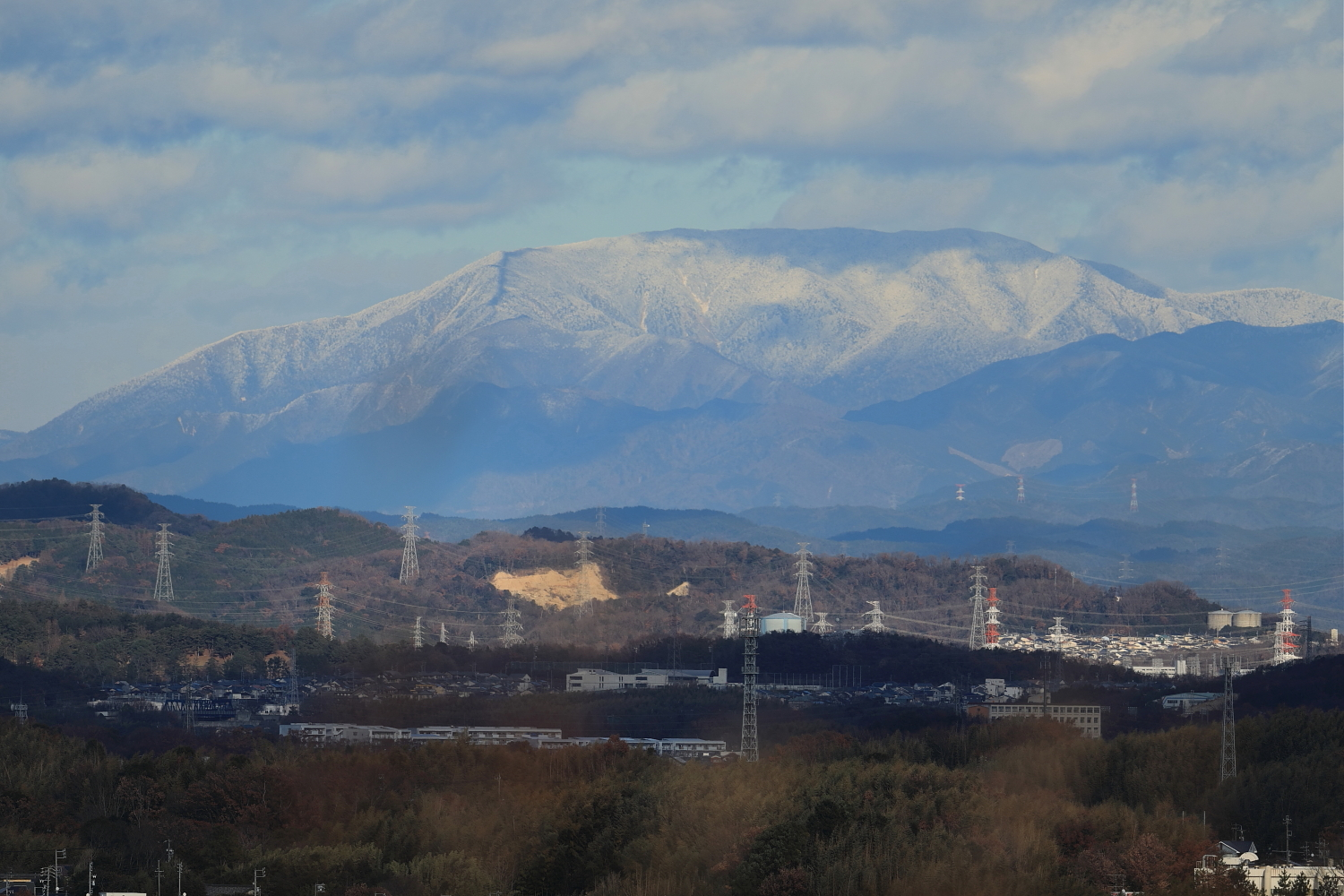
恵那山遠望。 （2018年（平成30年）12月）
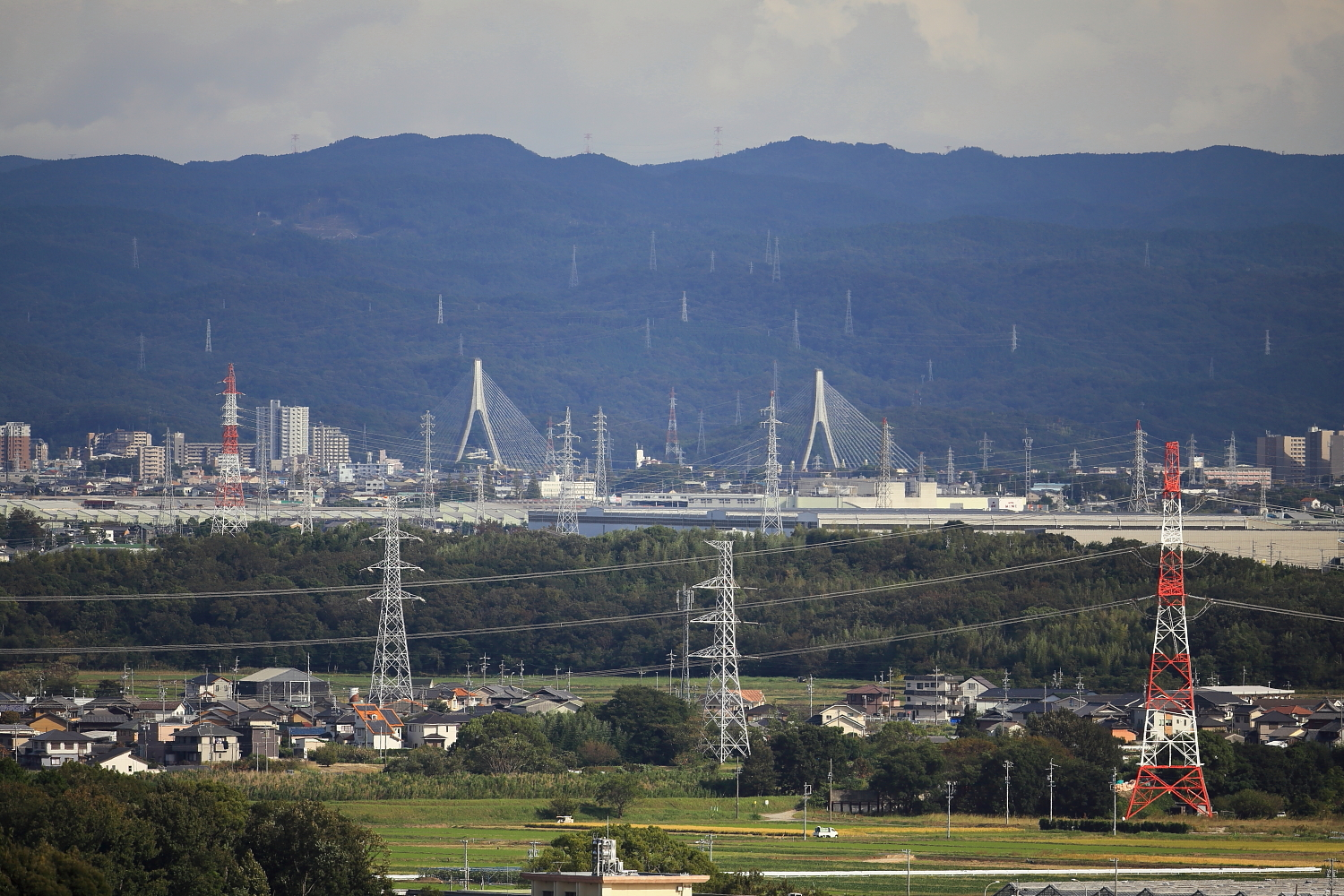
豊田アローズブリッジ遠望。 （2019年（令和元年）10月）
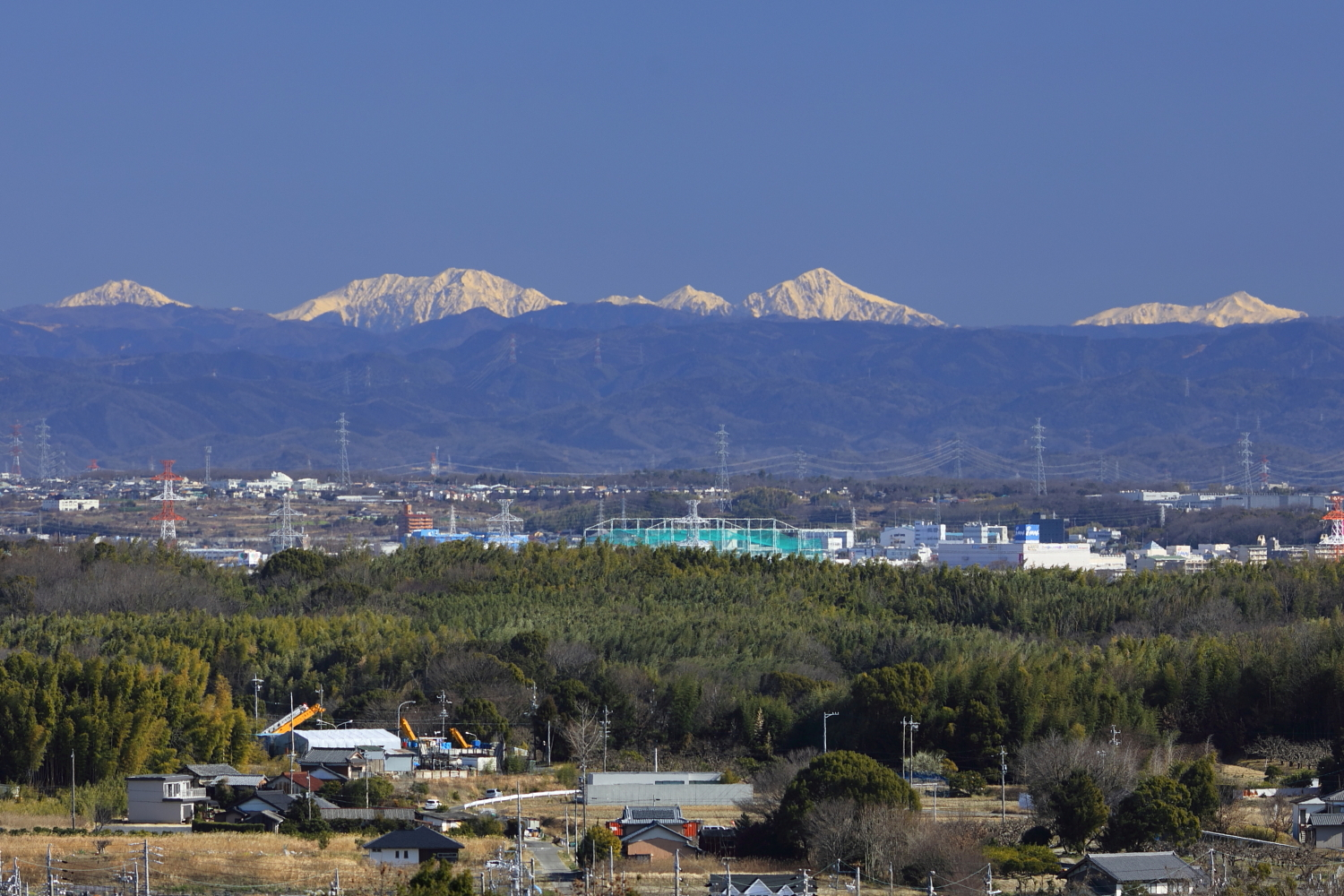
赤石山脈遠望。 （2020年（令和2年）2月）
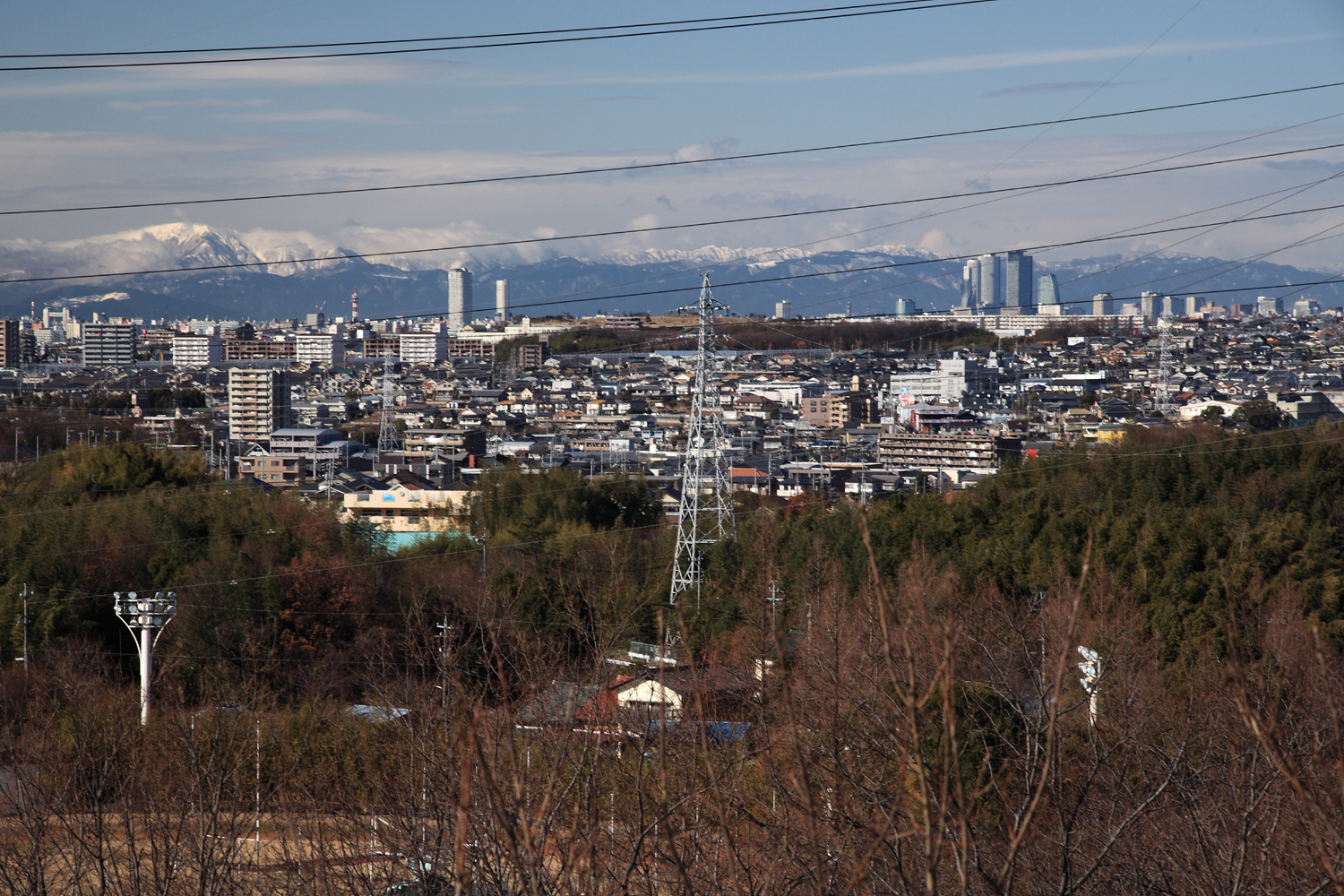
北東面の眺望。奥手に連なるのは伊吹山系。 （2010年（平成22年）1月）
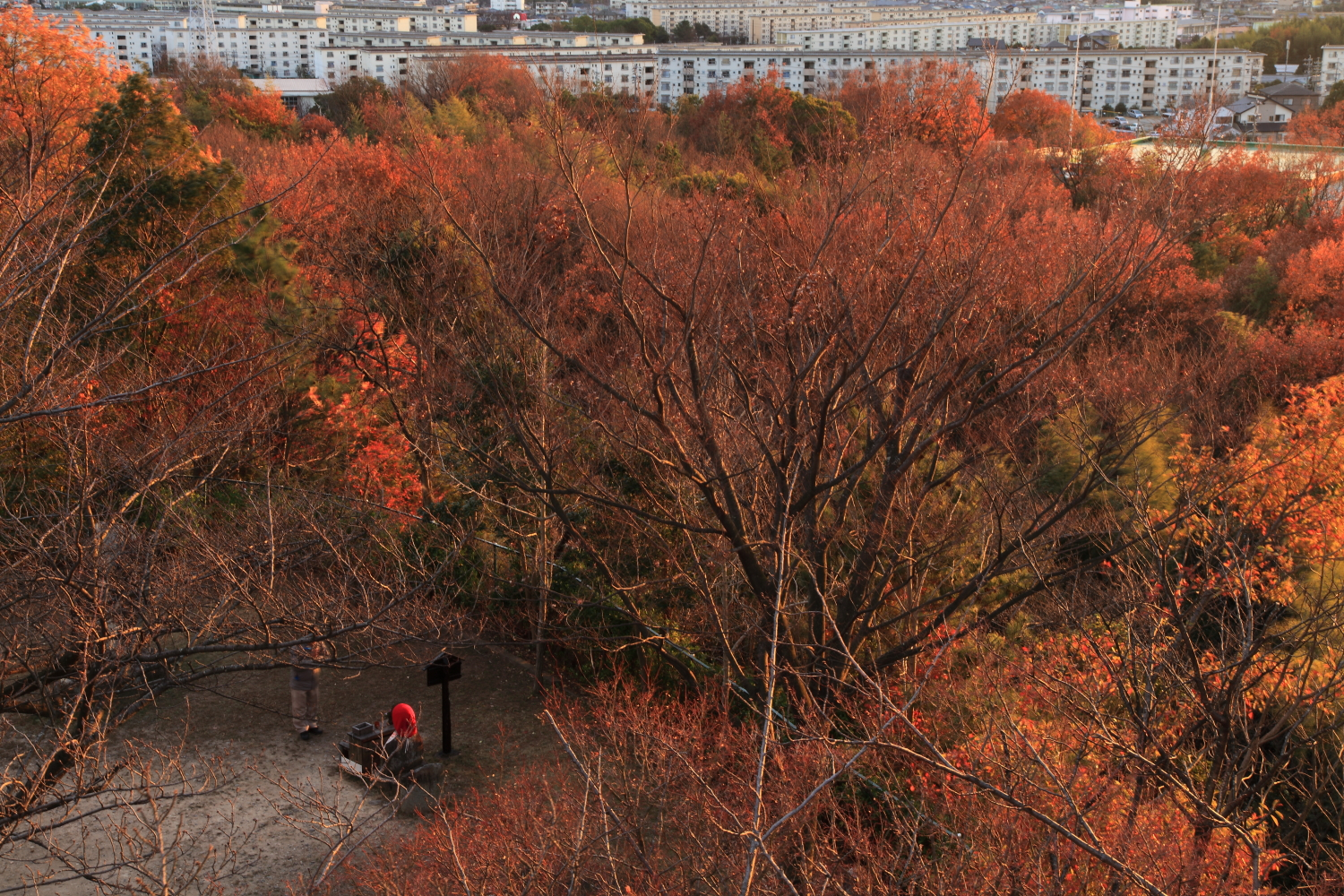
展望台から南面に眼下を望む。人物がたたずむ前にあるのは切られ地蔵尊。奥手にあるのは都市再生機構管理の豊明団地。 （2009年（平成21年）12月）

## 中世史料にみえる二村山
二村山は古くから「嶺山（とうげやま）」「地蔵ヶ峰」などとも呼ばれて鎌倉街道の景勝地として知られ、数多くの和歌・紀行文の題材となっている。以下は、このうち平安時代から室町時代にかけて書かれた主だったものを示す。

### 和歌
和歌の原典は『尾張志（上）』・『尾張名所図絵（上巻）』・『豊明町々誌』に依っている。ただし、仮名の漢字への置き換え、清音の濁音への置き換え、送り仮名の補足などの一部改変を行った上で、読みやすさを考慮している箇所がある。
| 時代     | 収録歌集           | 和歌 | 作者                  |
| -------- | ------------------ | --- | --------------------- |
| 平安時代 | 『後撰和歌集』     | くれはとりあやに恋しく有りしかば二むら山もこえずなりにき （返し）唐衣裁つ惜しみし心こそ二むら山の関となりけめ | 清原諸実 詠み人知らず |
| 平安時代 | 『兼盛集』         | 玉くしげ二むら山の月影は万世をこそ照らすべらなれ                                                              | 平兼盛                |
| 平安時代 | 『重之集』         | 秋風にはたおる虫の声しげみ尋ねぞ来つる二むらの山                                                              | 源重之                |
| 平安時代 | 『増基法師集』     | 唐国のにじなりとても比べ見ん二むら山の錦にはにじ                                                              | 増基                  |
| 平安時代 | 『散木奇歌集』     | 今こそは二むら山のほととぎす声おりはえてあやに啼くなり                                                        | 源俊頼                |
| 平安時代 | 『散木奇歌集』     | ほととぎす二むら山を尋ね見んいりあやの声はけふ止まざると                                                      | 源俊頼                |
| 平安時代 | 『散木奇歌集』     | くれはとり二むら山にきてみれば目もあやにこそ月はすみけれ                                                      | 俊恵                  |
| 平安時代 | 『詞花和歌集』     | いくえとも見えぬ紅葉の錦かな誰ふたむらの山といいけん                                                          | 橘能元                |
| 平安時代 | 『千載和歌集』     | 五月闇二むら山のほととぎす峯つづき啼く声をきくかな                                                            | 藤原俊忠              |
| 平安時代 | 『山家集』         | 出でながら雲に隠るる月影をかさねてまつや二むらの山                                                            | 西行                  |
| 鎌倉時代 | 『長秋詠藻』       | ほととぎす二むら山を尋ぬれば峯を隔てて鳴きかわすなり                                                          | 藤原俊成              |
| 鎌倉時代 | 『明日香井集』     | 心やは二むら山を越え来ても君をそたのむ都おもえば                                                              | 飛鳥井雅経            |
| 鎌倉時代 | 『明日香井集』     | いろいろに誰がおりかくる折なれや紅葉のにしき二むらの山                                                        | 飛鳥井雅経            |
| 鎌倉時代 | 『続古今和歌集』   | ともしして今宵も明けぬ玉くしげ二むら山の峯の横雲                                                              | 順徳院                |
| 鎌倉時代 | 『続古今和歌集』   | よそに見し小笹のうえの白露をたもとにかくる二むらの山                                                          | 源頼朝                |
| 鎌倉時代 | 『続古今和歌集』   | 近づけば野路のささはら顕われてまた末かすむ二むらの山                                                          | 平泰時                |
| 鎌倉時代 | 『歌枕名寄』       | 雪となり雨と成りて峯わけにかかれる雲の二むらの山                                                              | 九条基家              |
| 鎌倉時代 | 『歌枕名寄』       | 二むらの山のはしらん東雲に明けんと告ぐるは乙鳥の声                                                            | 小侍従                |
| 鎌倉時代 | 『歌枕名寄』       | 明けくれて幾か来ぬらん玉くしげ都にとおき二むらの山                                                            | 二条為氏              |
| 鎌倉時代 | 『歌枕名寄』       | 分け行けば二むら山のこぐれよりははそまじりの霰ちるなり                                                        | 中原師光              |
| 鎌倉時代 | 『夫木和歌抄』     | 忘れずよあやめも見えず行き暮れし二むら山の末の野原に                                                          | 安嘉門院四條          |
| 鎌倉時代 | 『夫木和歌抄』     | 程ちかく衣の里はなりぬらん二むら山を越えて来つれば                                                            | 藤原経衡              |
| 鎌倉時代 | 『夫木和歌抄』     | 唐にしき二むら山のもみぢゆえあかでもけふを立ちくらすかな                                                      | 藤原為忠              |
| 鎌倉時代 | 『夫木和歌抄』     | 唐にしきおらまくおしき木のもとは二むら山のもみぢなりけり                                                      | 橘為仲                |
| 鎌倉時代 | 『夫木和歌抄』     | しぐれするもみぢのにしきゆかしきは明けてをたたん二むらの山                                                    | 寂然                  |
| 鎌倉時代 | 『夫木和歌抄』     | 東路の山にや春の残るらん二むら見ゆる遅桜かな                                                                  | 九条基家              |
| 鎌倉時代 | 『夫木和歌抄』     | 霞たつ二むら山の岩つつじ誰がおりそめし唐錦そも                                                                | 藤原俊忠              |
| 鎌倉時代 | 『夫木和歌抄』     | 誰が世より植えて此の名をとどめけん園生の竹の二むらの里                                                        | 冷泉太政大臣          |
| 鎌倉時代 | 『夫木和歌抄』     | 二むらの山の麓の秋萩に錦をしける野辺かとぞ見る                                                                | 大江匡房              |
| 鎌倉時代 | 『夫木和歌抄』     | しずかなる二むら山の麓にぞ千年の秋の花も咲きける                                                              | 藤原正家              |
| 鎌倉時代 | 『続後拾遺和歌集』 | ほととぎす二むら山や越えつらん明けはててのみ声のきこゆる                                                      | 堀河院中宮上総        |
| 室町時代 | 『新千載和歌集』   | 越えゆけばひとかたならずかすむなり二むら山の春のあけぼの                                                      | 藤原行朝              |

### 紀行文
| 名称                              | 作者       | 成立年代                   | 内容及び解説 |
| --------------------------------- | ---------- | -------------------------- | --- |
| 『更級日記』                      | 菅原孝標女 | 康平年間 （1058年-1064年） | 二村山に関するくだりは、著者が13歳頃の1020年（寛仁4年）、父である菅原孝標に従って上総国から京へ戻る道中の様子を回想したもので、浜名湖を渡り猪鼻坂を越えて三河国の高師山に至ったこと、八橋は名前だけで橋の痕跡がなく何の見どころもないこと、二村山では大きな柿の木の下にしつらえた仮の宿の上に一晩中降ってくる柿の実を人々が拾っていること、宮路山では10月も下旬であるにかかわらず紅葉が落葉せずに盛んであること、尾張国境の「しかすがの渡り」は渡るべきか否か思い悩まされるところが面白いこと、鳴海の海岸に至ったところに夕潮が満ちてきて逗留するにも中途半端なので一行が皆走ってやり過ごしたこと、などといった行程とその時々の情景が描かれている。八橋・二村山・宮路山の位置関係に混乱がみられる一方で、鎌倉街道が整備される以前からこの二村山を中継する道筋が利用されてきたことも読みとれる。                                 |
| 『海道記』                        | 不詳       | 1223年 （貞応2年）         | 江戸時代には「鴨長明海道記」という名で刊行されたことがあり、作者は長年鴨長明だとされてきた。しかし後年、源光行・藤原秀能などの候補者が浮上し、現在では事実上作者不詳とされる紀行文である。京から鎌倉への道中の様子を漢文調で描いており、旅の途中でさしかかった二村山の景観についても駢儷体を駆使した秀麗な描写を行っている。作者は1223年（貞応2年）4月4日に萱津（かやづ）を発ち、近道ではあるが急坂となる「塩見坂」を避け、回り道だがなだらかな二村山へと向かう。数多くの山はあるけれども、優雅な山はこの山だけ。松の木もあまたあるけれども、松の木立の美しさはこの山に勝るものはない。松風の音を聞いて雨かといぶかしんだが、鶴がのどかに空を舞いながら鳴いているのを聞いて晴天であることを知る。千古不変の松の姿はこれからも変わらないであろうが、自分の命は一時のはかないものであるから二度と目にすることはできないであろう。 |
| 『東関紀行』                      | 不詳       | 1242年 （仁治3年）         | 作者は鴨長明、源光行、源親行などといわれていたが、現在では事実上不詳とされる紀行文である。齢50近い作者が歩んだ京から鎌倉までの道中を記録しており、1242年（仁治3年）8月17日に熱田を発った作者は海岸沿いの道を東に進んで夜半には二村山に到達している。徐々に白みはじめた空のもと、この山道が山頂から遥かに眺める空と波の間に続いていくようだという、荘厳な情景を歌に詠んでいる。作者はその後、8月25日頃には鎌倉に到着している。 |
| 『春能深山路 （はるのみやまぢ）』 | 飛鳥井雅有 | 1280年 （弘安2年）         | 飛鳥井雅有は鎌倉時代の公家で、歌人として知られるほかさまざま紀行文・日記も残している。当日記では、1280年（弘安2年）11月14日から11月26日にかけて京から鎌倉へ移動した道中において、冷たい嵐の吹く二村山を越え、荒涼とした野原を渡って八橋に到着したとする記述が残っている。 |
| 『十六夜日記』                    | 阿仏尼     | 1283年 （弘安6年）         | 藤原為家の側室で歌人としても知られた阿仏尼による紀行文で、継子（藤原為家正室の子）二条為氏と実子の冷泉為相の間に生じた所領紛争に荷担した作者が幕府に裁定を委ねるべく鎌倉へ向かった旅の道中及び鎌倉滞在中の様子を描いている。1279年（弘安2年）10月16日に京を発った作者一行は、4日後の10月20日の昼には二村山付近に達していたと考えられるが、山野が思いのほか深いために、ようやく境川を越えて八橋宿に到達した頃には夕暮れになってしまっていたという。なお、十六夜日記は毎日の記述に日付をふっており、熱田-鳴海潟-二村山-八橋-宮路山という移動経路を正確に読みとることができる。また、10月29日に鎌倉に到着したとあることから、鎌倉時代にあって京-鎌倉間の移動に要した日数がおおよそ2週間程度であったことも正確にうかがえる。 |
| 『覧富士記』                      | 尭孝       | 1432年 （永享4年）         | 尭孝は室町時代中期の僧侶で、また歌人でもある。1432年（永享4年）に室町幕府第6代将軍足利義教の富士山見学に随行した時の様子を、紀行文として残している。9月15日に二村山を越え、9月19日には夜の闇に浮かぶ富士山をうち眺め、帰路にあった9月25日には境川を越えている。この紀行文の中で尭孝は二村山を、三河国-遠江国国境の山と認識していたようである。 |

## その他
- 1935年（昭和10年）8月17日　愛知県下の各所で落雷・降雹・突風が生じ、二村山より約800メートル北東にある徳田池[注 40]に係留してあった小舟が竜巻で巻き上げられて、山頂付近に落下したという[102]。
- 二村山南麓にある豊明市立双峰小学校では、かつて冬季マラソンで二村山越えのコースが組まれていたが、1986年（昭和61年）には交通事情の悪化などを理由に廃止され、校内コースに変更されている[103]。